# Spanyolország építészete
Spanyolország építészete alatt a mai Spanyolország területén létrehozott építészeti alkotásokat értjük, továbbá tágabb értelemben azt is, amit a spanyol építészek létrehoztak a nagyvilágban.

## Őstörténet

### Prehisztorikus

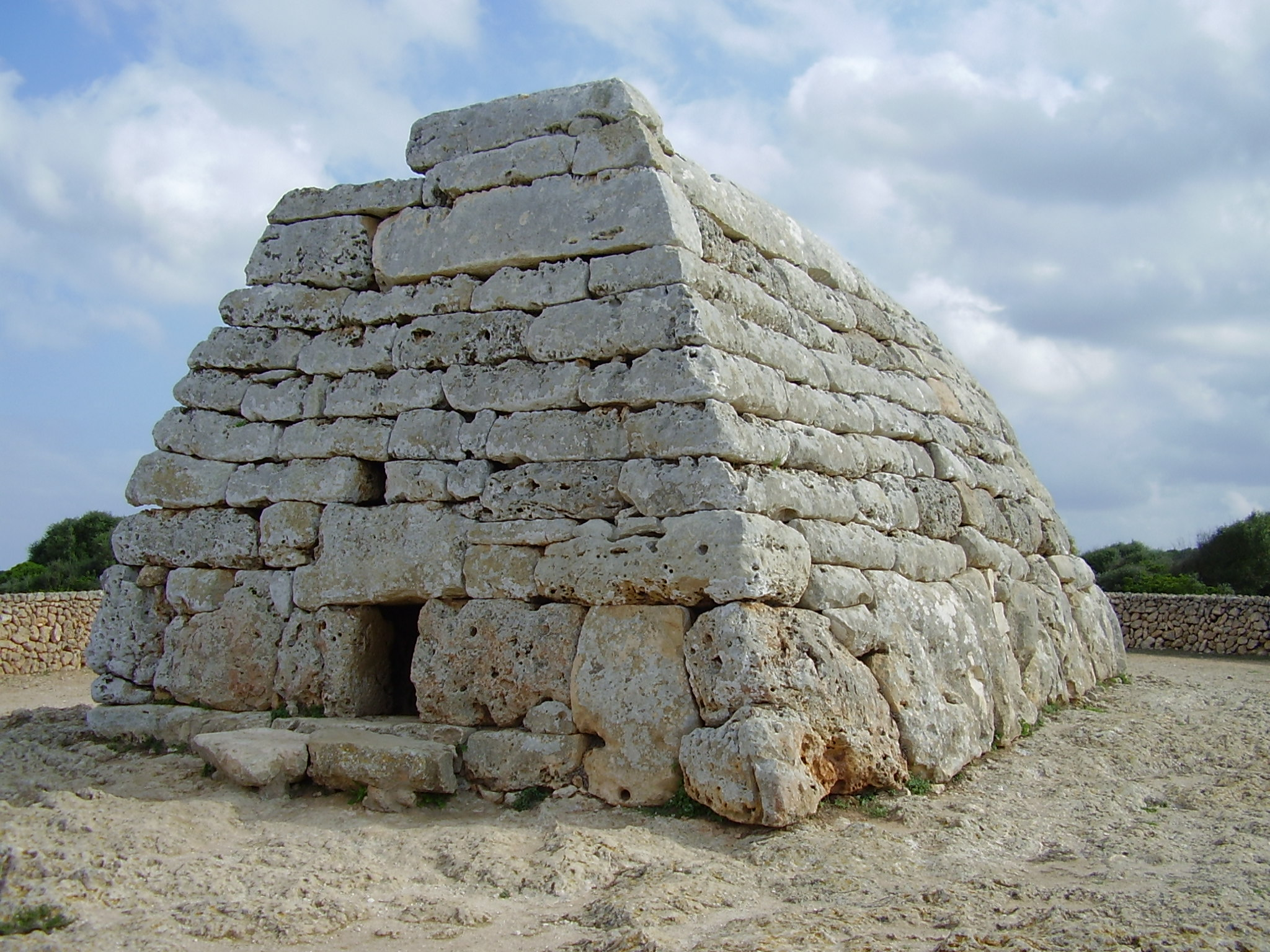
Naveta dels Tudons Menorca szigetén

A kőkorszakban az Ibériai-félszigeten a legelterjedtebb megalit a dolmen volt. Az Antequera-csoport tartalmazza Európa legnagyobb dolmenjeit. A nagy kőtömbökből álló megalitikus emlékek az újkőkorra és a bronzkorra datálhatók. Az építményeket földhalmok alá rejtették és feltehetőleg rituális, valamint temetkezési célokra használták. Szerves egységet alkotnak a környezetükkel, tájolásuk a hegyek elhelyezkedésétől függ. A belsejükben kialakított kamrákat és egyéb tereket gerendákkal vagy álkupolákkal fedték le. Belső szerkezetük egyedülálló, komoly tervezést igényelt.
A legjobb állapotban fennmaradt Menga-dolmen 25 méter hosszú, négy méter magas. 2016-ban a világörökség részévé nyilvánították.
A naveta egy megalitikus, kőből épített kamrasír, amely egyedülálló a baleári Menorca szigetén. A korai bronzkorból származik.

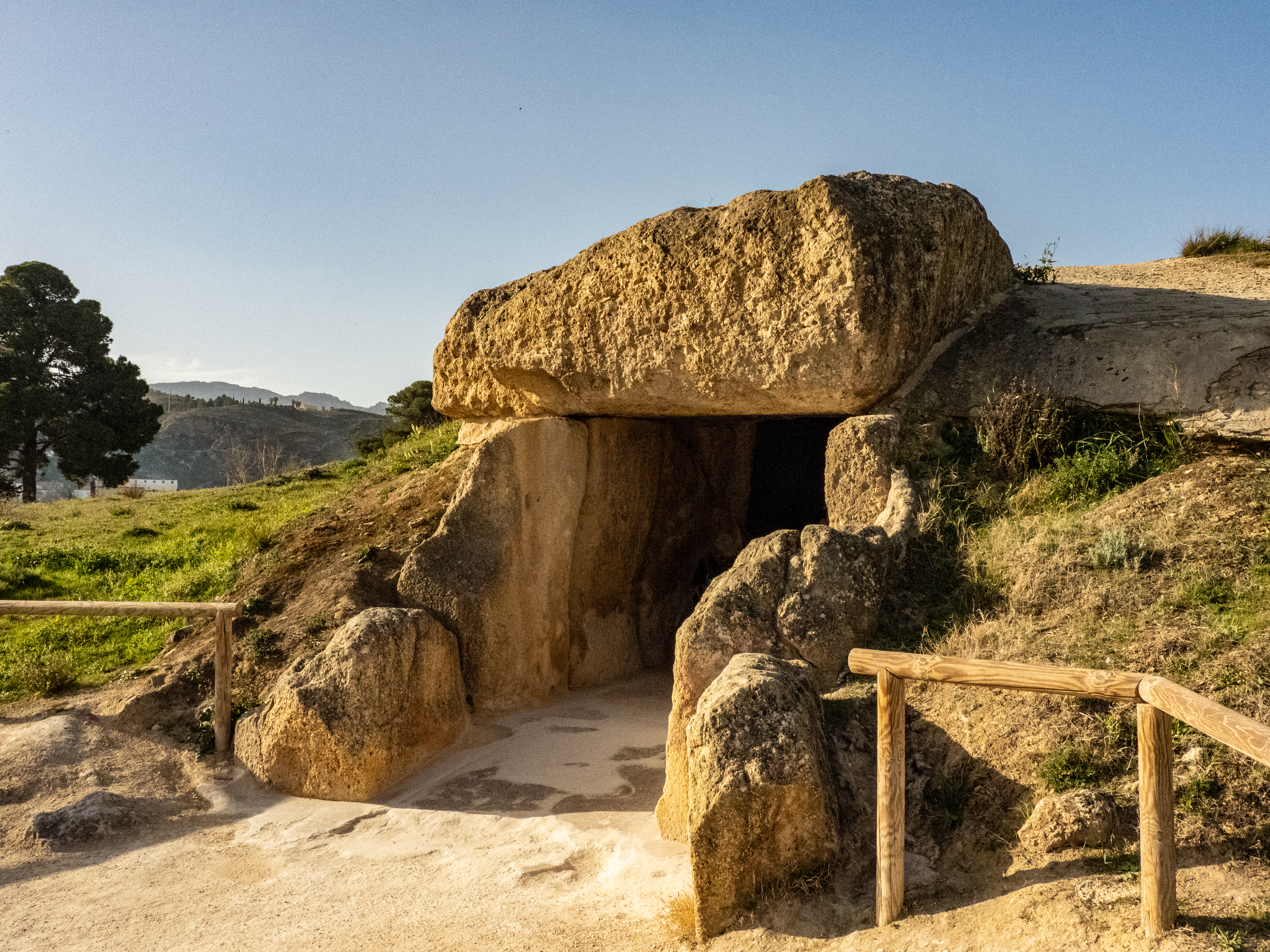
A Menga-dolmen bejárata
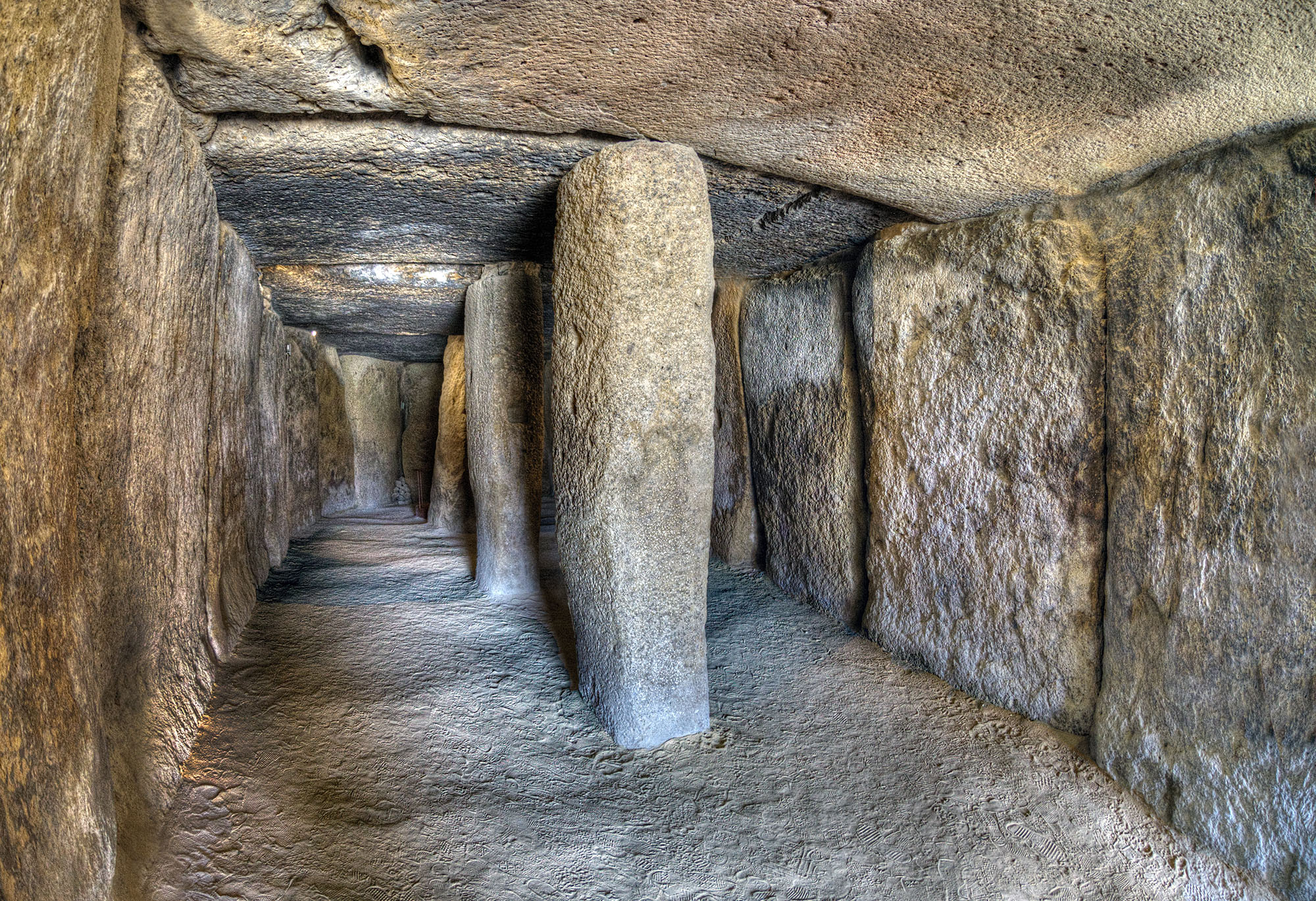
A Menga-dolmen belseje
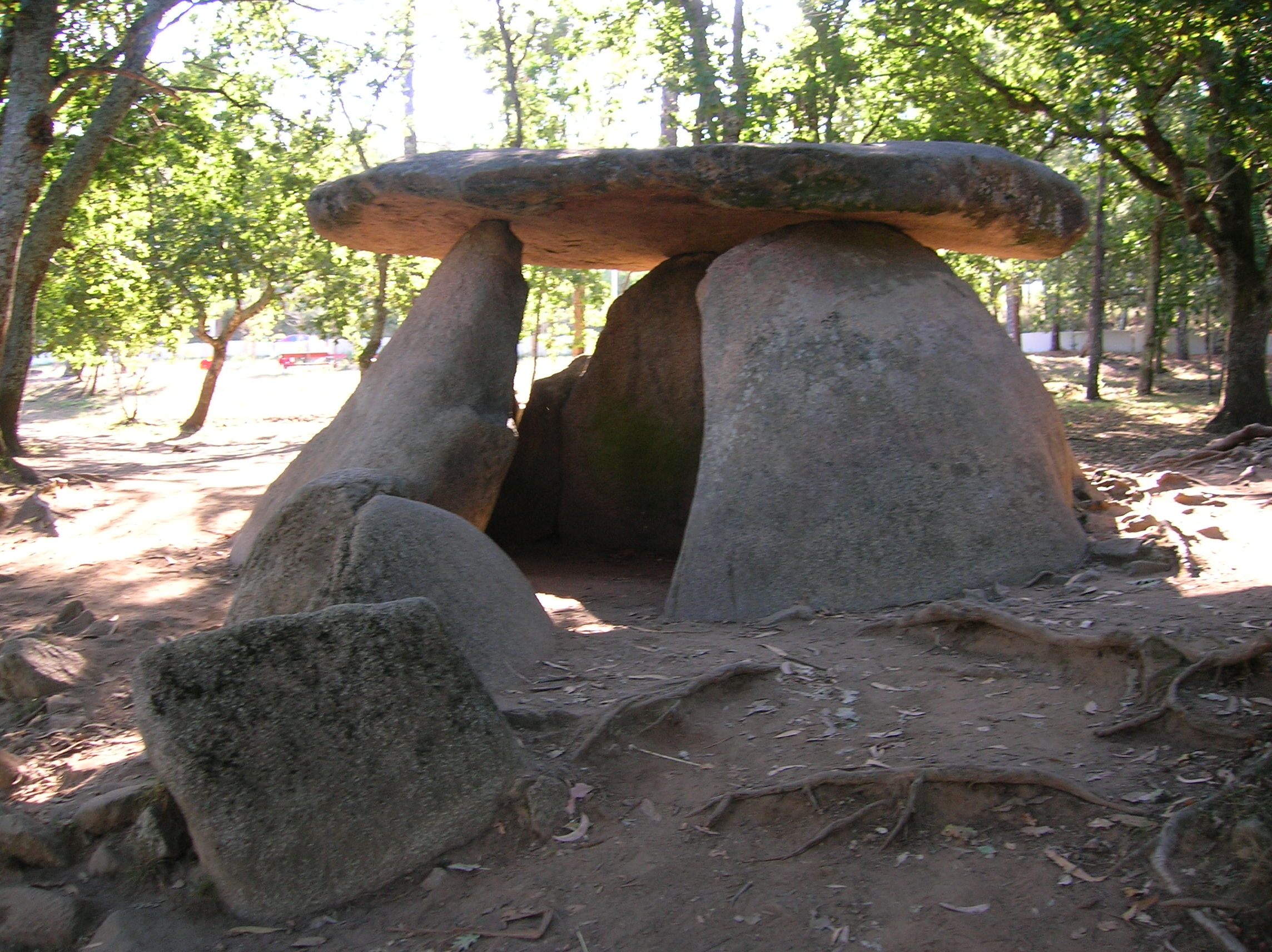
Dolmen de Axeitos, Galícia
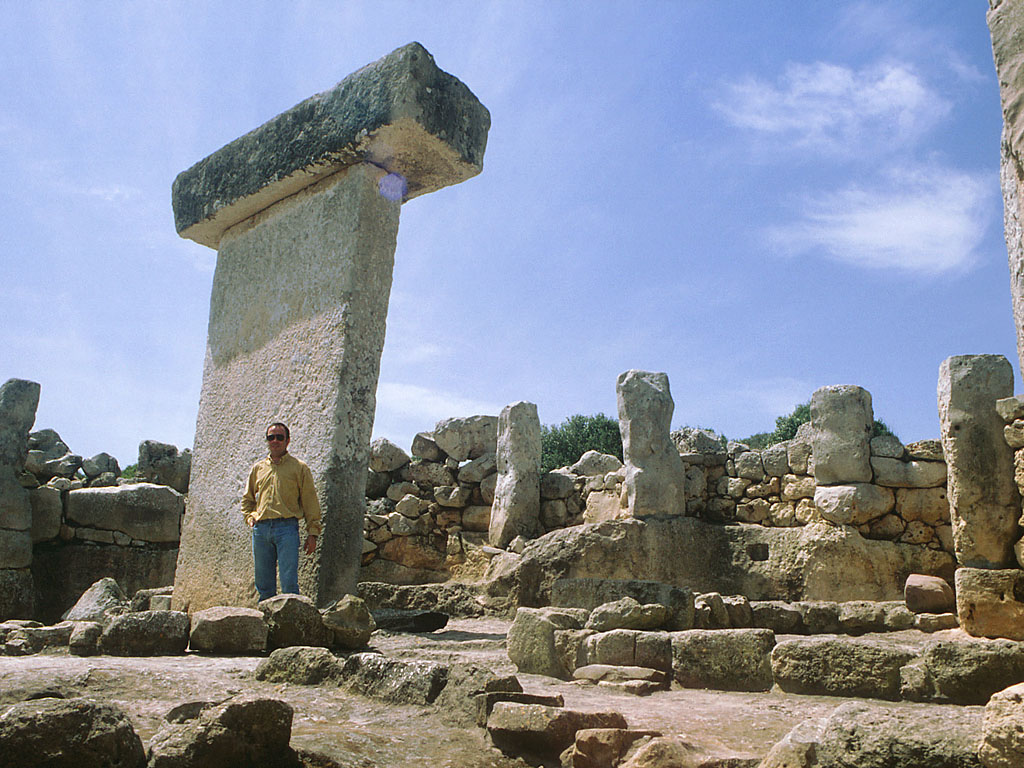
Taula Menorcán
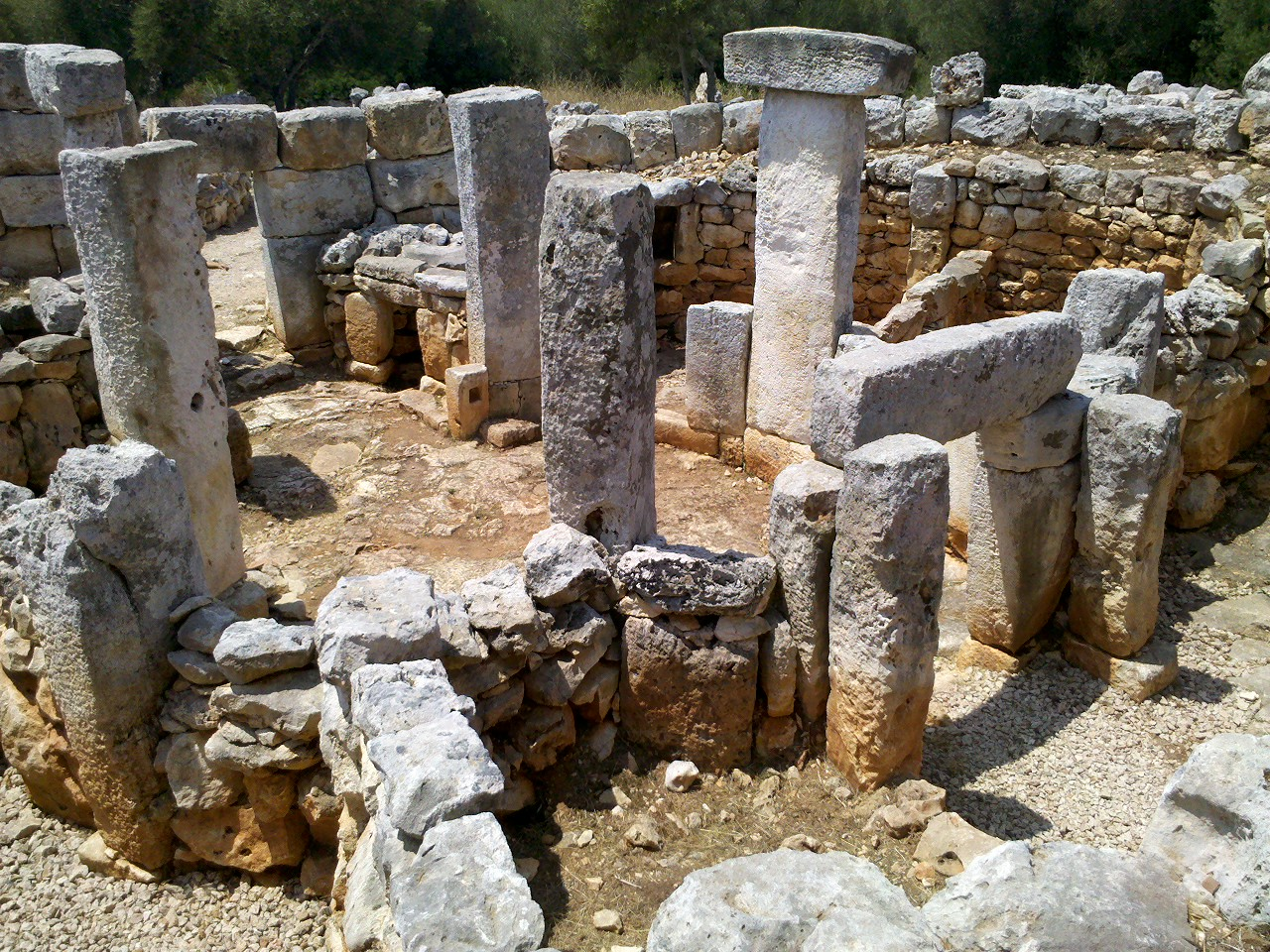
Torre d'en Galmés, Menorca

### Ibériai kelta
Az ibériai-félsziget északi részén és közepén kialakult az ún. Castro-kultúra , amely közvetlenül vagy közvetve rokon volt a kelta népekkel, és amely jellegzetes építményeket, úgynevezett castro-kat (erődítményeket) hozott létre. Az erődökben található házak maradványai általában kör alakúak, bár van néhány négyszögletes is. Utcái általában szabályosak voltak, valamiféle központi szerveződésre utalva.
A fallal körülvett városok általában egy domb vagy hegy tetején jöttek létre.

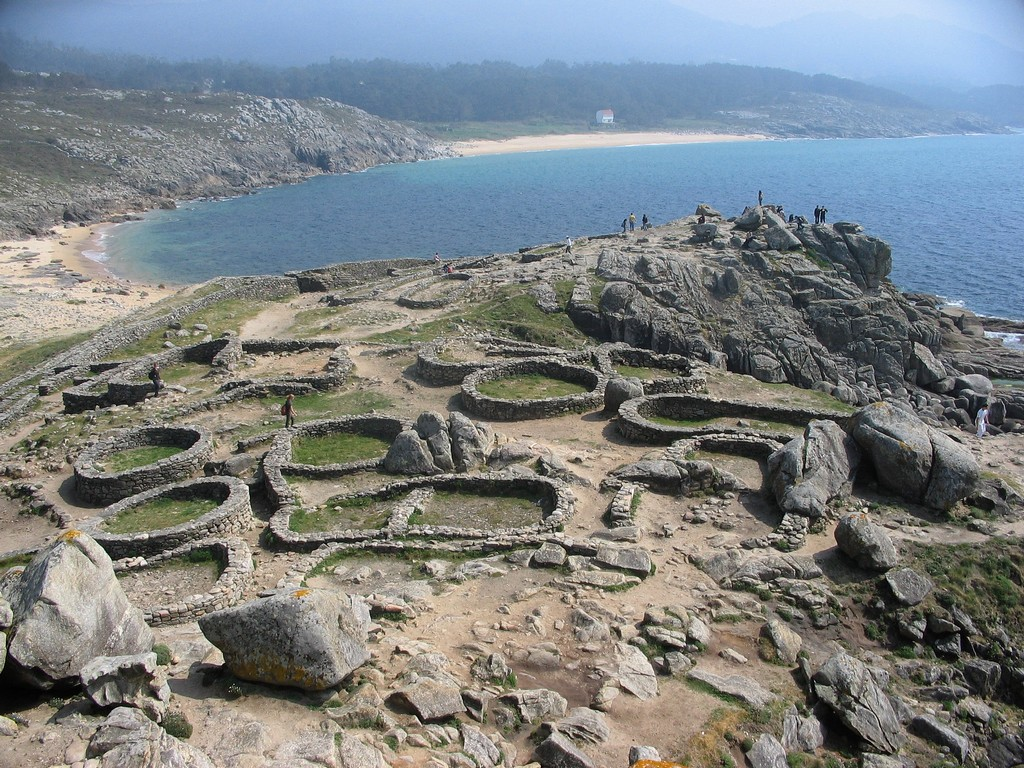
Galícia: A baroñai castro (erőd) romjai
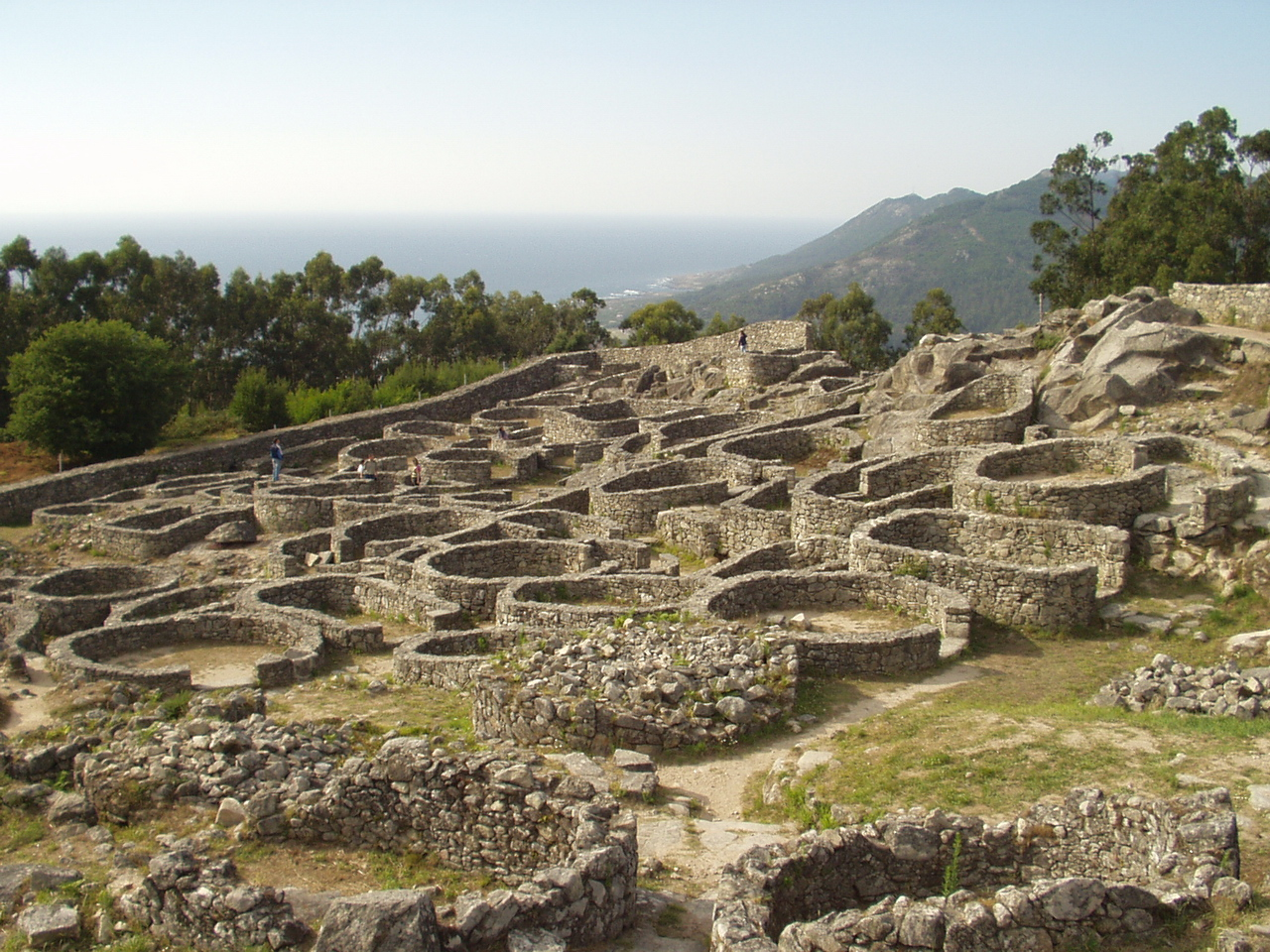
Santa Tegra (Galícia)
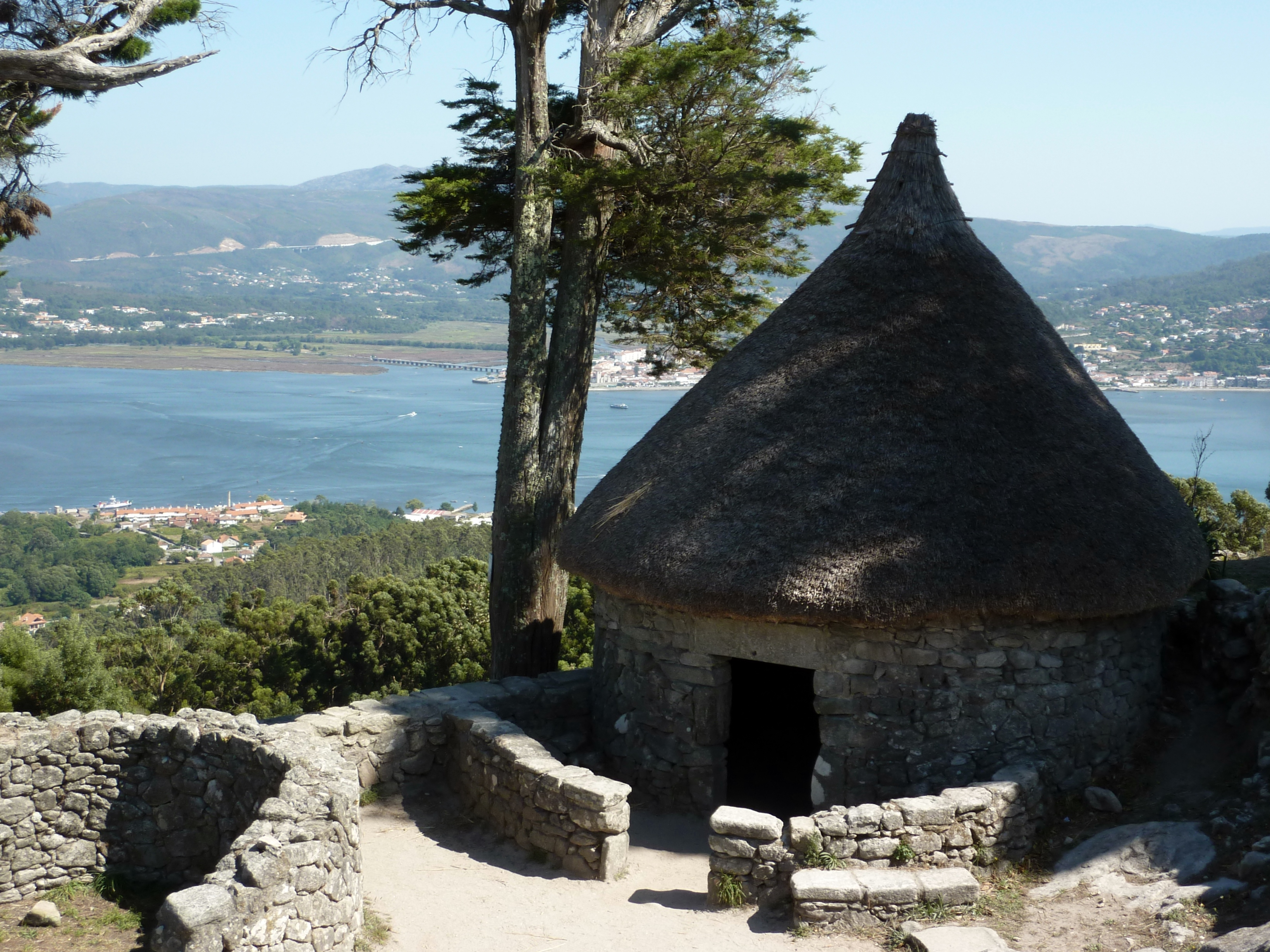
Rekonstruált kunyhó, Santa Tegra (Galícia)
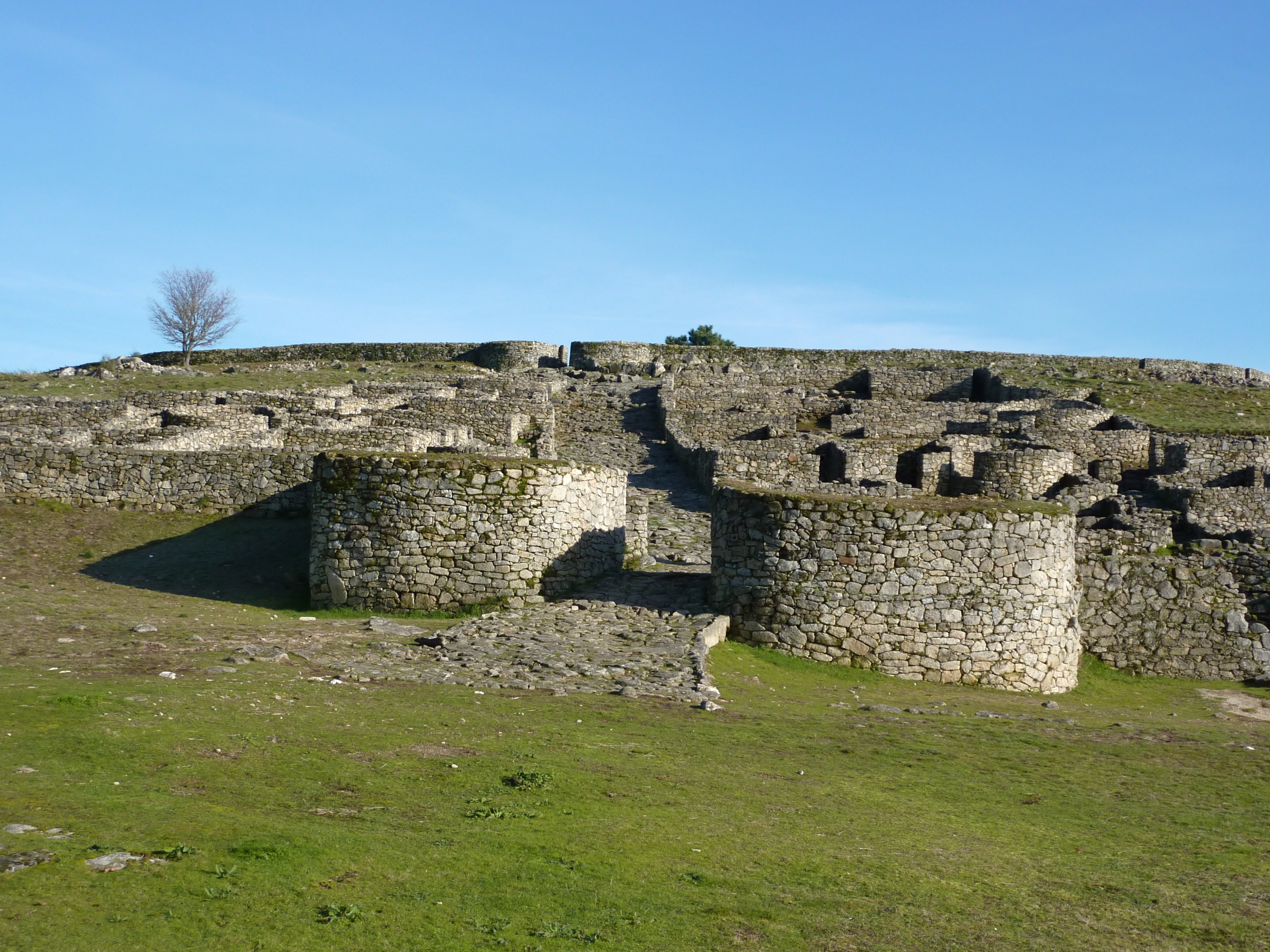
San Cibrao de Lás falmaradványai (Galícia)
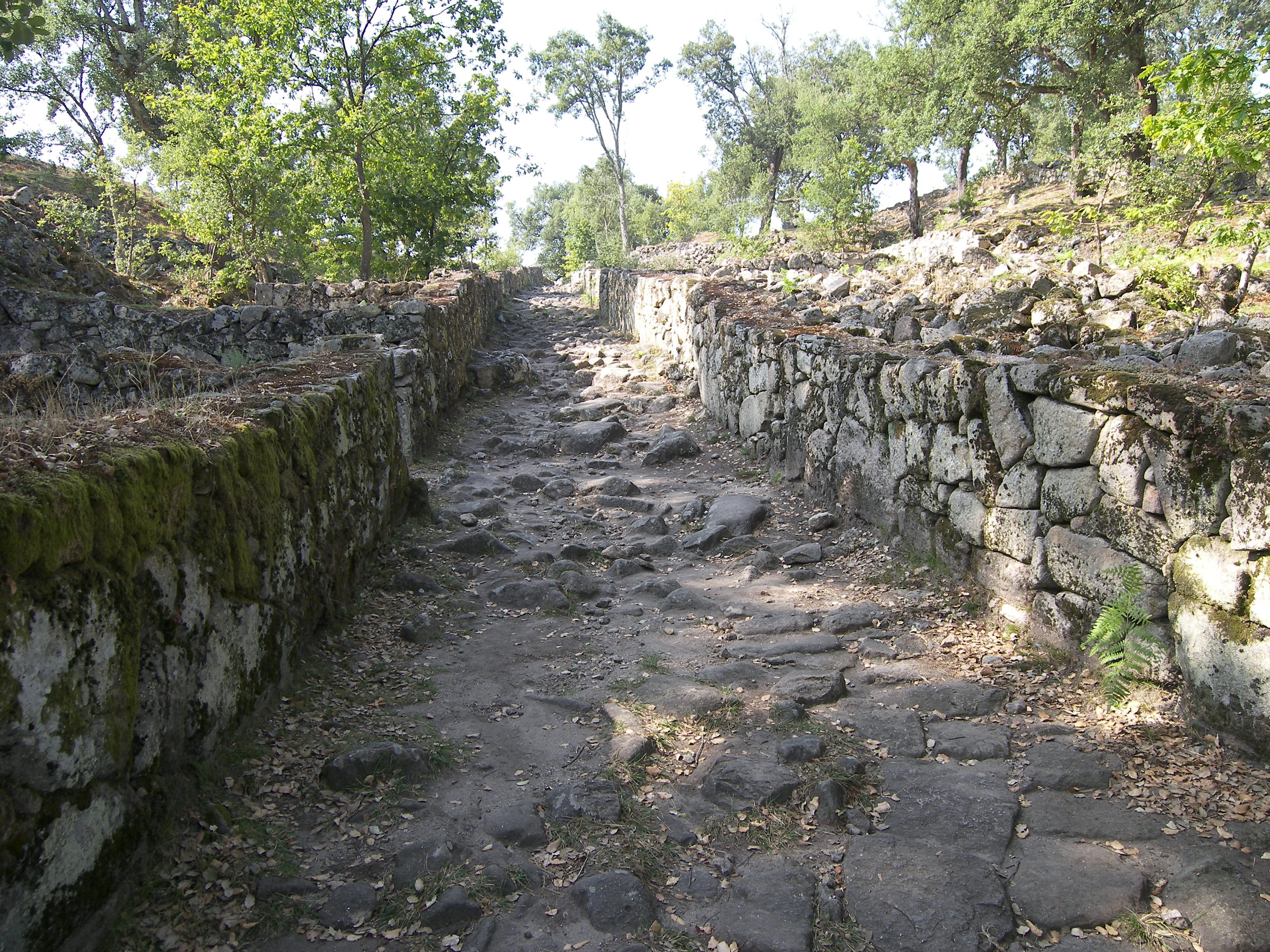
Utcamaradvány Citânia de Briteiros-ban

## Római kor

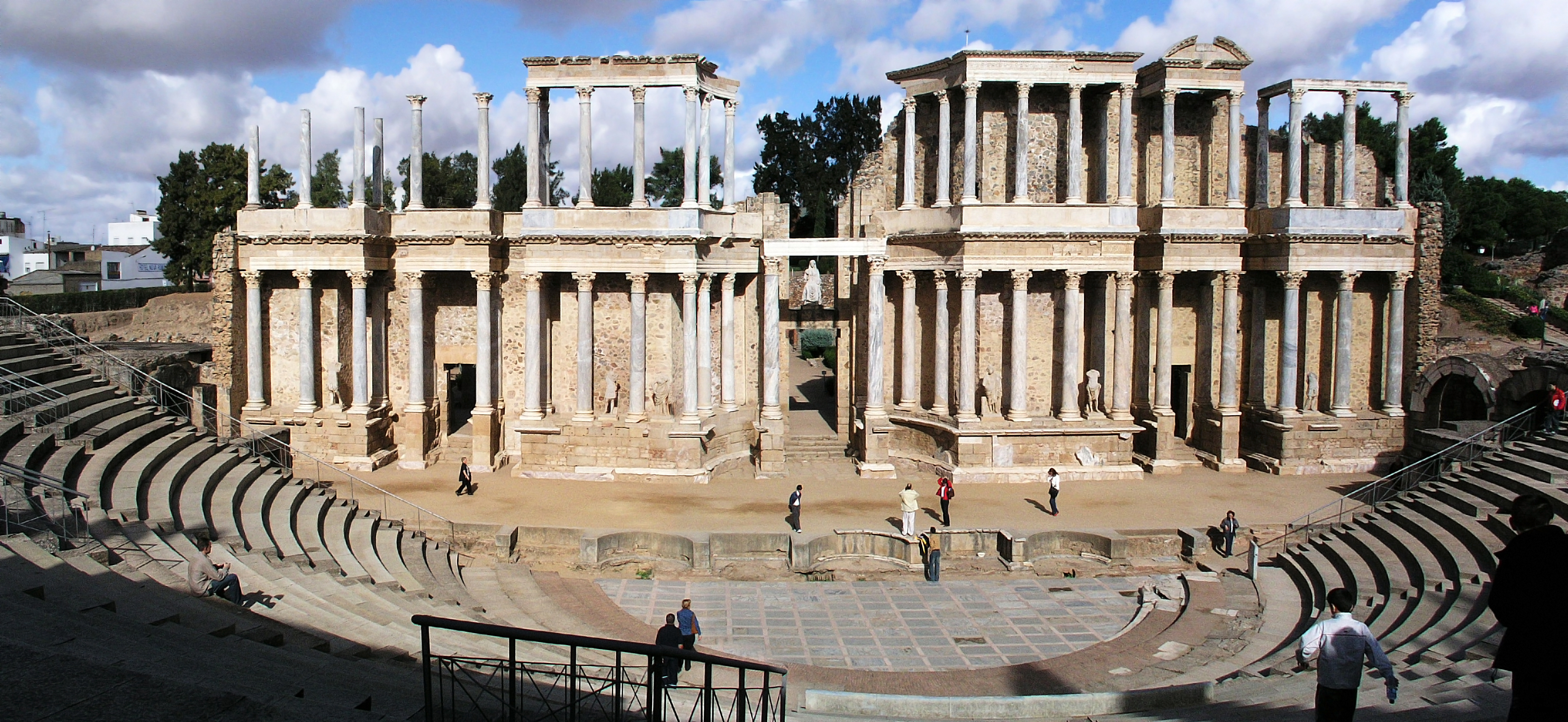
Római színház Méridában

Az ókorban a római világbirodalom építkezett a félszigeten. Mérida, Lusitania hajdani fővárosa, nagyszámú emlékével (híd, diadalív, színház, amfiteátrum, fórum, vízvezetékek), a Valencia melletti Saguntum vára, impozáns színházával, Italica, Traianus, Hadrianus és Theodosius szülővárosa, amfitetrumával, Tarragona ciklopikus városfalaival, Segovia nagyszabású, rendkívüli technikai készültséget eláruló vízvezetékével tűnik ki.
A Kr.e. 218-ban megkezdett római hódítás elősegítette az Ibériai-félsziget szinte teljes romanizálását . A római kultúrát a helyi lakosság teljesen asszimilálta. Az egykori katonai táborok, valamint az ibériai, föníciai és görög települések nagyvárosokká alakultak, ahol az urbanizáció rendkívül fejlett volt. Augusta Emerita a Lusitania- ban, Corduba, Italica, Hispalis, Gades a Hispania Baetica- ban, Tarraco, Caesar Augusta, Asturica Augusta, Legio Septima Gemina és Lucus Augusti a Hispania Tarraconensis-ben jöttek létre a legfontosabb városok, amelyeket fejlett úthálózat kötött össze. Az építési fejlesztés a fővároshoz, Rómához hasonló minőségű műemléket teremtett. 
A római építőmérnöki tudomány olyan impozáns építményekben képviselteti magát, mint a Segovia vízvezetéke és az méridai Acueducto de los Milagros, az olyan hidakban, mint az Alcántara-híd, a Guadiana folyón átívelő Puente Romano és a Guadalquivir felett átívelő córdobai római híd. Olyan világítótornyokat is építettek, mint amilyen még mindig használatban van A Coruñában, a Herkules-toronyban.
További ránk maradt építmények Mérida színháza, Sagunto, Cádiz, Tarraco, vagy épp Cartagena színháza, továbbá Mérida, Italica, Tarraco vagy Segóbriga amfiteátrumai stb.
A vallási építészet is elterjedt az egész félszigeten; a példák közé tartozik Barcelona, Córdoba, Vic és Alcántara római templomai.
A fő temetkezési emlékek a Torre dels Escipions Tarracóban, a Distyle Zalamea de la Serena ó-ban és az Atilii mauzóleum maradványa Sádabában. 
A római diadalívek Cabanesben, Castellónban, Medinaceliban és a Roda de Berà közelében található Arc de Beràban találhatók.

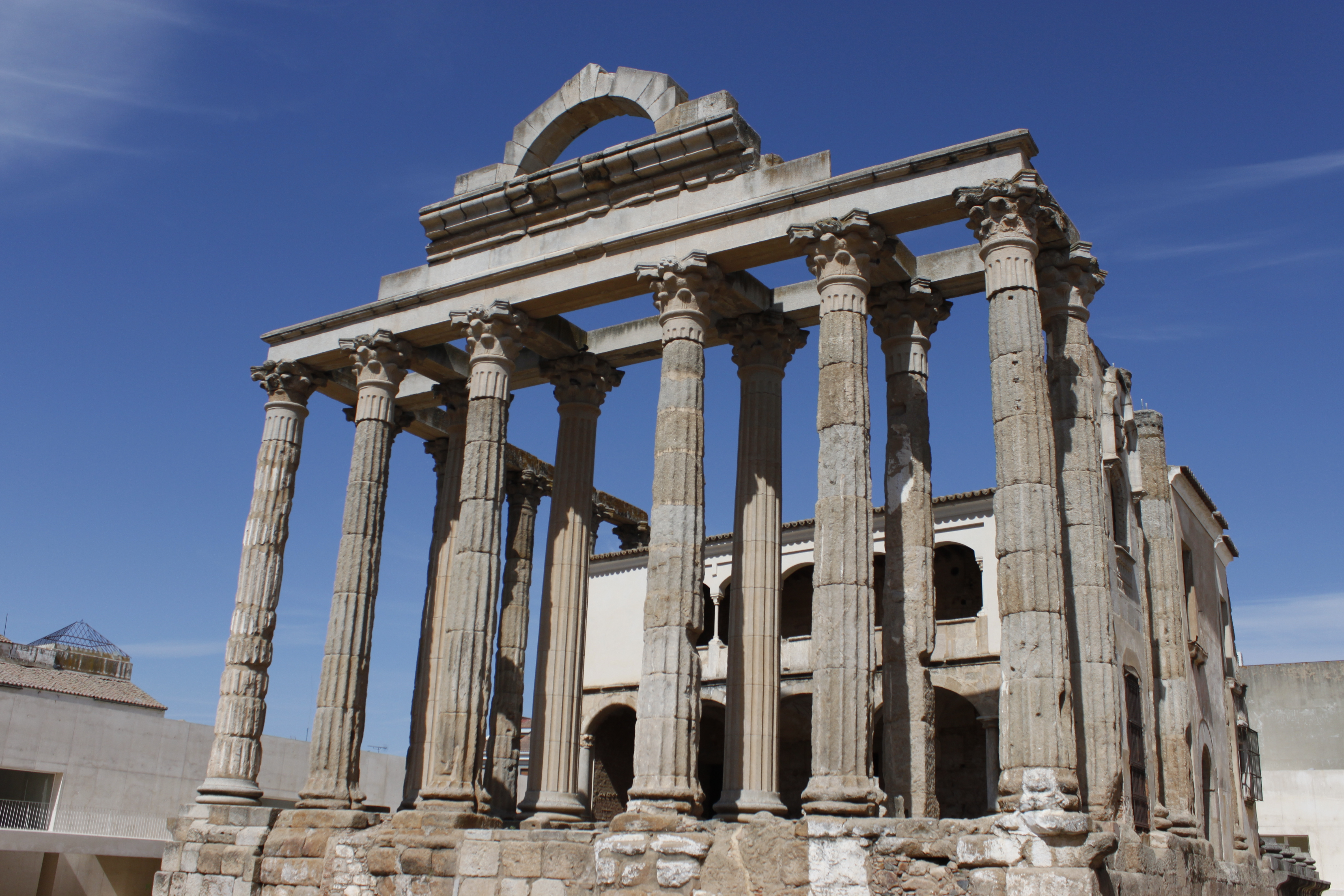
Diána temploma, Mérida
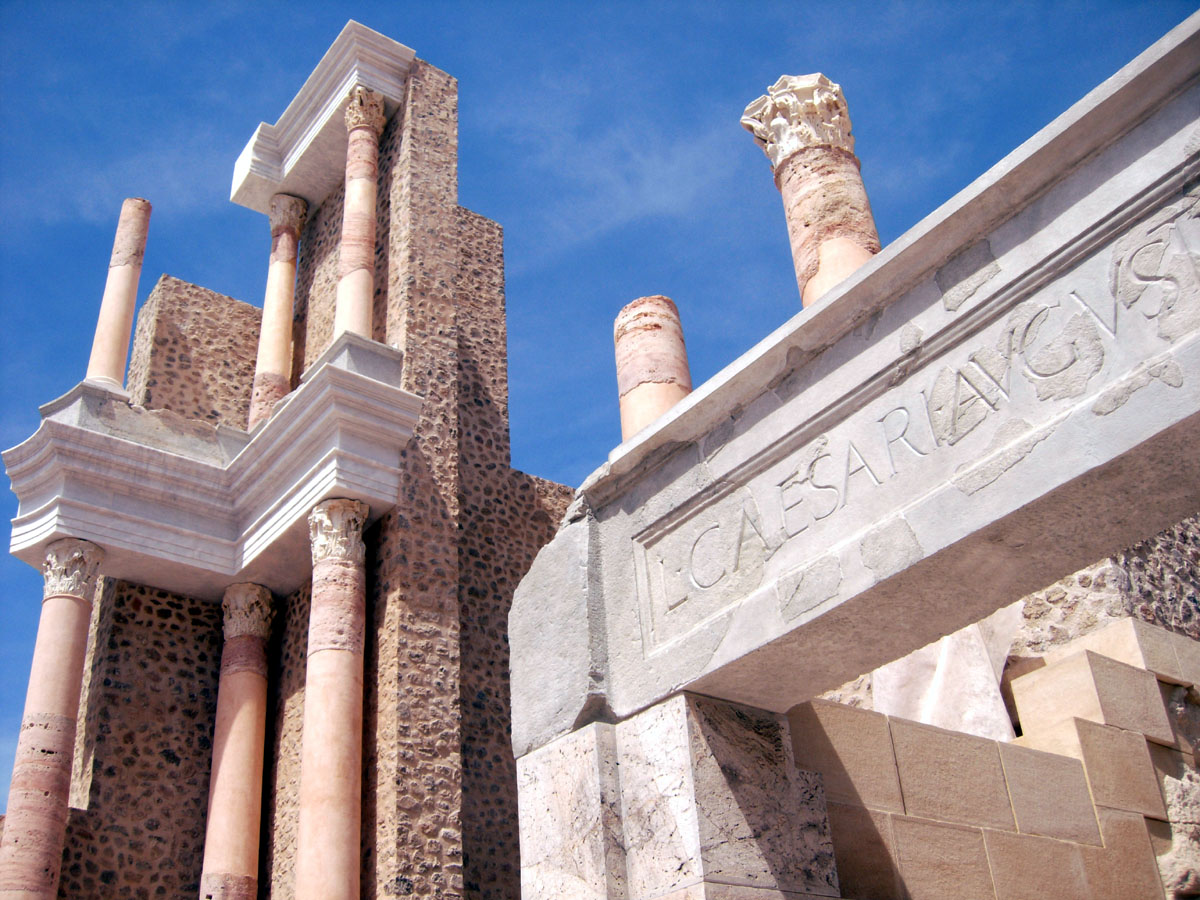
Cartagena római színházának maradványai
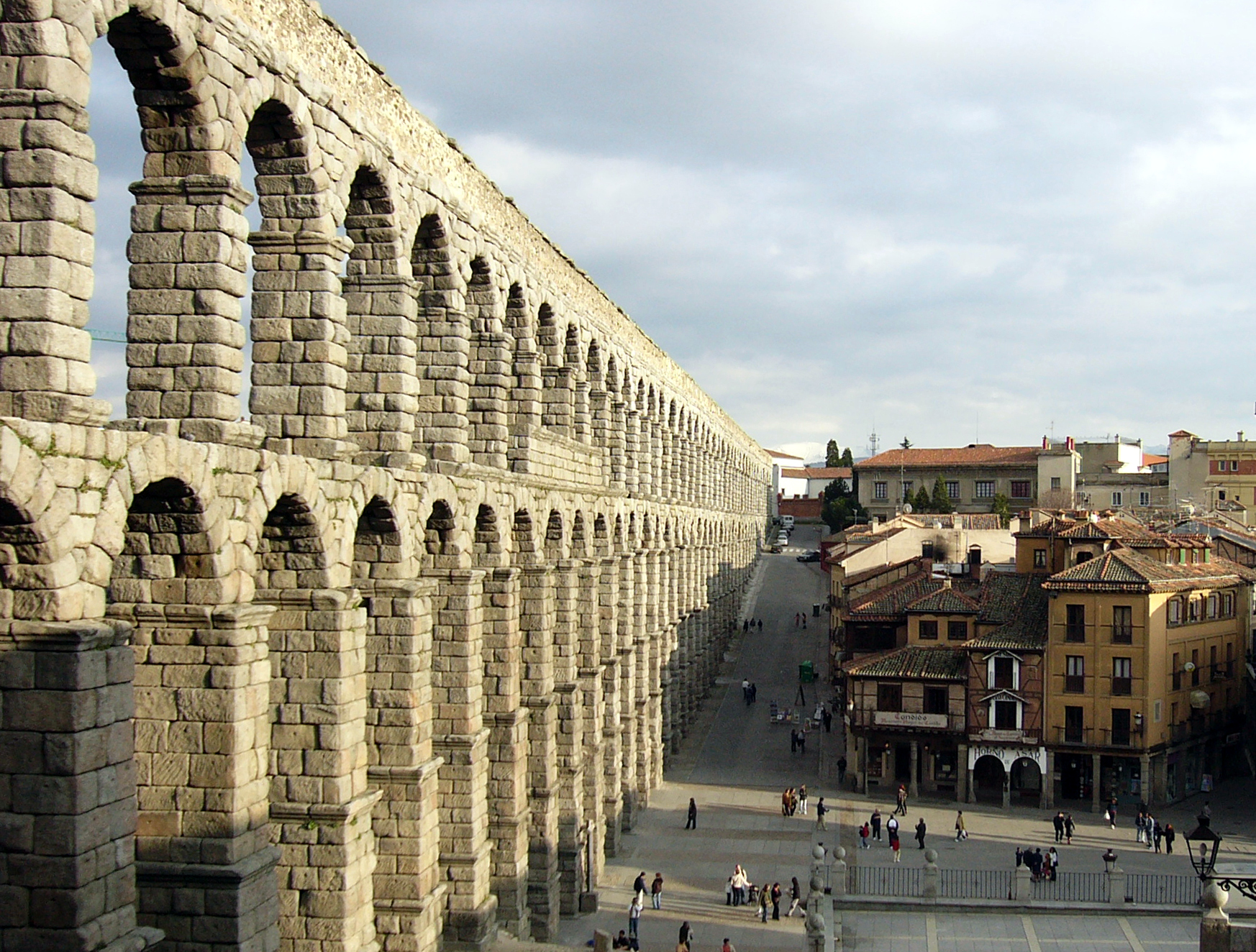
Segovia vízvezetéke
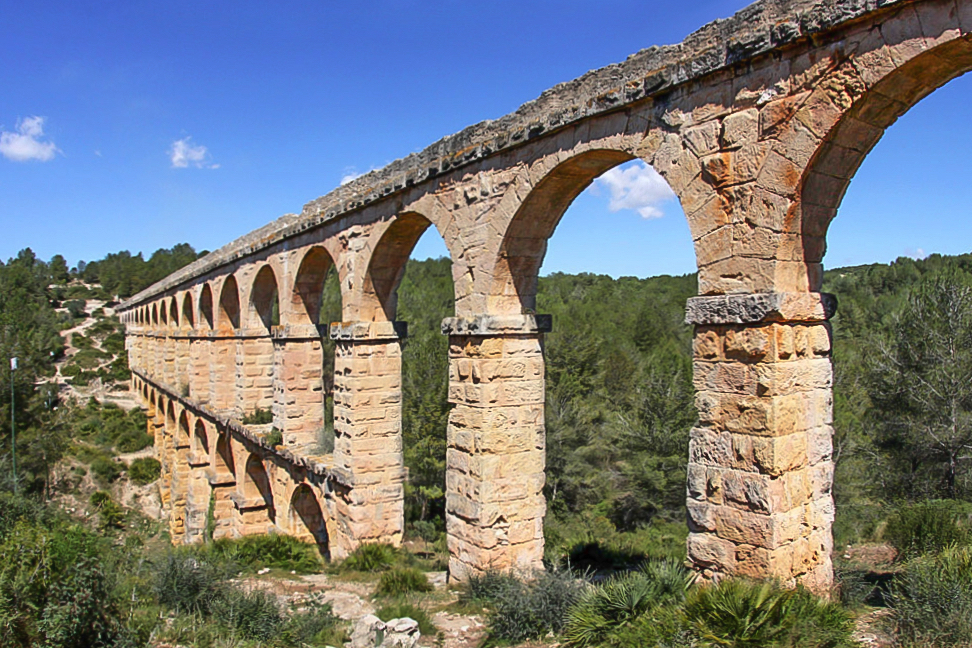
Pont del Diable (Puente del Diablo), Tarraco
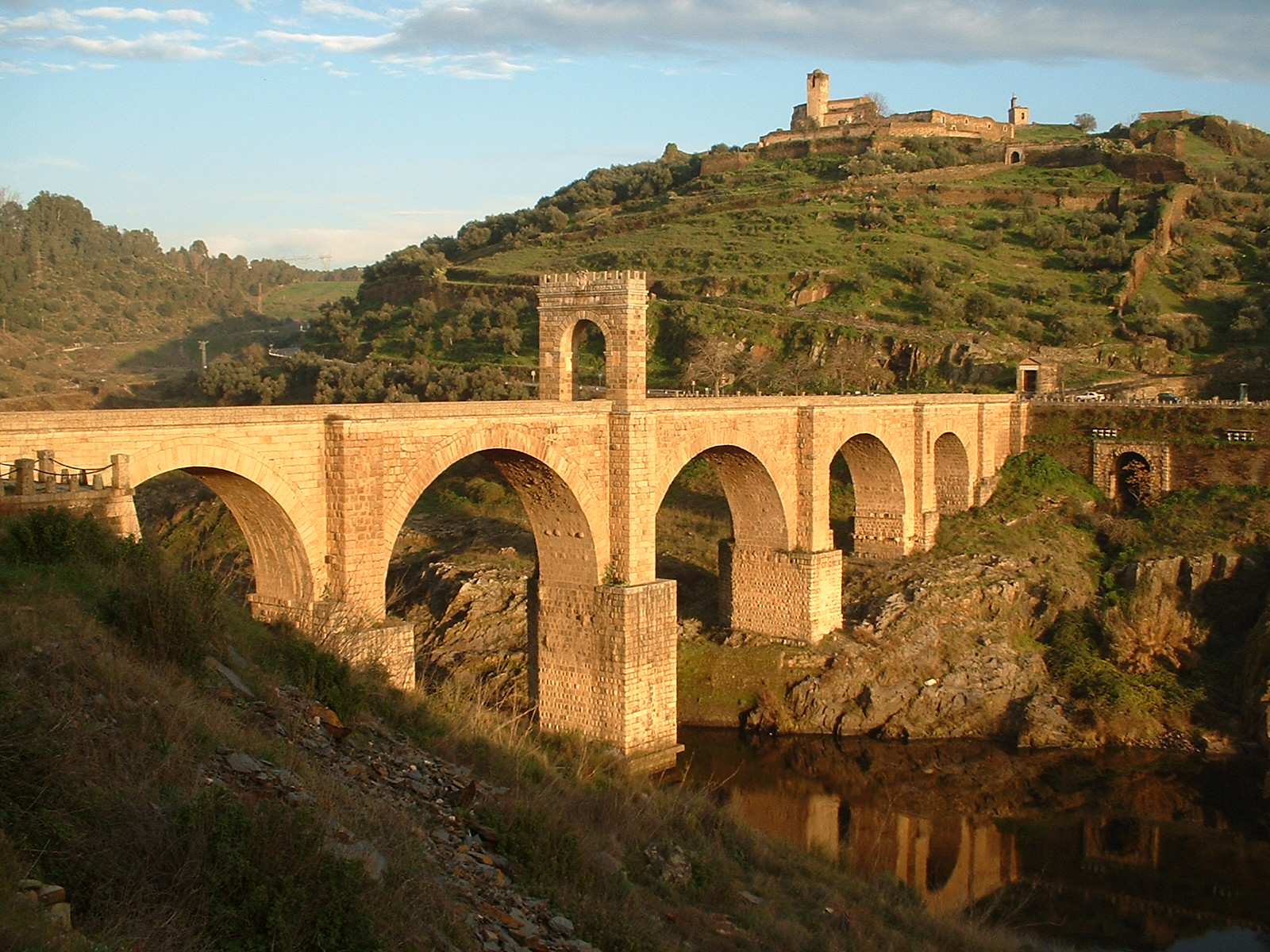
Alcantara híd, Cáceres
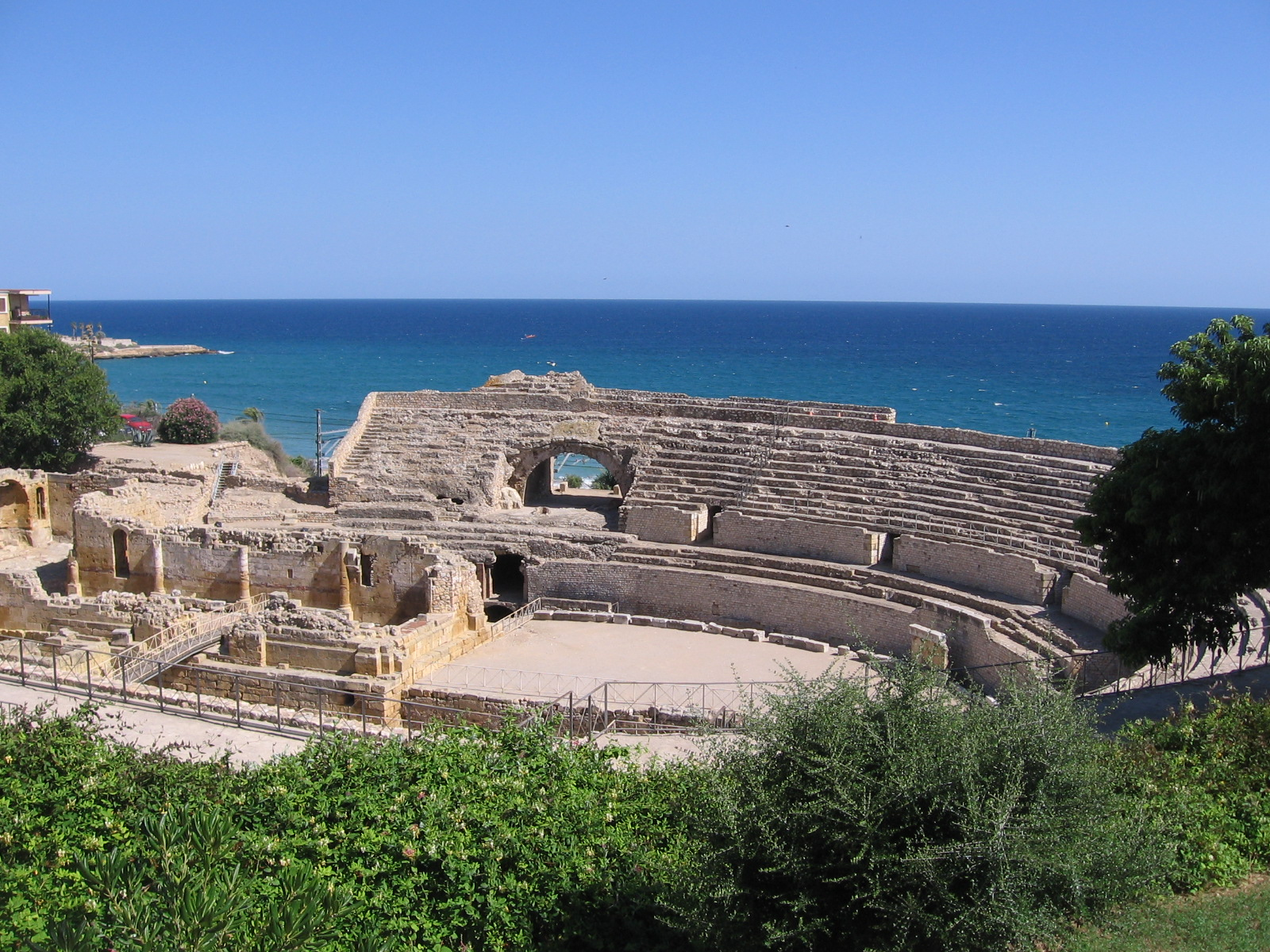
Tarragona amfiteátruma

## Középkor
A spanyol középkor építészete elsősorban a szakrális építményeknél maradt meg. A profán építészete kevésbé gazdag emlékekben. A palotaépítészet egyes városokra szorítkozik és fejlődéstörténeti szempontból nem fontos.  Érdekesebbek az architektonikus kiképzésű hidak (Toledo, Alcántara, S. Martin), városkapuk (Toledo: Sol, Visagra antigua, Valencia: Torres de Serranos) és a fellegvárak, a mór eredetű alcázarok.

### Vízigót építészet
A vizigótok vagy nyugati gótok germán népek voltak, akik az 5. század elején hatoltak be Hispaniába. Az Ibériai-félszigeten a nűvészi megnyilvánulásaik, főleg az építészeti jellegűek azonban csak a 6., de főleg a 7. században jelentkeztek.
A legreprezentatívabb vízigót építmények közé a következők sorolhatók:
- San Pedro de la Nave templom, San Pedro de la Nave-Almendra (Zamora);
- Santa Comba de Bande templom (Orense);
- Baños de Cerrato-i San Juan Bautista templom (Palencia);
- San Antolín kriptája a palenciai katedrálisban (Palencia);
- San Pedro de la Mata de Sonseca templom (Toledo);
- Santa Maria de Quintanilla de las Viñas remeteség (Burgos).

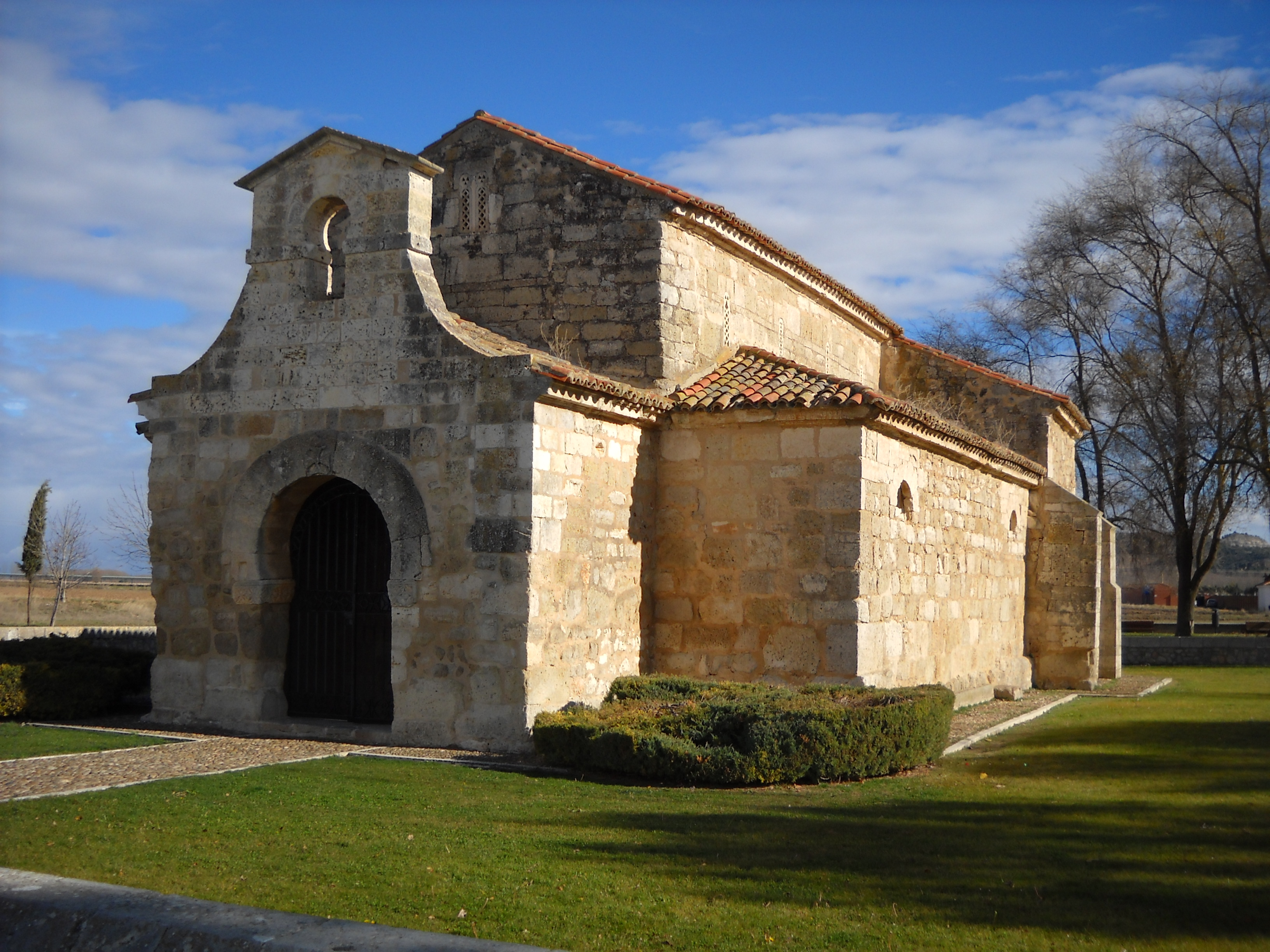
San Juan de Baños templom Palenciában
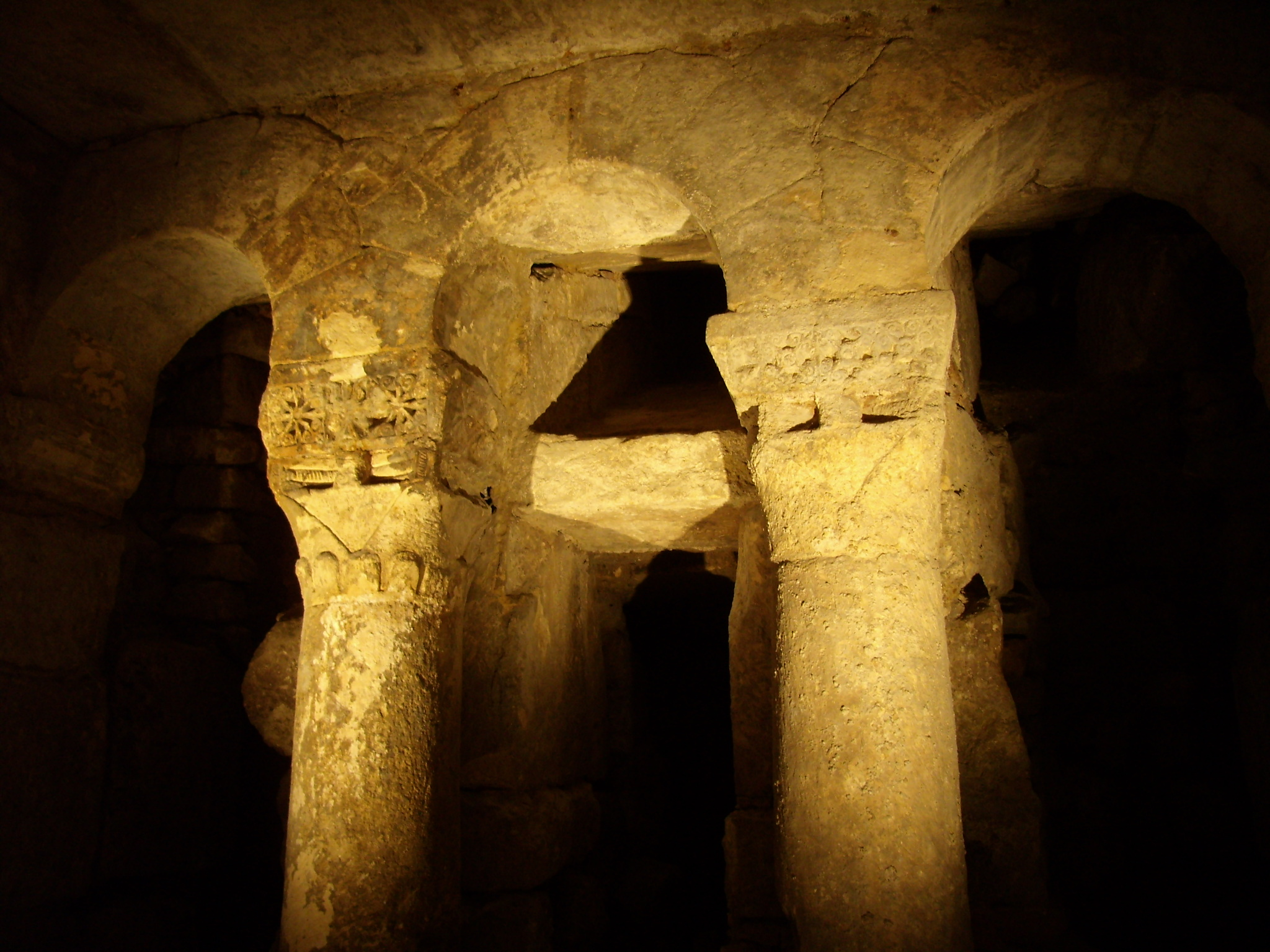
Vizigót maradványok San Antolín kriptájában, Palencia katedrálisában.
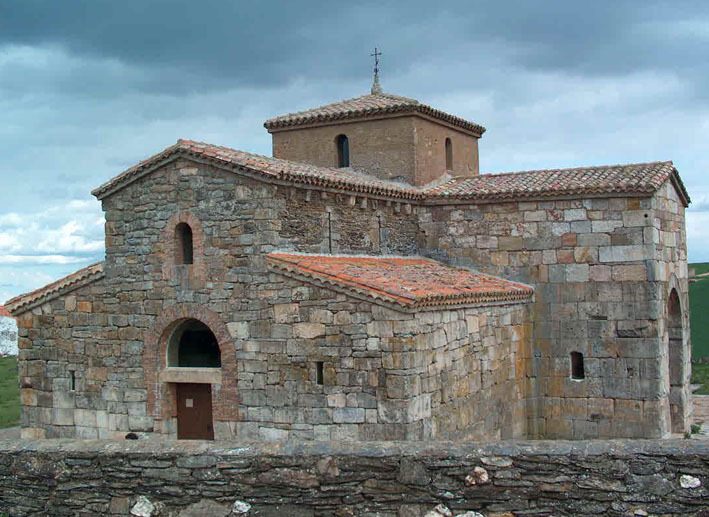
San Pedro de la Nave, Zamora tartományban
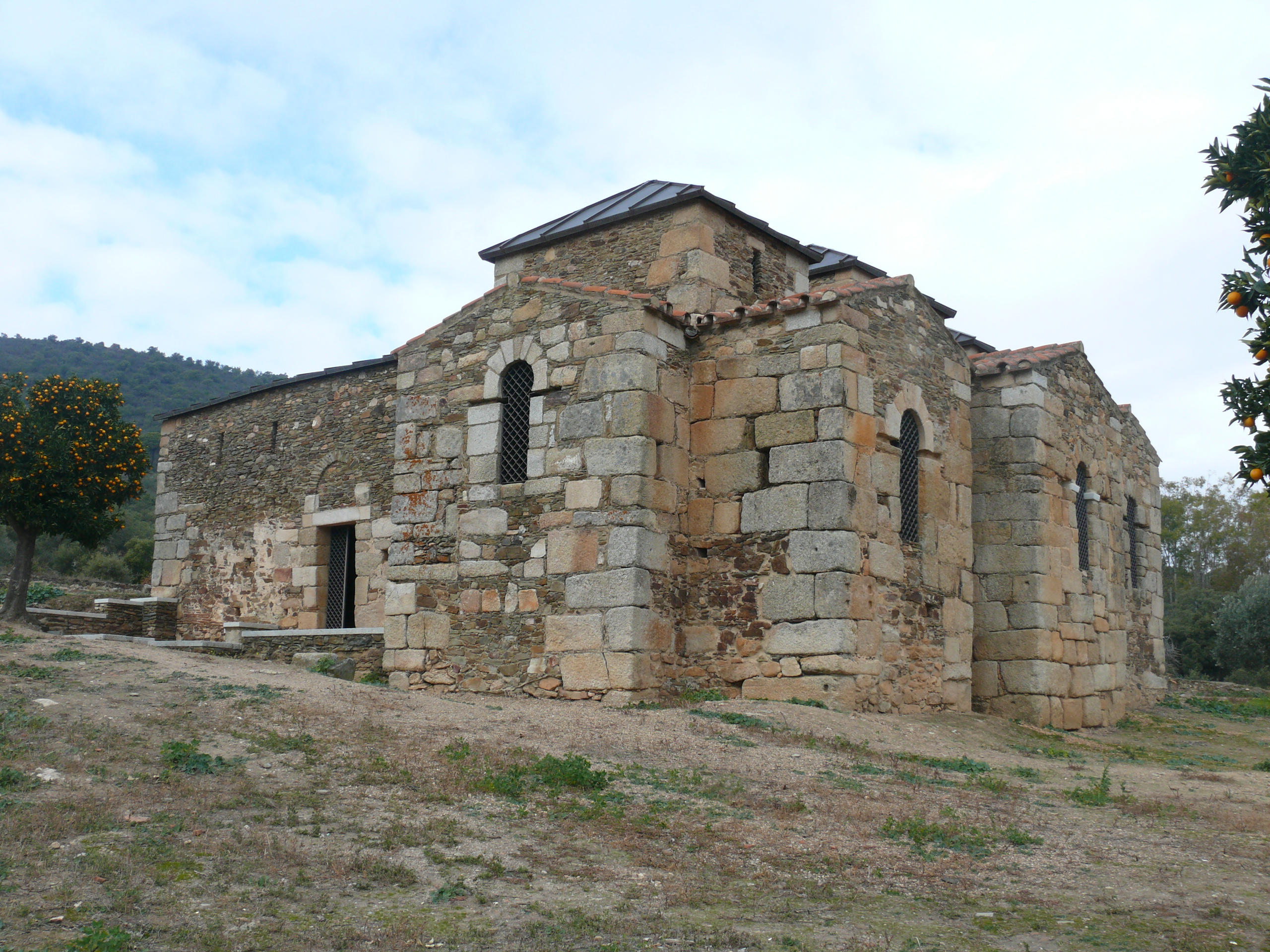
Saint Lucia del Trampal, Alcuéscar, Caceres
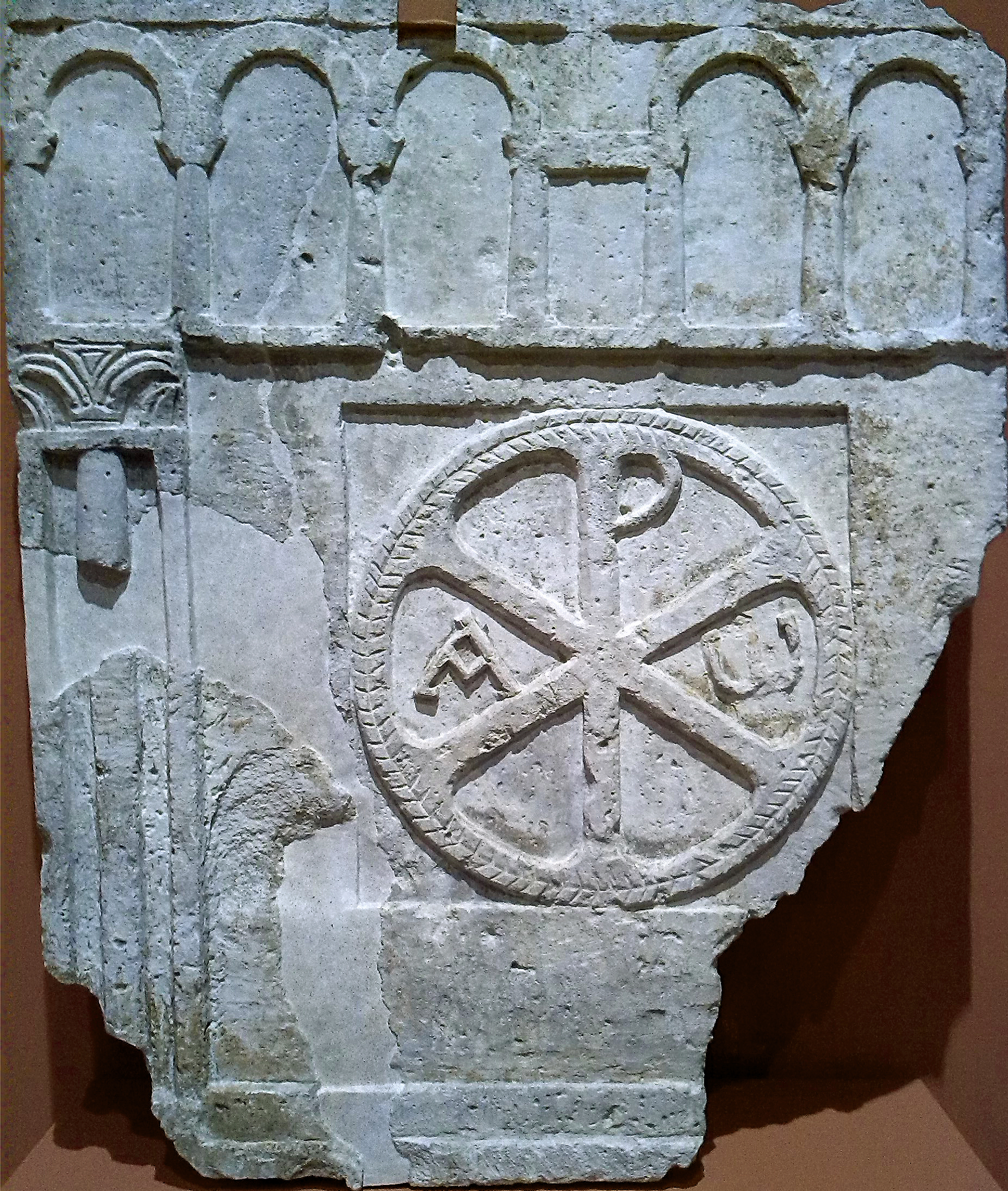
6. századból származó vízigót maradvány

### Asztúriai építészet

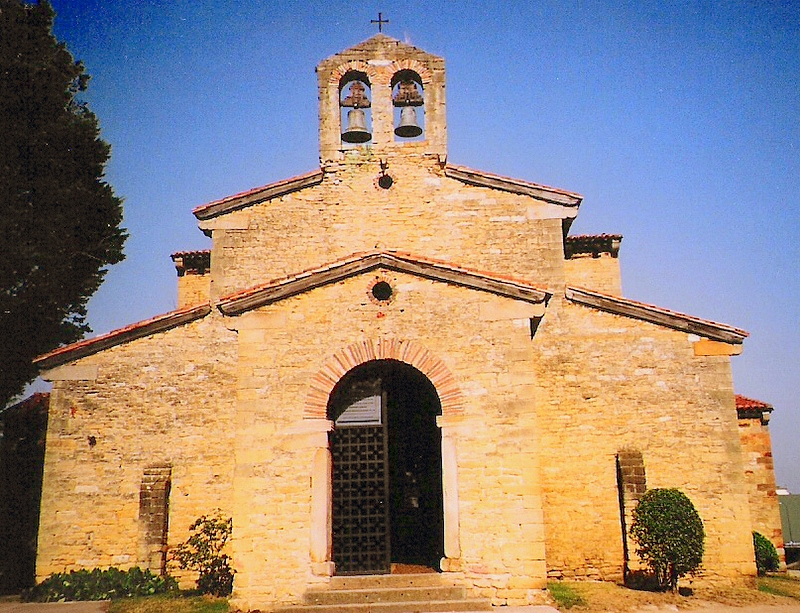
Az asztúriai San Julián de los Prados (Oviedo)

A középkor egyik legrégibb templomai északon, Asztúriában vannak; egyenes folyományai a nyugati gótok (vízigótok) templomépítési hagyományainak, s ma is Obrasde los Godos-nak hívják őket.
A preromán asztúriai művészet olyan egyedi stílus, amely más stílusok elemeinek, például a vizigót és helyi hagyományok ötvözésével alakította ki és fejlesztette ki saját jellegzetességeit, s nemcsak építkezési, hanem esztétikai szempontból is figyelemre méltó kifinomultsági szintet ért el.. 

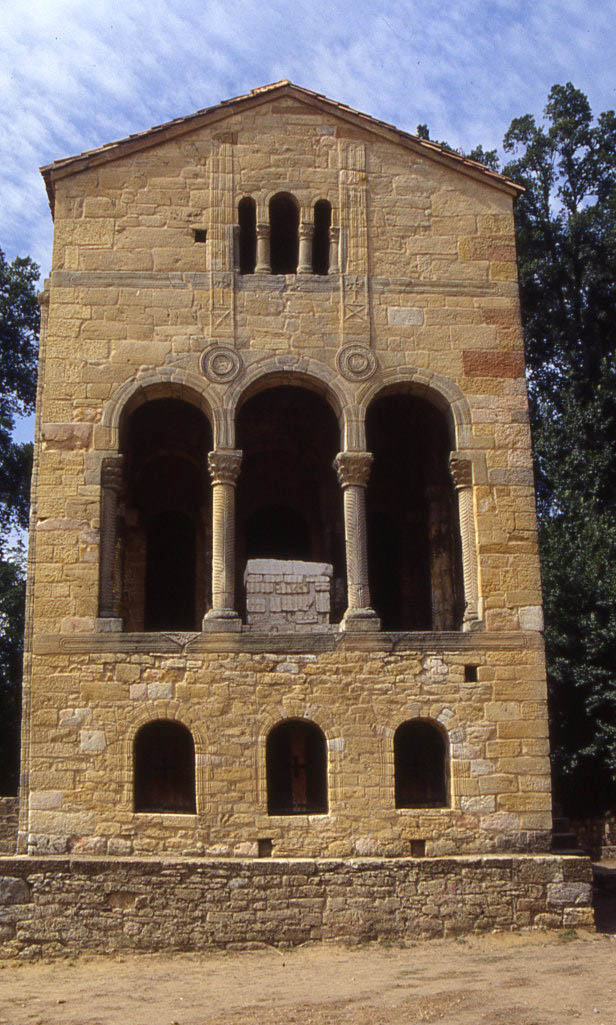
Santa María del Naranco homlokzata
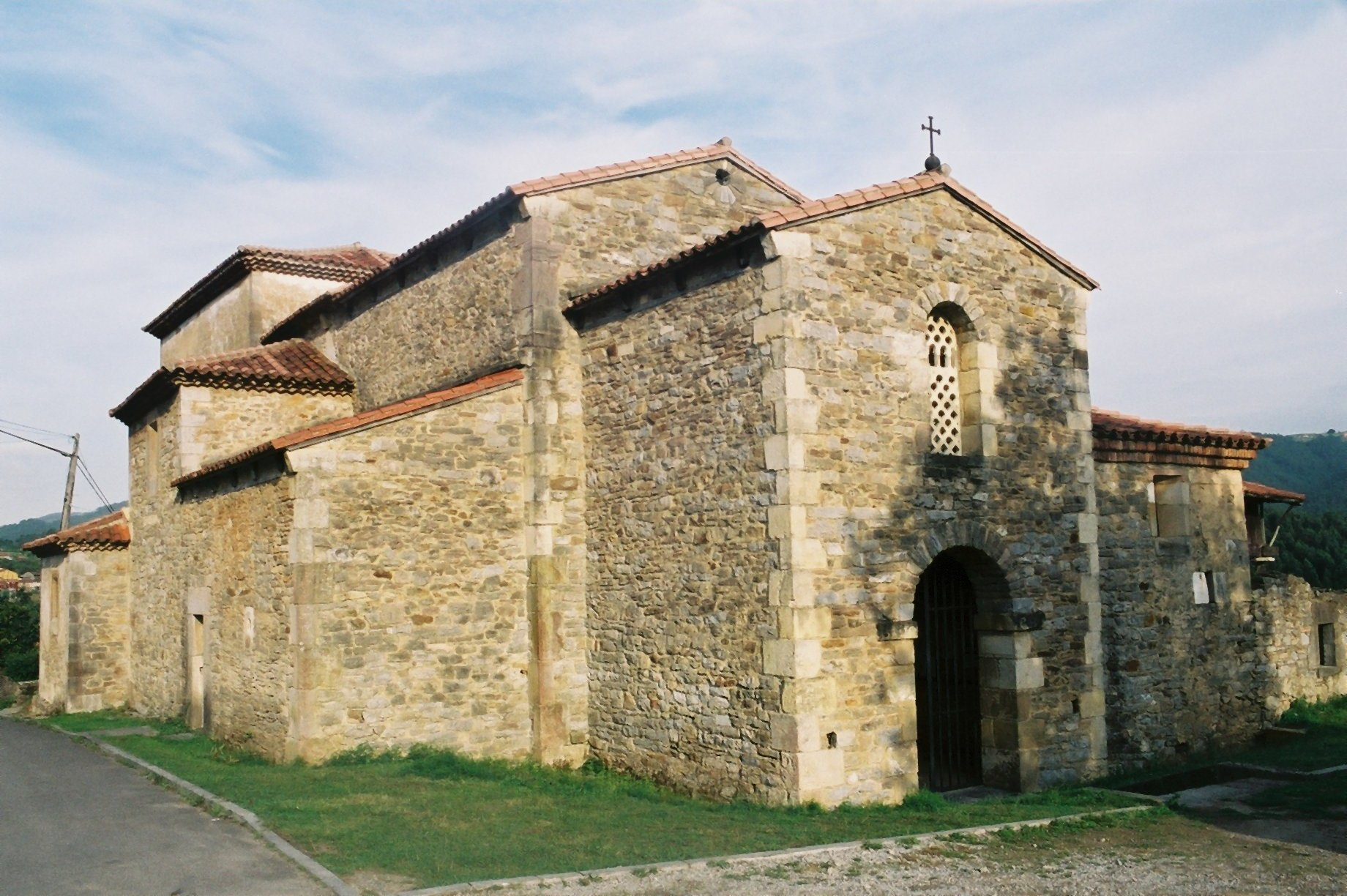
Santianes de Pravia
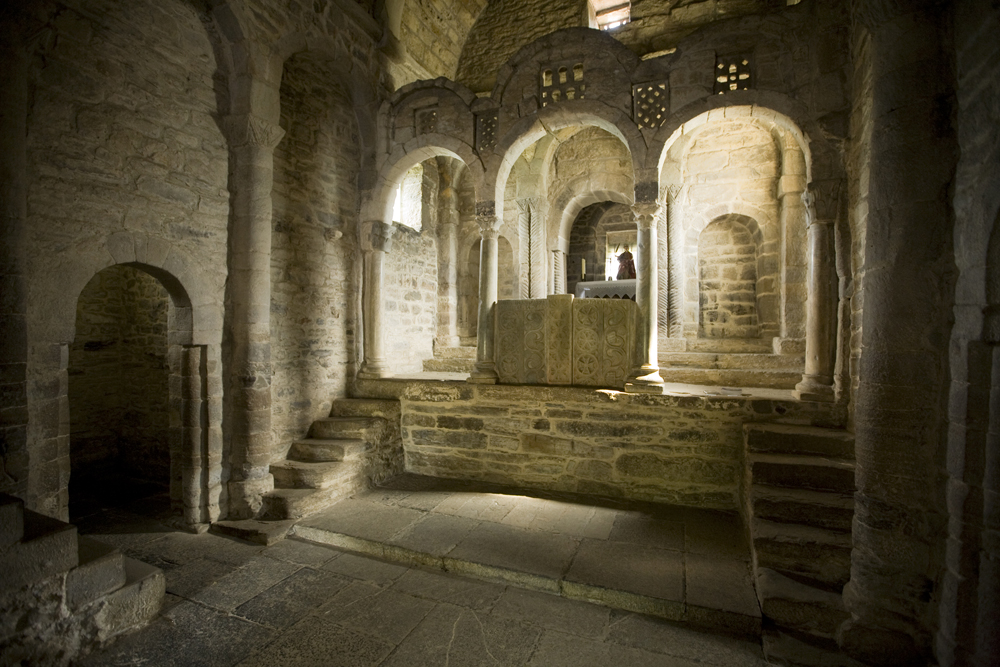
9. századi templom, Lena
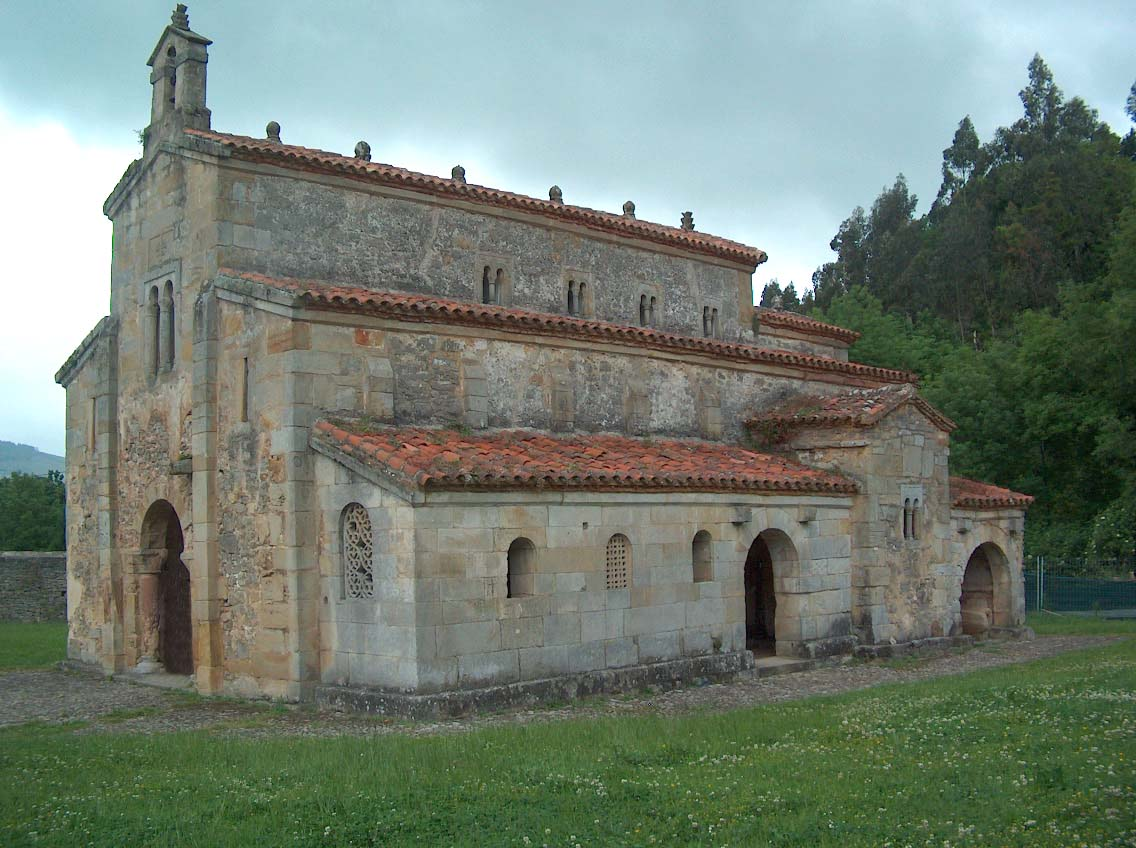
San Salvador de Valdediós, 9. század

### Mór építészet
A középkori keresztény művészettel párhuzamosan a déli vidékeken egy idegen nép művészete nyitotta virágait. 711-ben keltek át a mórok a tengerszoroson, s miután vezérük, Tarik, Jerez de la Fronteránál megverte a gótokat, hosszú időre megvetették lábukat a félszigeten, amelyet fájdalmas szívvel hagytak hátra 1492-ben. Nagyon fejlett dekoratív érzékük volt, s művészetük fő erőssége az ornamentikában állt, amely részben bizánci forrásokból táplálkozott.
A legrégibb fennmaradt emlék, egyúttal a legnagyobb is, a córdobai mecset, ma székesegyház, amelyet még 785-ben kezdetett meg I. Abderrahman, s amely az egyiptomi nagytemplomokra emlékeztető oszloperdős koncepciójával és hatalmas arányaival minden idők egyik legnagyszerűbb építészeti alkotása.
Másik fő műve az arab építészetnek spanyol földön a granadai Alhambra, de egyéb városokban is sok figyelemreméltó alkotása maradt fenn, így Toledóban (El Cristo de la Luz, Casa de Mesa, Taller del Moro), Zaragozában (Aljafería) és Sevillában (Giralda, Alcázar). 

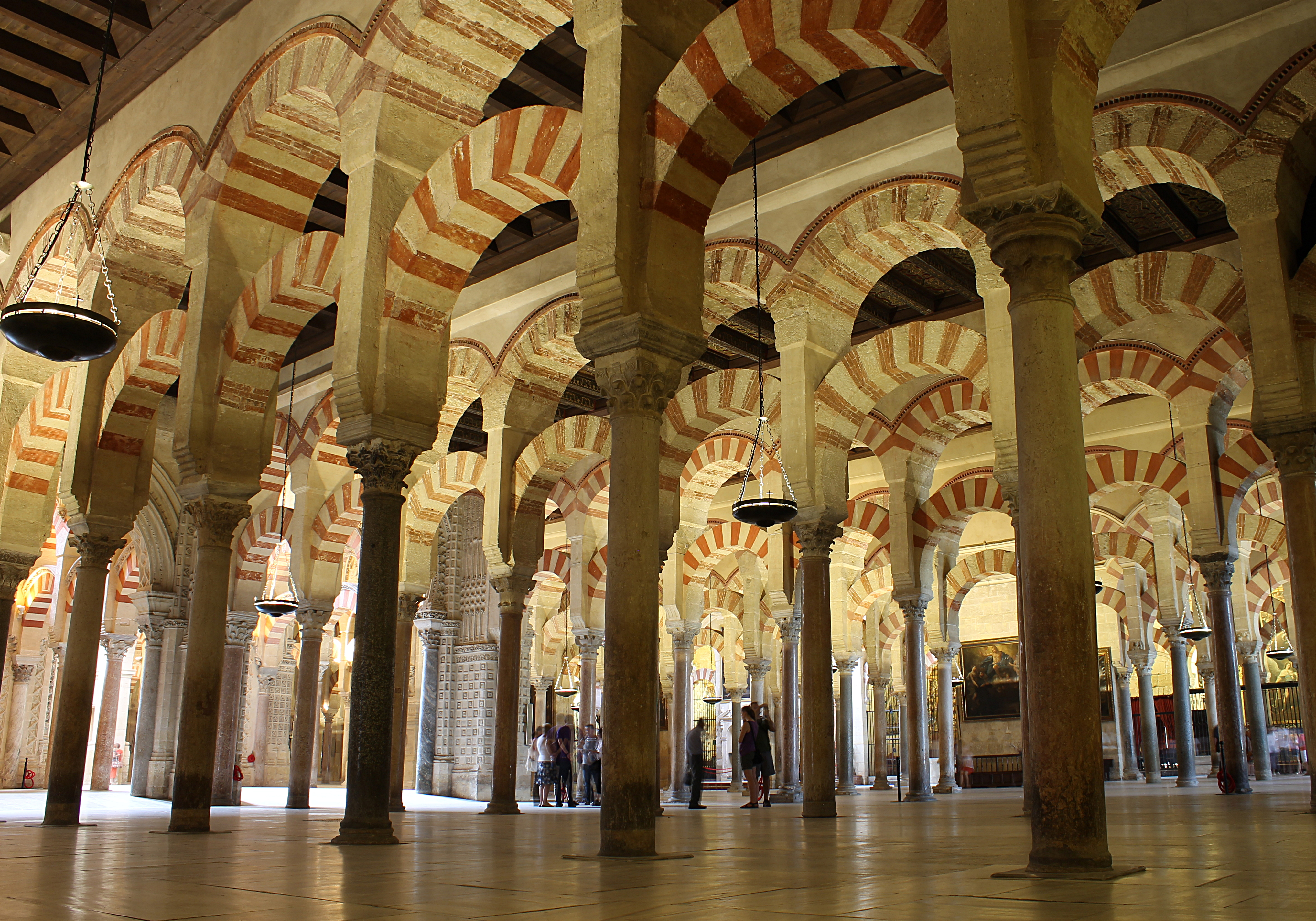
A córdobai nagymecset oszlopai
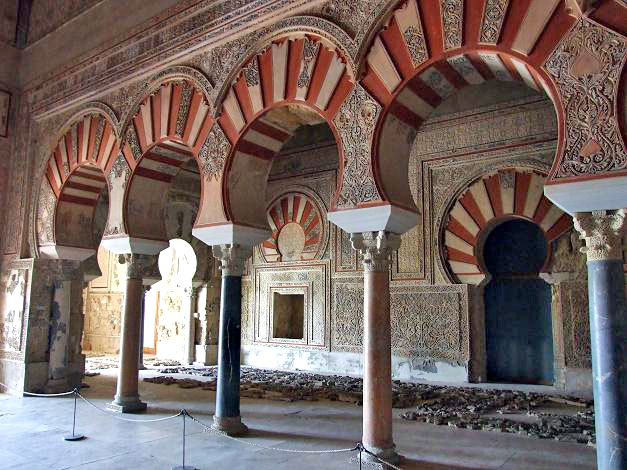
III. Abd al-Rahman szalonjának belseje, Medina Azahara
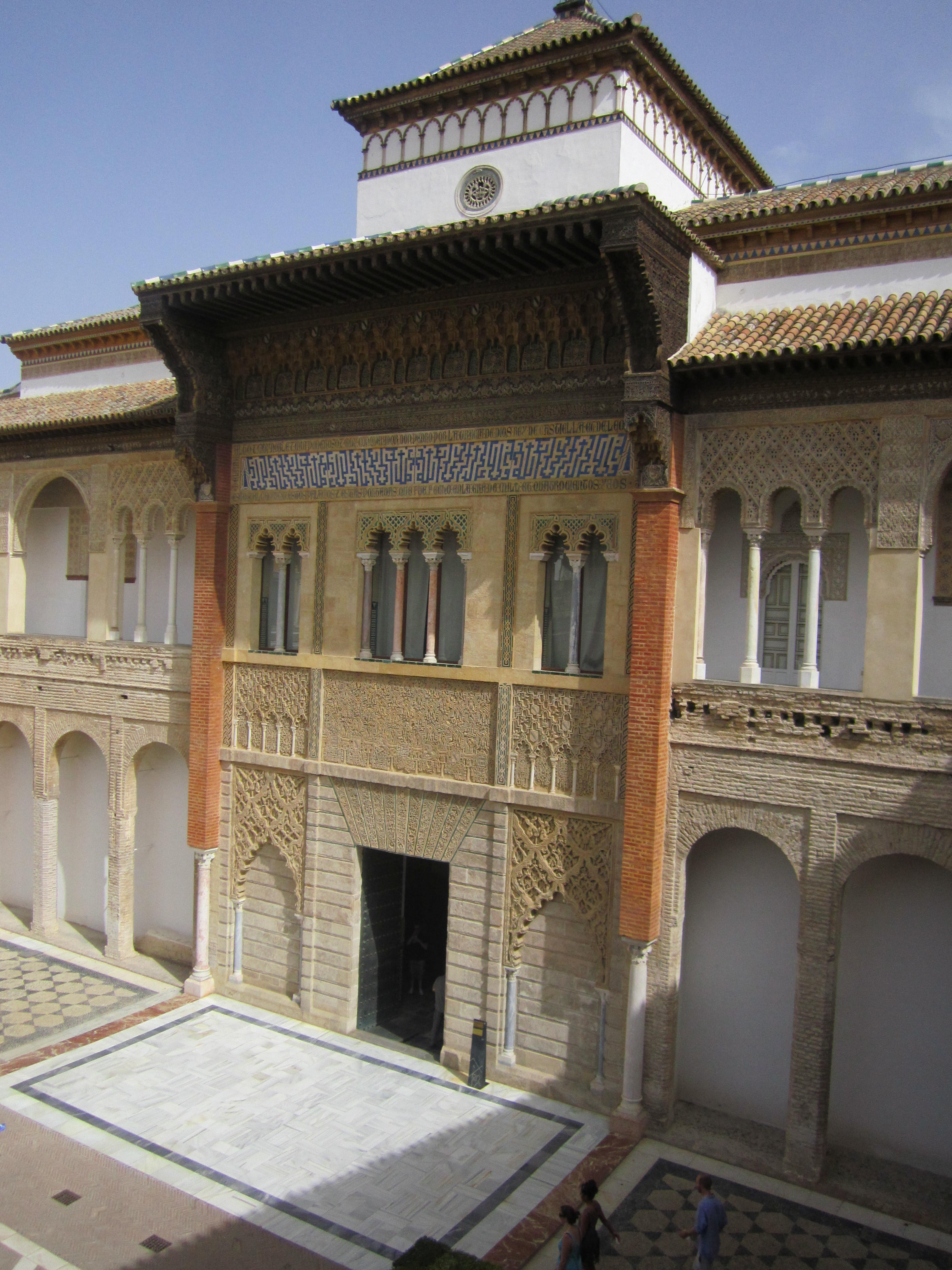
Alcázar, Sevilla
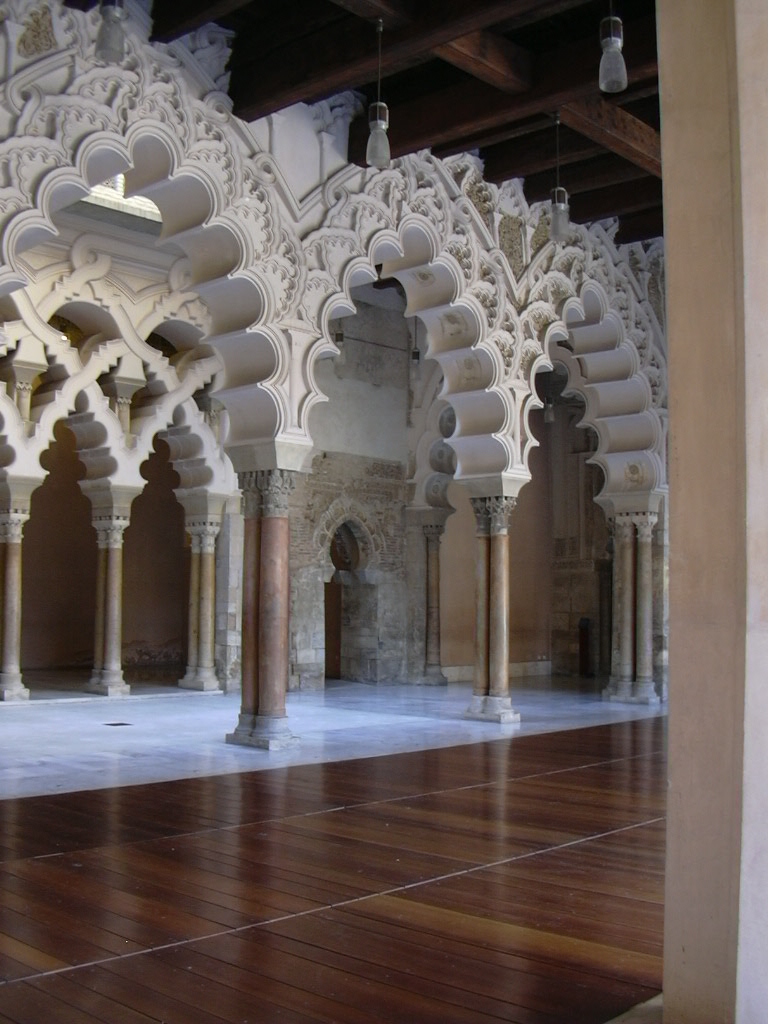
Aljafería, Zaragoza.
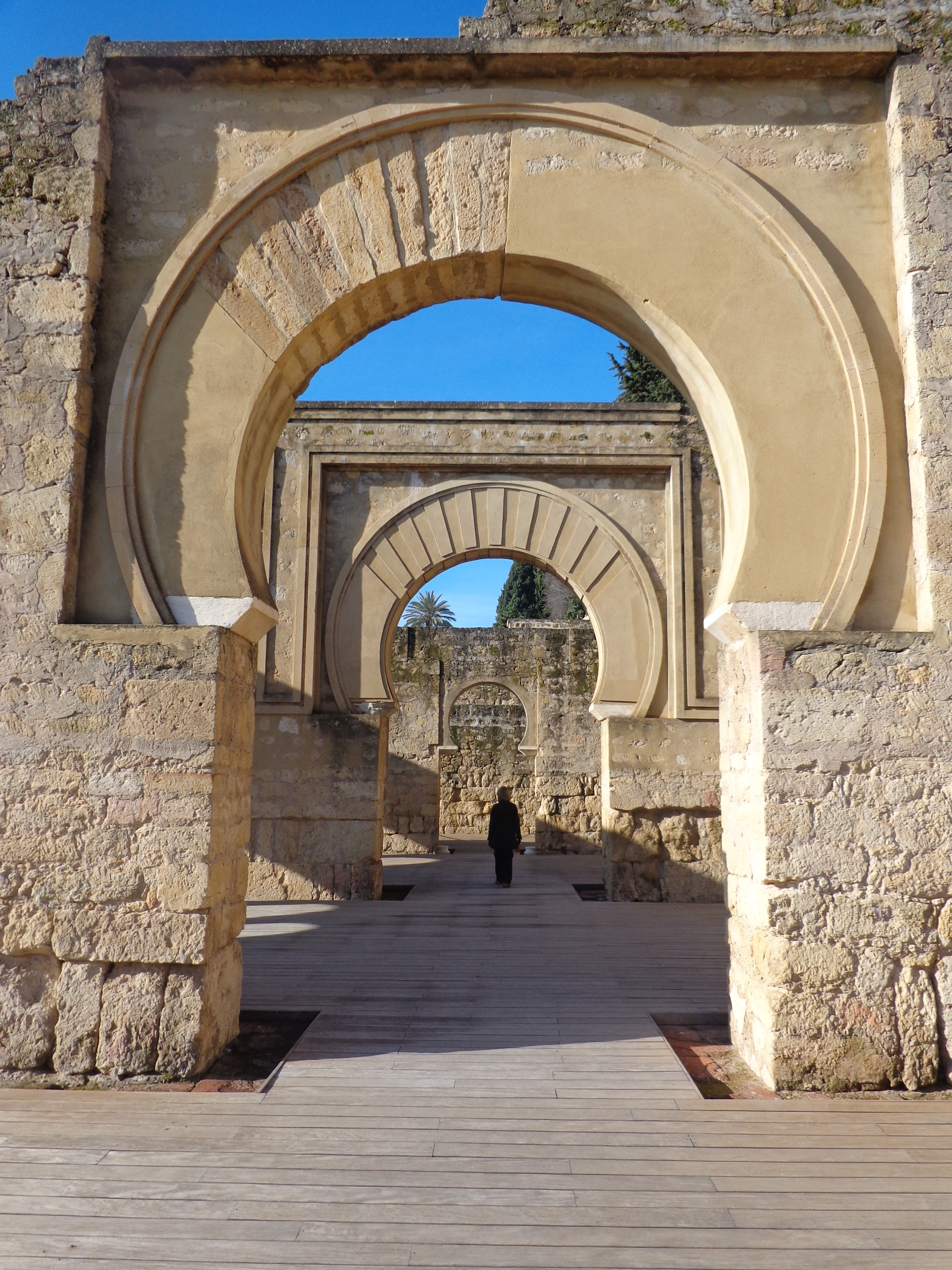
Patkóív, Medina Azahara
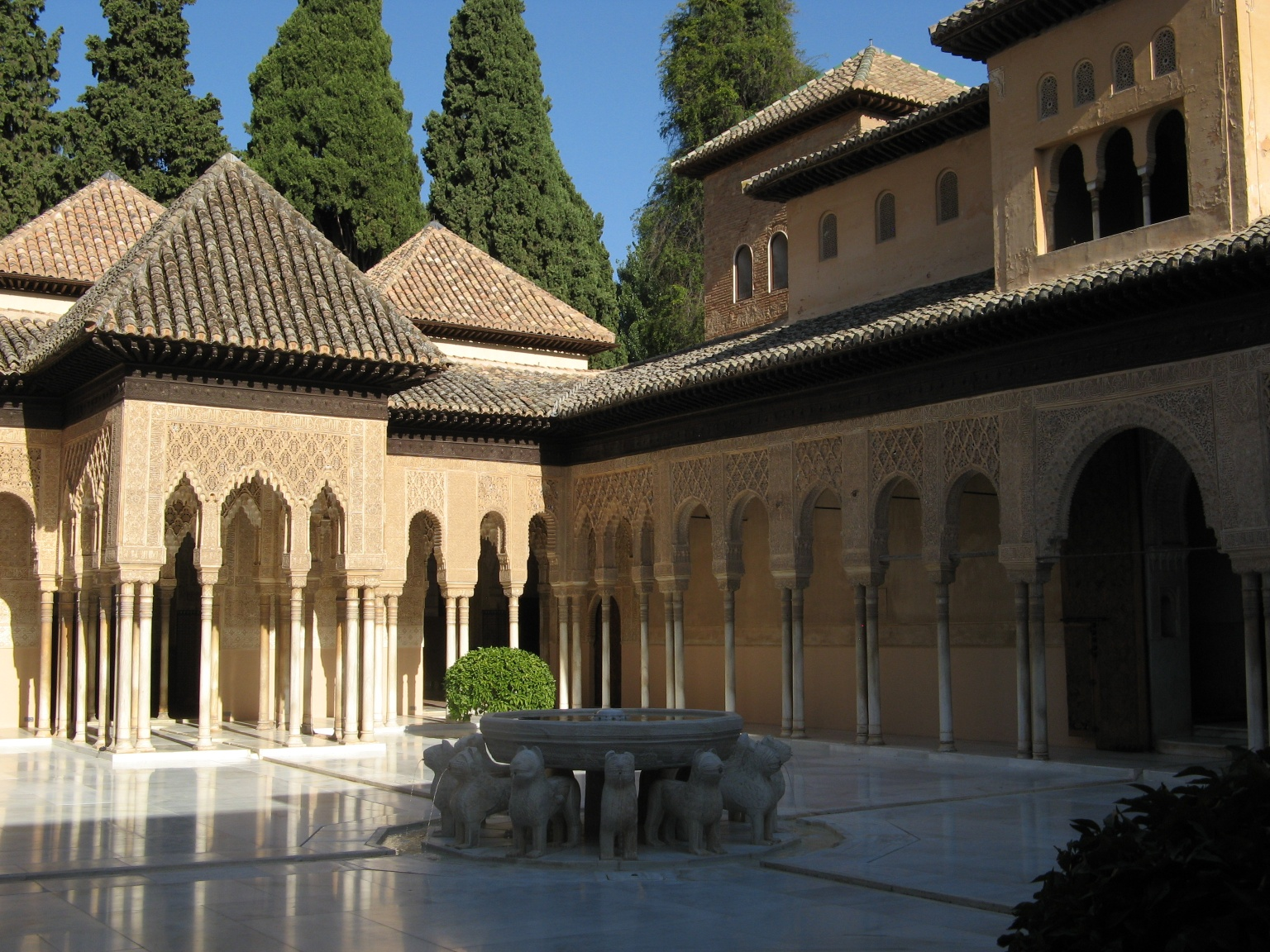
Az Alhambra, az oroszlánok udvara, Granada

### Mozarab építészet
A mozarab építészetet és művészetet az Ibériai-félszigeten az arab-iszlám hódításától (711) a 11. század végéig tartó arab-muszlim területen és a Leóni Királyság terjeszkedési területein élő spanyol keresztények fejlesztették ki. A mozarab építészet olyan elemek keveréke, amelyek gyakran ókeresztény, vizigót vagy asztúriai eredetű hatásokat mutatnak, míg máskor a muszlim befolyás élvez elsőbbséget. 

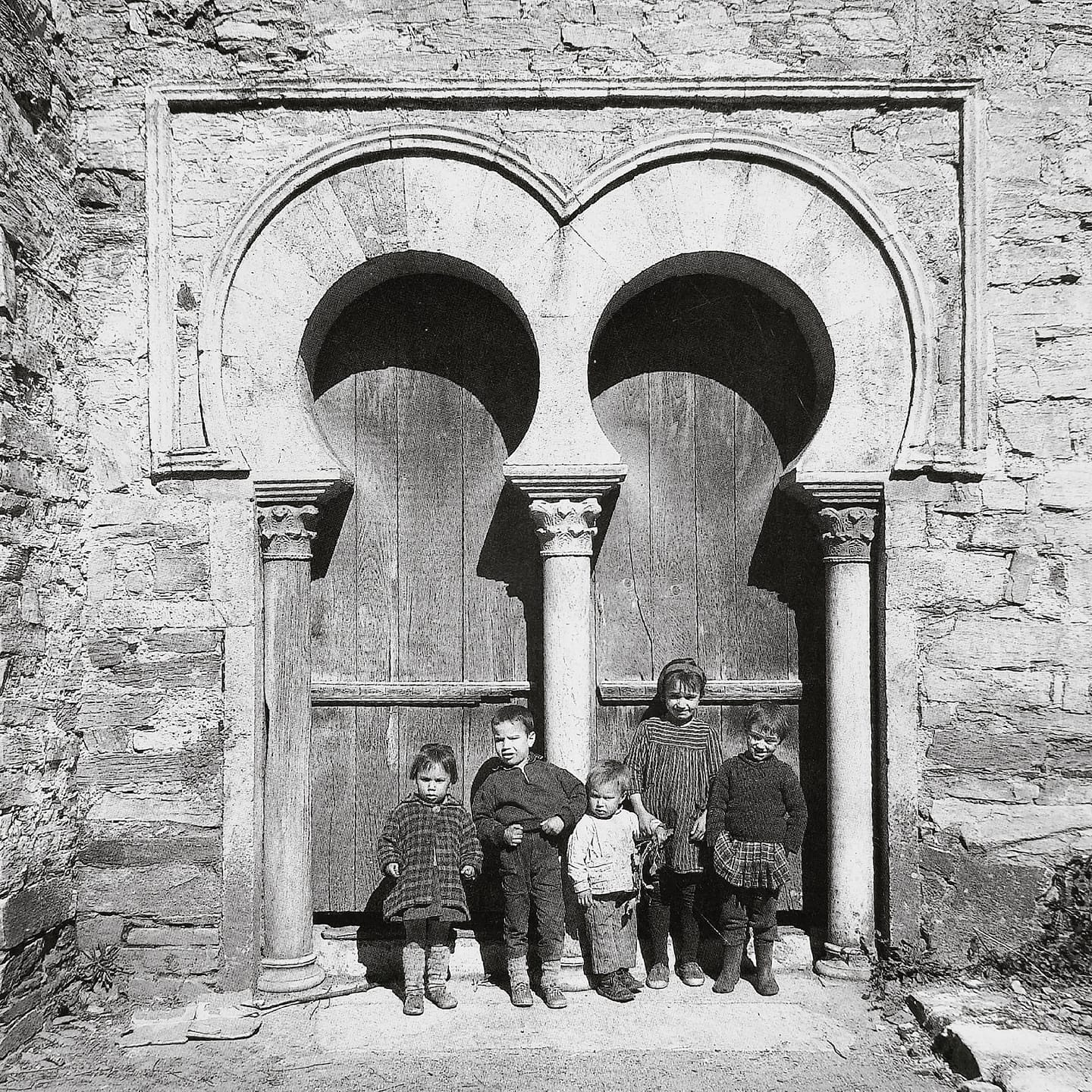
Mozarab ívek a Santiago de Peñalba templomnál (El Bierzo)
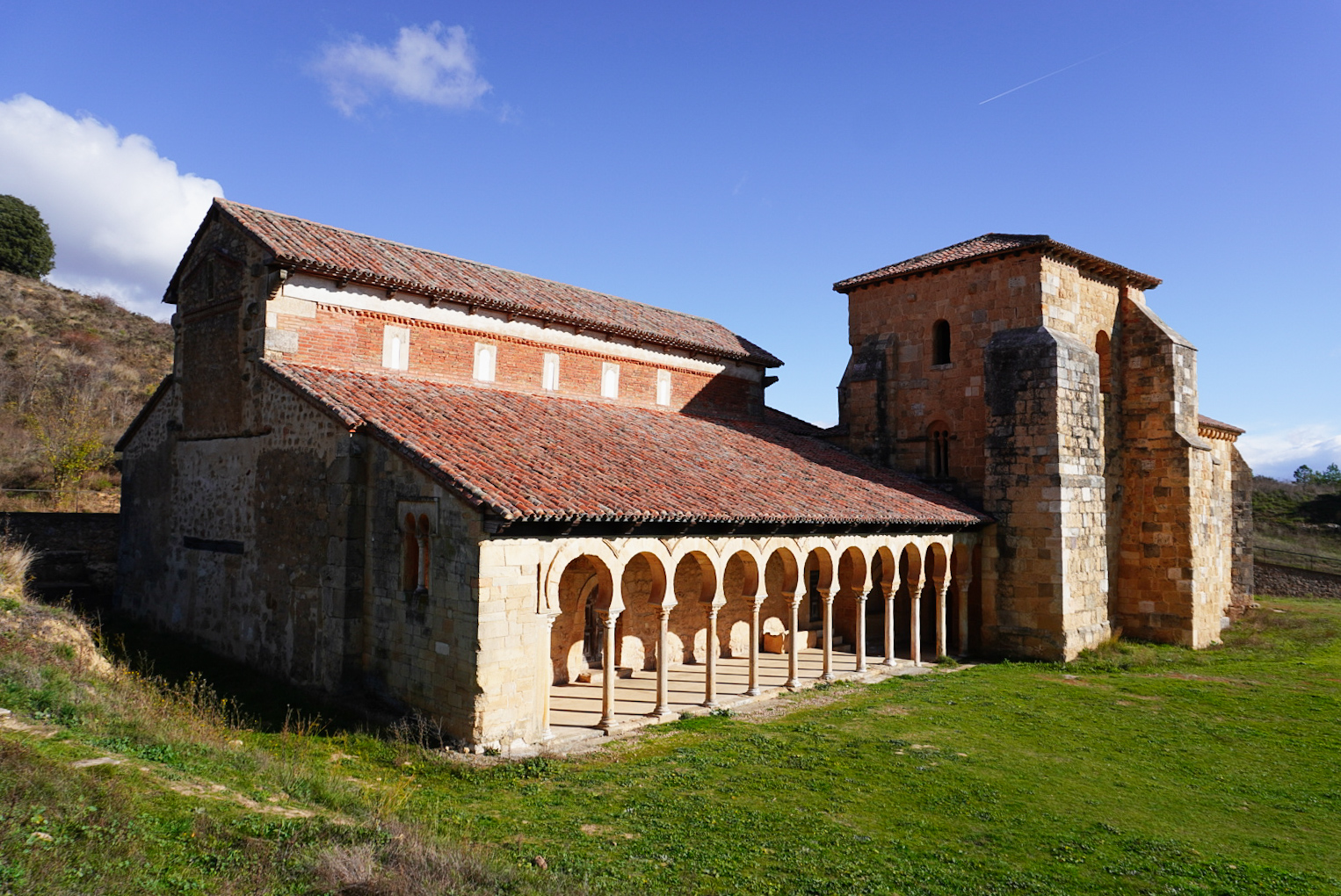
San Miguel de Escalada kolostora
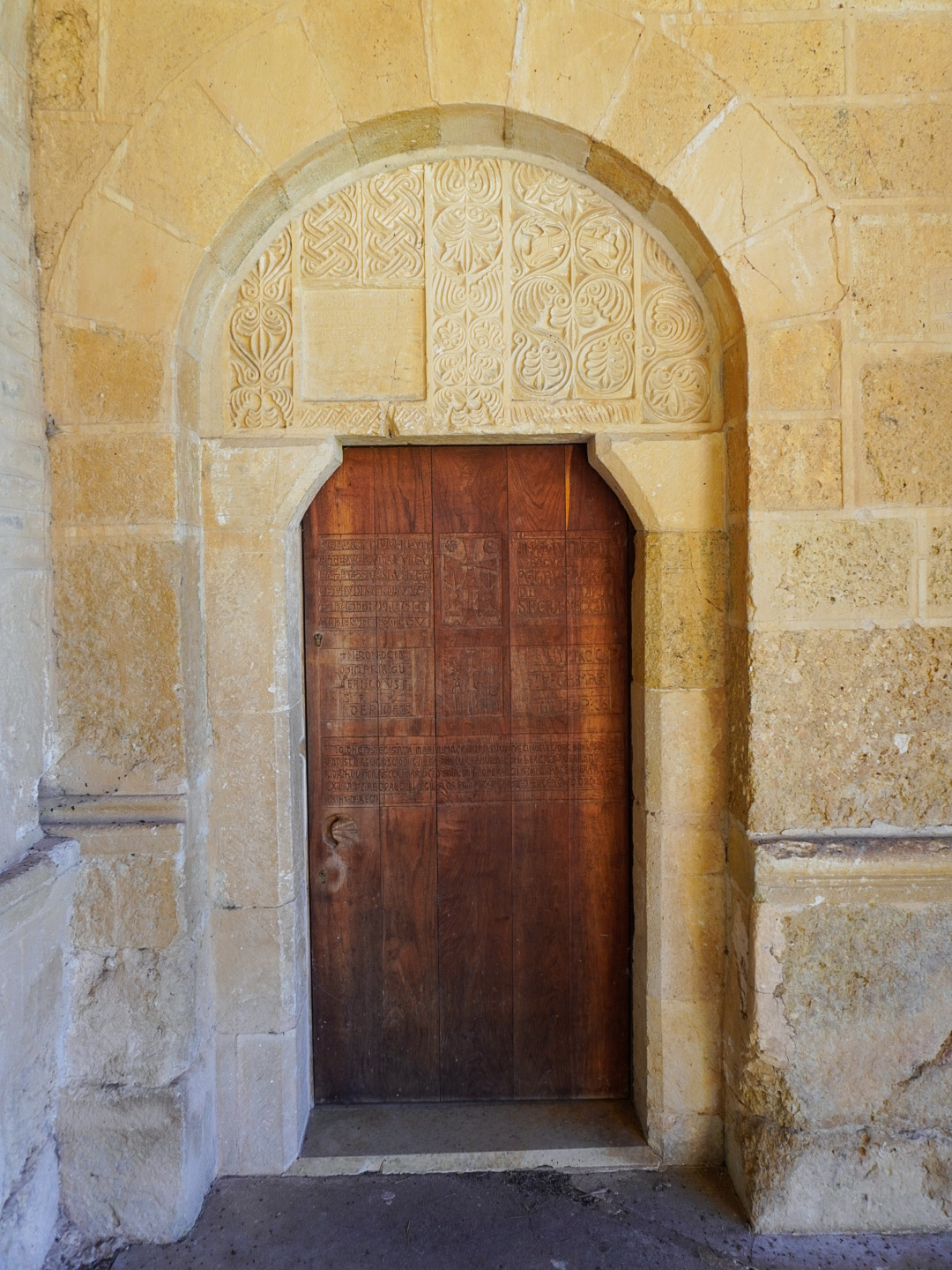
Arab befolyás a San Miguel kolostor ajtajánál
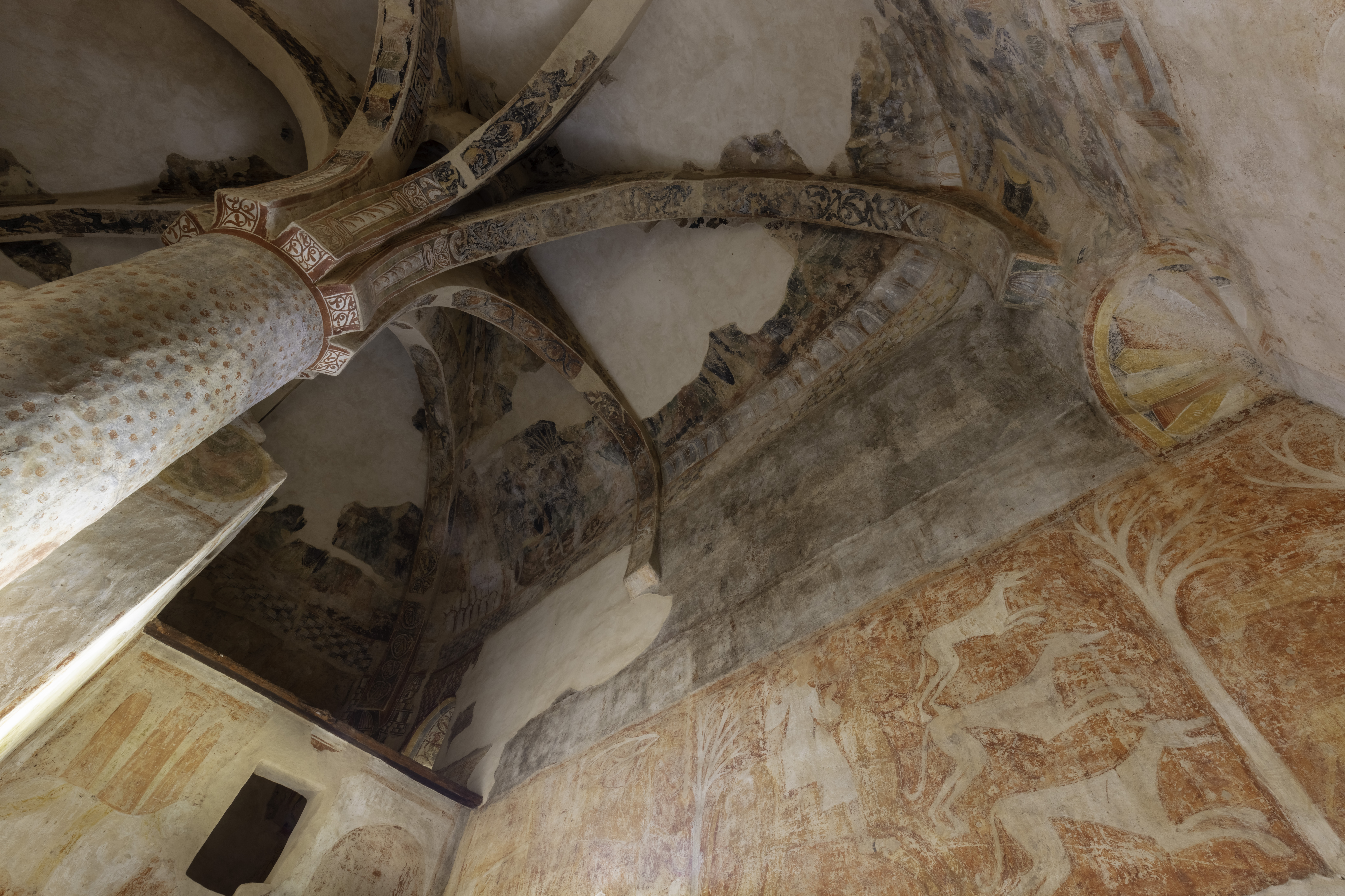
A San Baudelio de Berlanga belső része

### Román kor

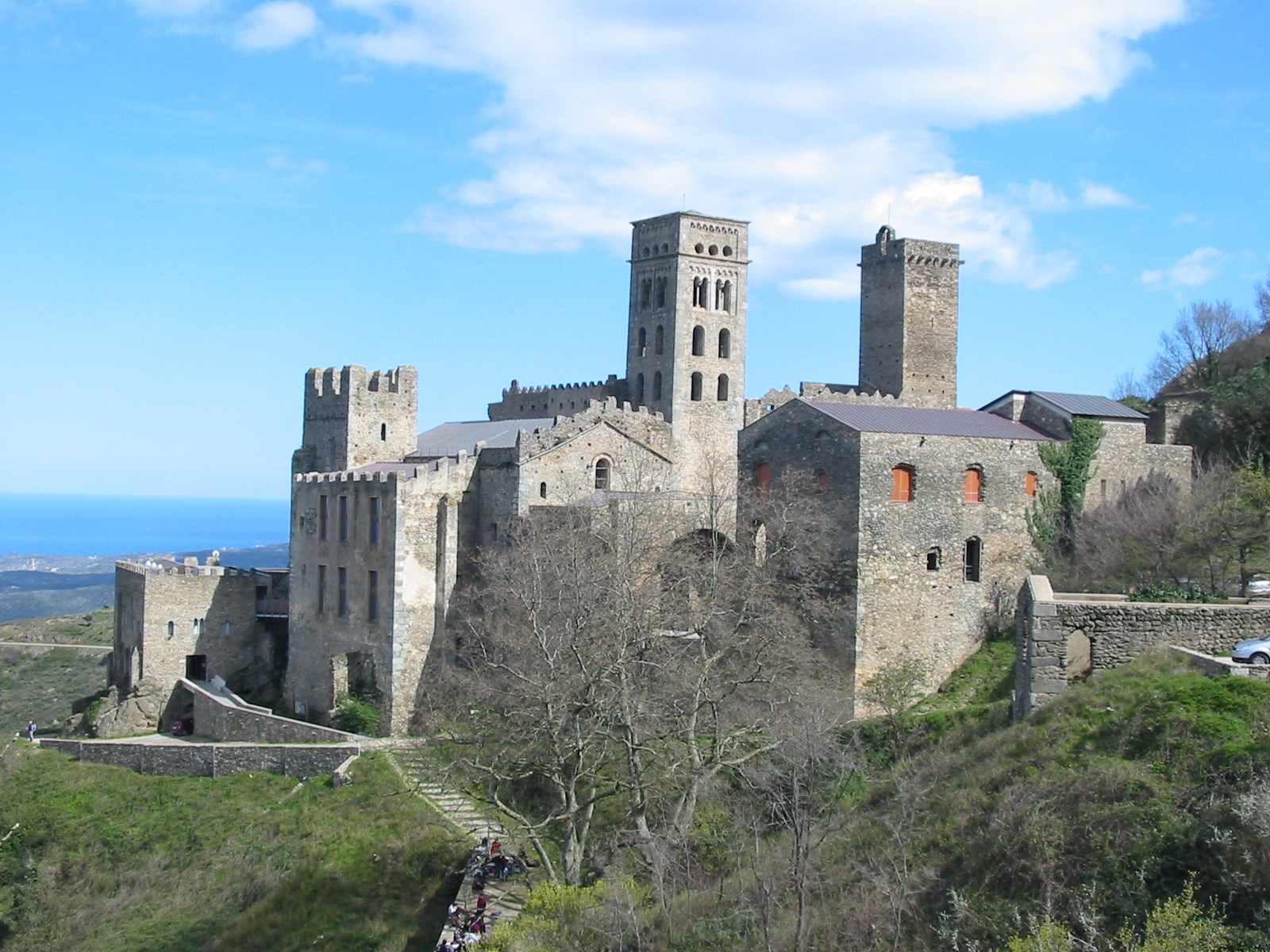
Sant Pere de Rodes bencés kolostor Alt Empordàban az ország egyik első román stílusú példája, (Katalónia)

A 11. és 12. század a román építészet kora, az emlékek jellege erőteljes, nemes és komoly. Az alaprajz hangsúlyozza a keresztalakot, uralkodó boltozat a donga; a négyezetet kiemelik és kiképezik.
Több templom és kolostor, így például a Taüll-i Szent Clement temploma Lleidában Lombardia befolyásait mutatja Katalónia román stílusában.
A korszak legkiválóbb alkotása Santiago de Compostela székesegyháza, a toulousei S. Sernin nyomán. Santiago iskolát alapított, s a templomok egész soránál szerepelt példaképül.
 Vall de Boí katalán-román stílusú templomai ma a kulturális világörökség részei.

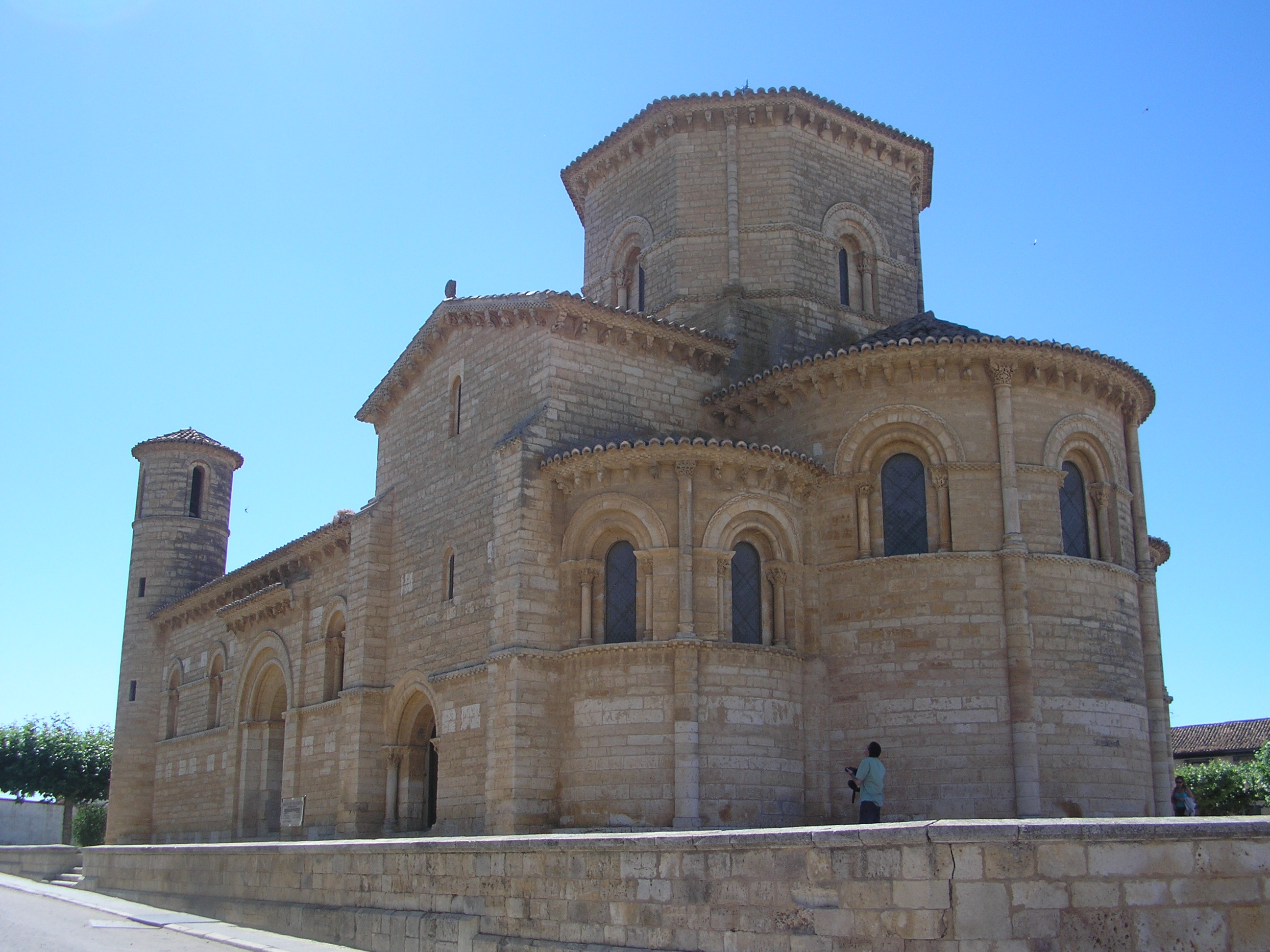
San Martín de Frómista, Palencia
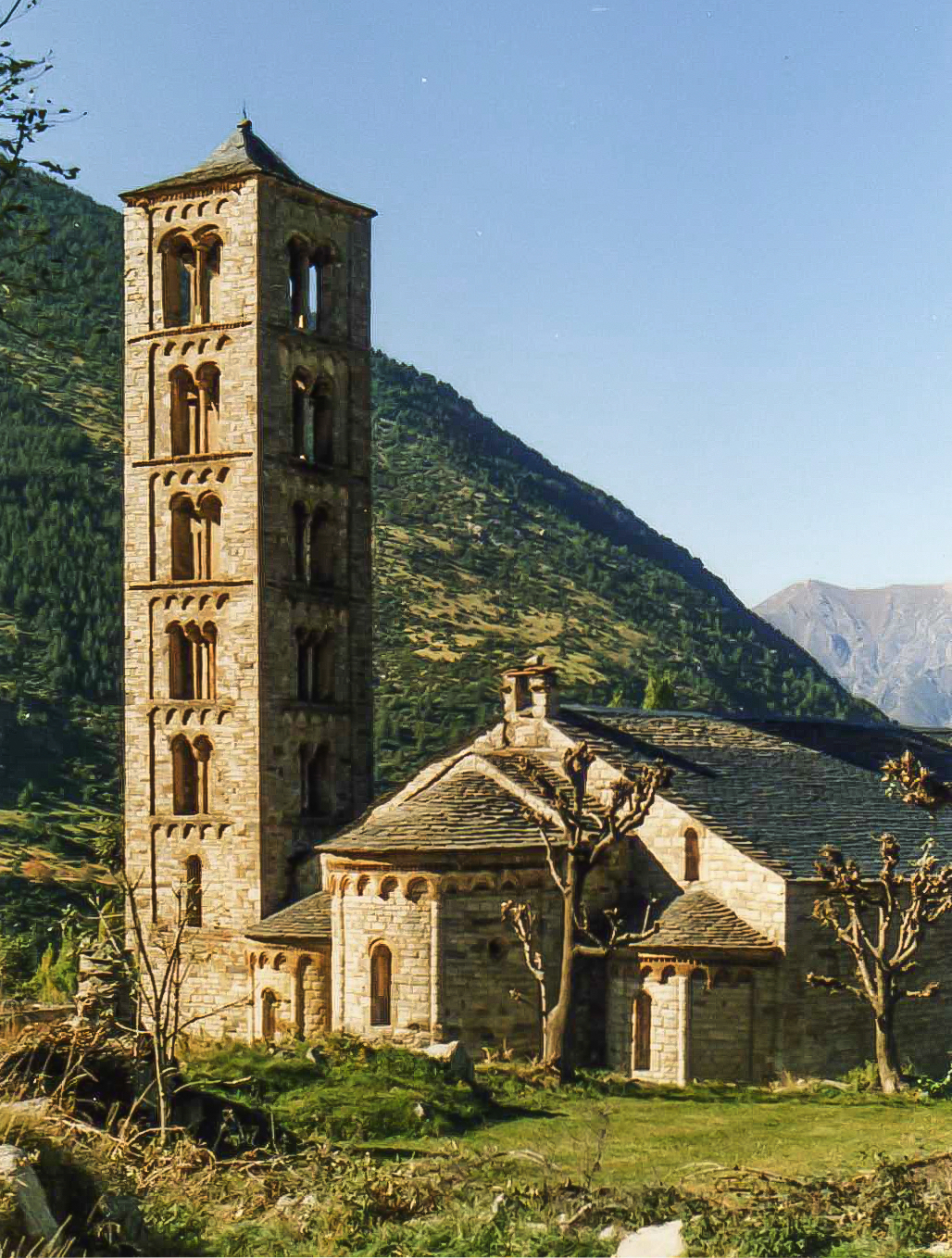
Taüll-i Szent Clement temploma, Lleida
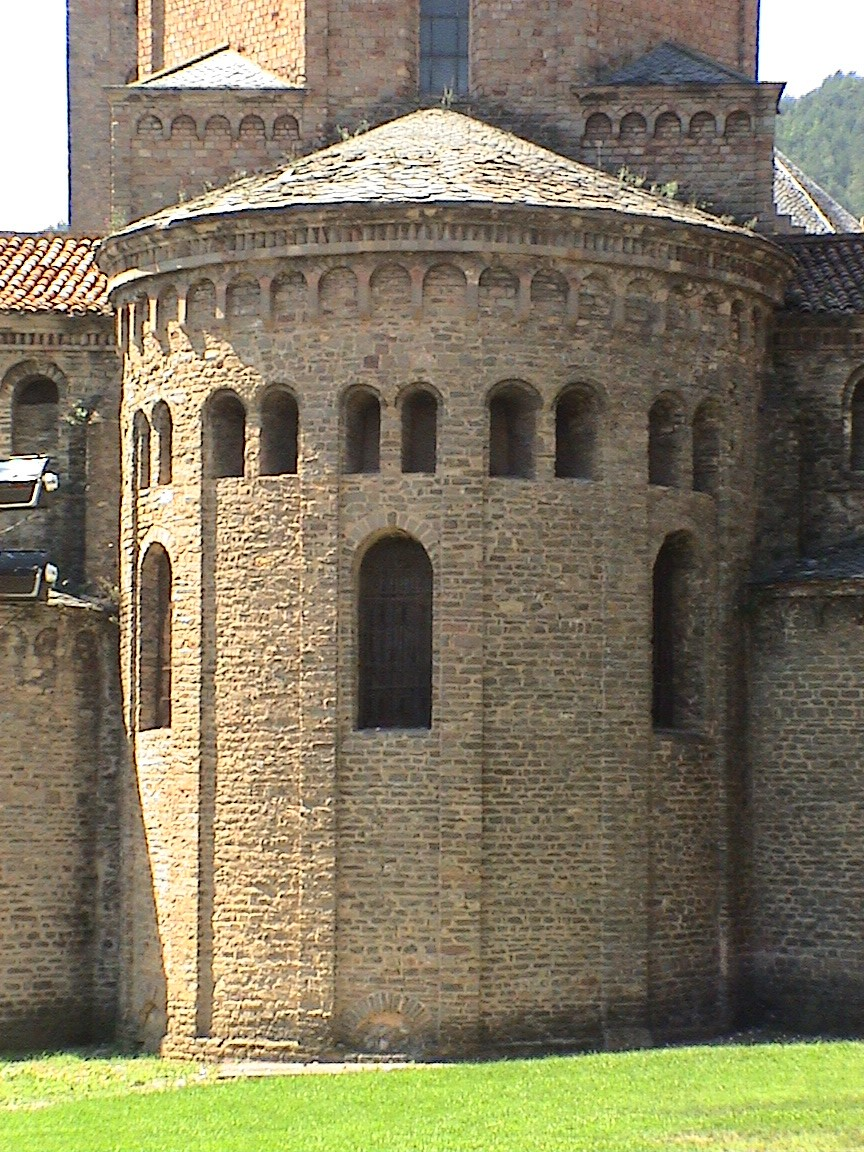
A Ripoll-kolostor apszisa
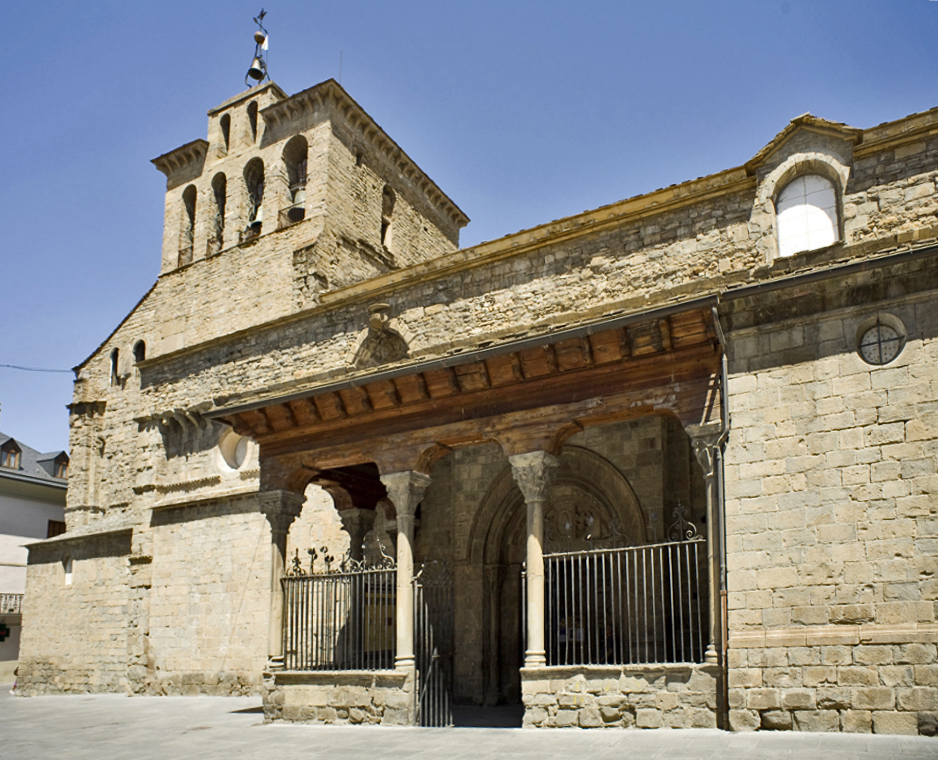
Jaca katedrálisa
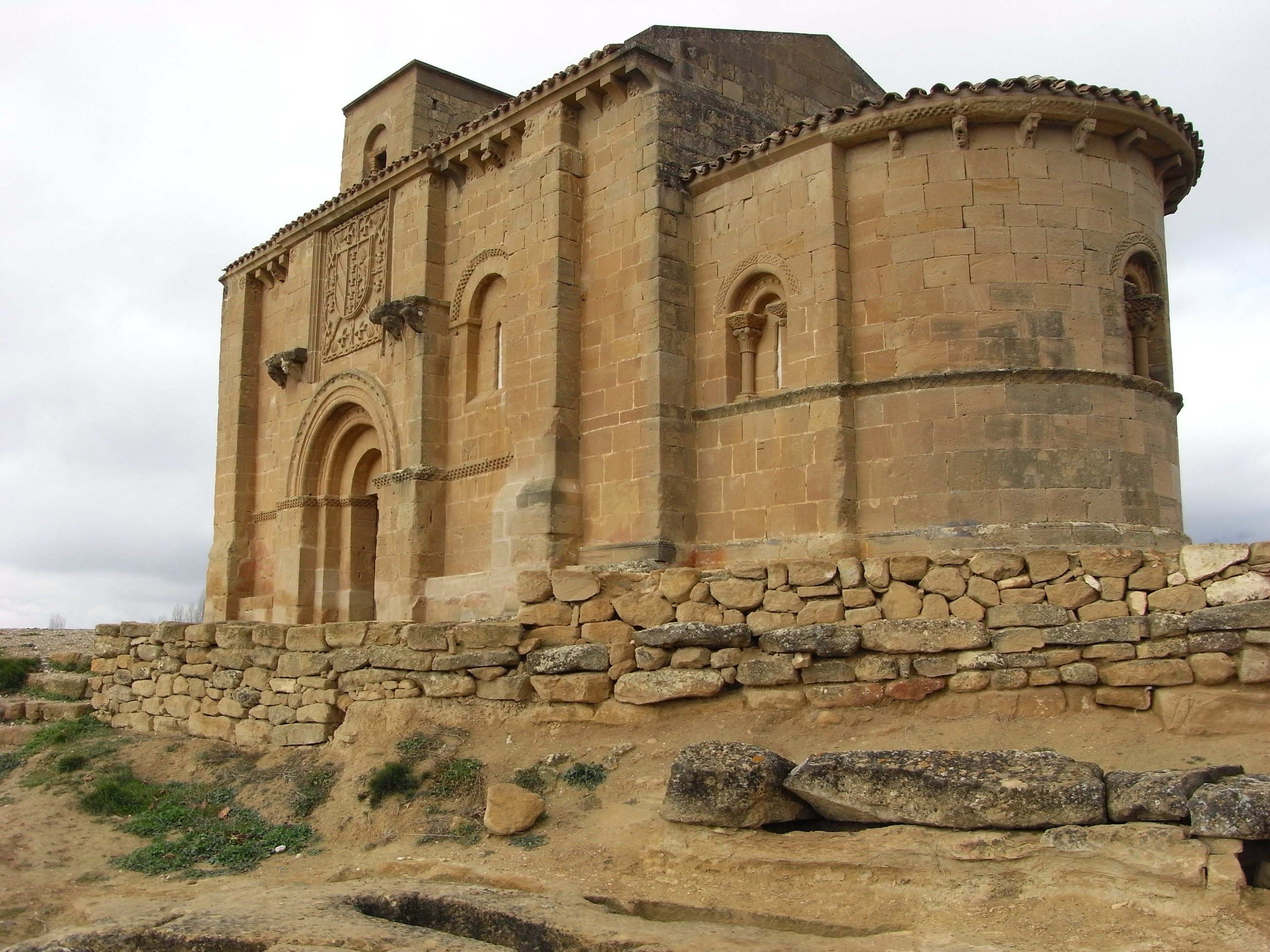
Ermita de Santa María de La Piscina, La Rioja

### Gótika

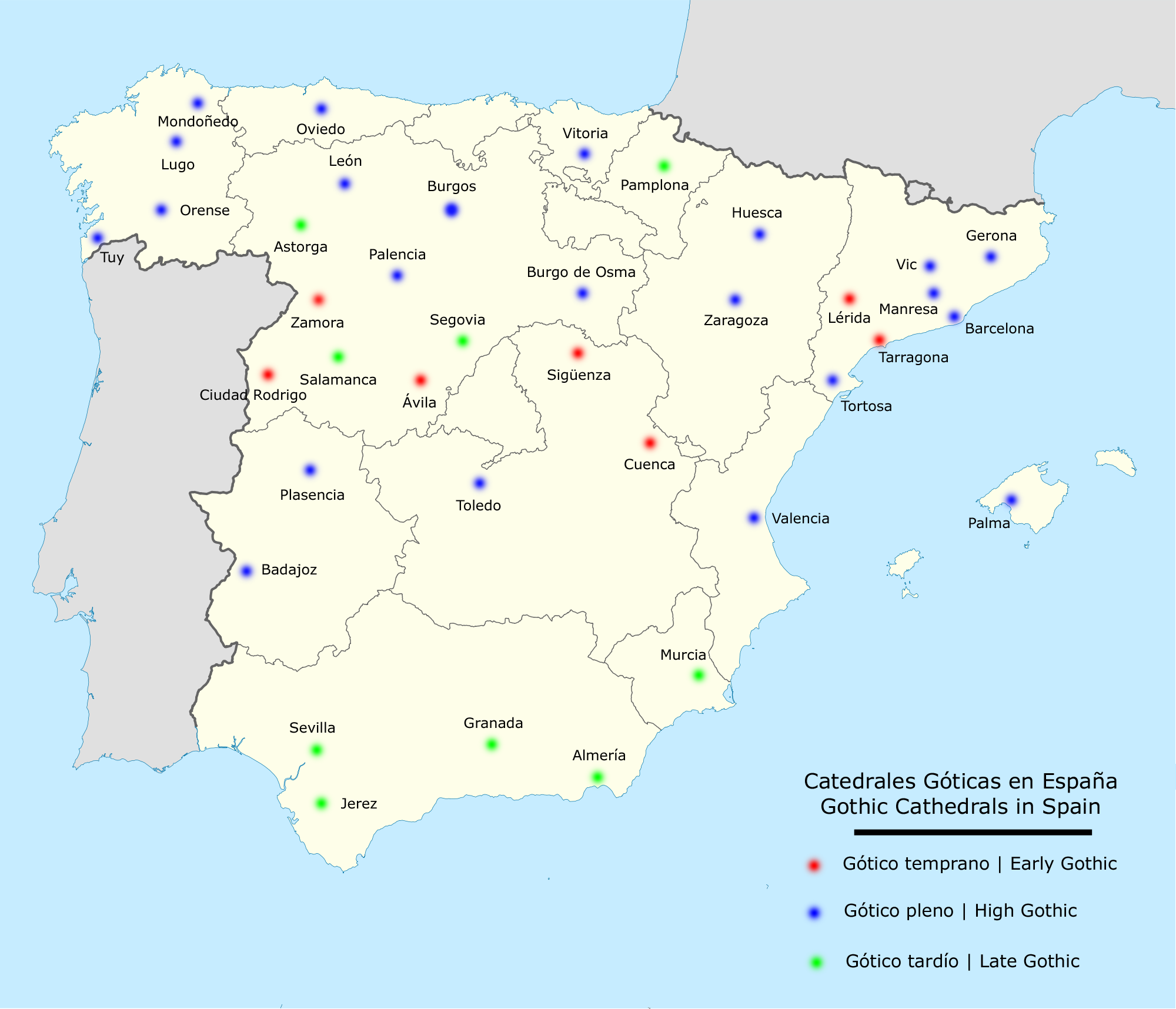
A gótikus stílusú katedrálisok térképe

A gótika elemei nagyon korán, már a 12. sz. végén beszivárognak. Átmeneti idő következik, amelynek architektúrája igen gazdag. A román formákban megkezdett templomokat gótikusan folytatják (Salamanca, Tarragona katedrálisai, a palenciai S. Miguel, az avilai S. Vicente, s a templomosok Vera Cruz-a Segoviában). Később idegen mesterek az érett francia gótikát plántálják át a spanyol földre: Burgos, Toledo, León.
A 14. és 15. sz.-beli gótikának is sok szépemléke van. Huesca és Pamplona székesegyházai és főleg Barcelona túlságosan sötét és sejtelmes térhatású, de kiváló architektonikus koncepciójú katedrálisa valók e századokból, s 1482-ben fejezték be Valencia székesegyházát, a Seót, amely egészen eredeti, teljesenáttört cimboriojáról nevezetes. Ugyancsak a későbbi gótika korából való Sevilla nagyszerű katedrálisa és a toledói S. Juan de los Reyes, gyönyörű keresztfolyosójával, s még a 16. sz.-ban is csúcsíves formákban kezdik építeni a salamancai új székesegyházat és a segoviai dómot. E nagy templomok túlnyomó részében egészen sajátos elrendezéssel találkozunk; a 15.századtól kezdve a szentélyt az oltárházból a középhajóba tolják, s ez magas falaival jóformán teljesen tönkreteszi az alaprajz szépségeit, a templom térhatását.
A gótika ekkor már hanyatlóban van, dél-francia hatások alatt, különösen Katalóniában horizontális irányban terjeszkedik, s egyhajós, széles tereket hoz létre, míg ugyanekkor más helyeken festői irányban hajlik el, s fölöttébb eredetivé válik (Valladolid: S. Pablo és Colegio de S. Gregorio, Segovia: S. Cruz, Guadalajara: Infantado-palota udvara).  E művészetre Gil de Silóé (1440-1501), a zseniális díszítő nyomta bélyegét.
Burgos teljesen befejezett, áttört sisakú tornyairól (Hans v. Köln műve a 15. sz.-ból) és szép nyolcszögűs kupolatornyáról (16. sz.) nevezetes. Toledo hatalmas arányaival, pompás interieurjével, León üvegfestményeivel és ablakmérműveinek gazdagságával tűnik ki.
A gótika legutolsó évtizedeiből, a XV. sz. legvégéről való a legszebb profán emlékek egyike, avalenciai selyemtőzsde (Lonja de la Seda), csillagboltozatos, igen szép térhatású termével, s a 16. sz. legelső éveiből a granadai, santiagói és toledói kórházak, a brüsszeli eredetű Enrique de Egasnak, a toledói dómépítőmesterének művei.

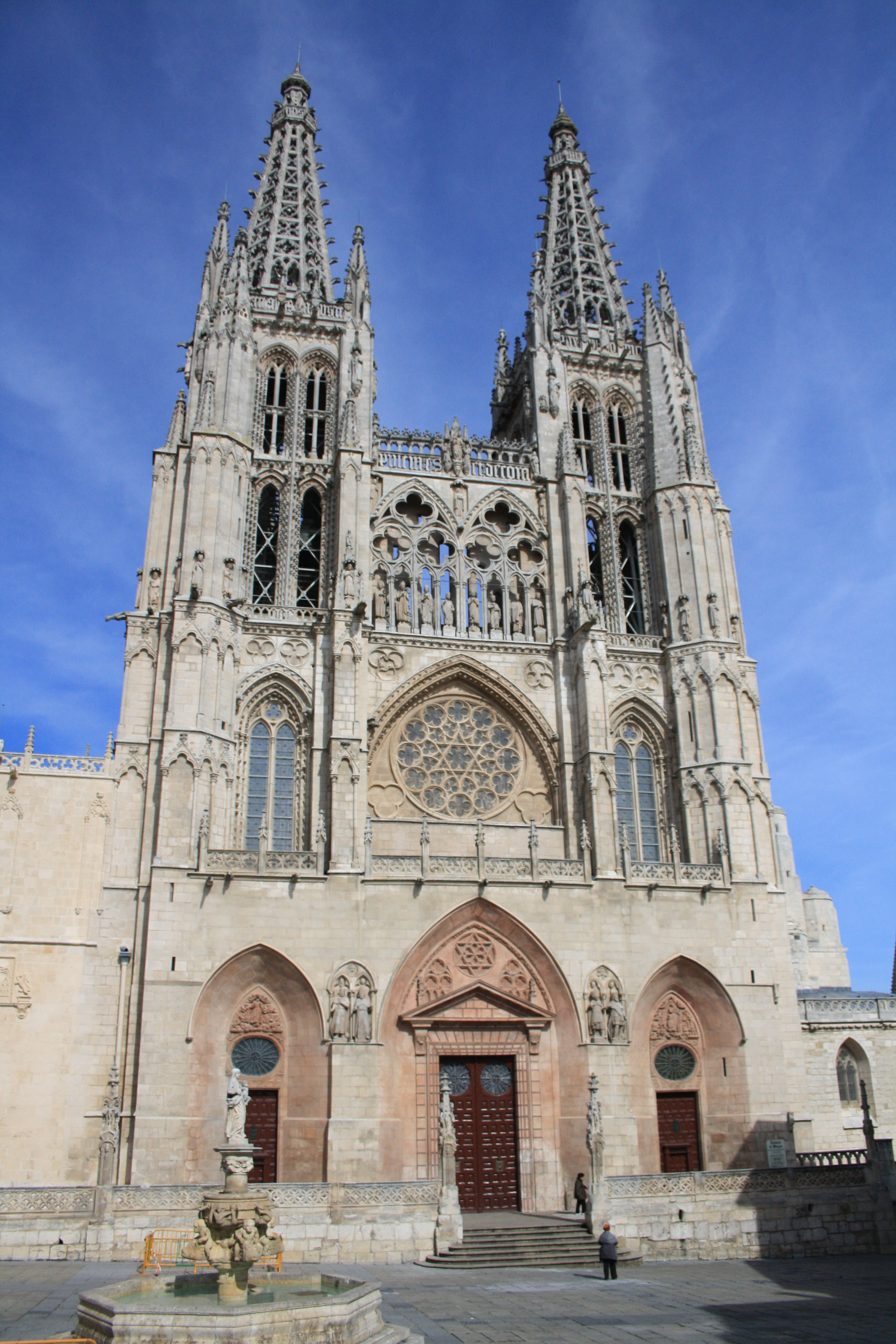
Burgosi katedrális
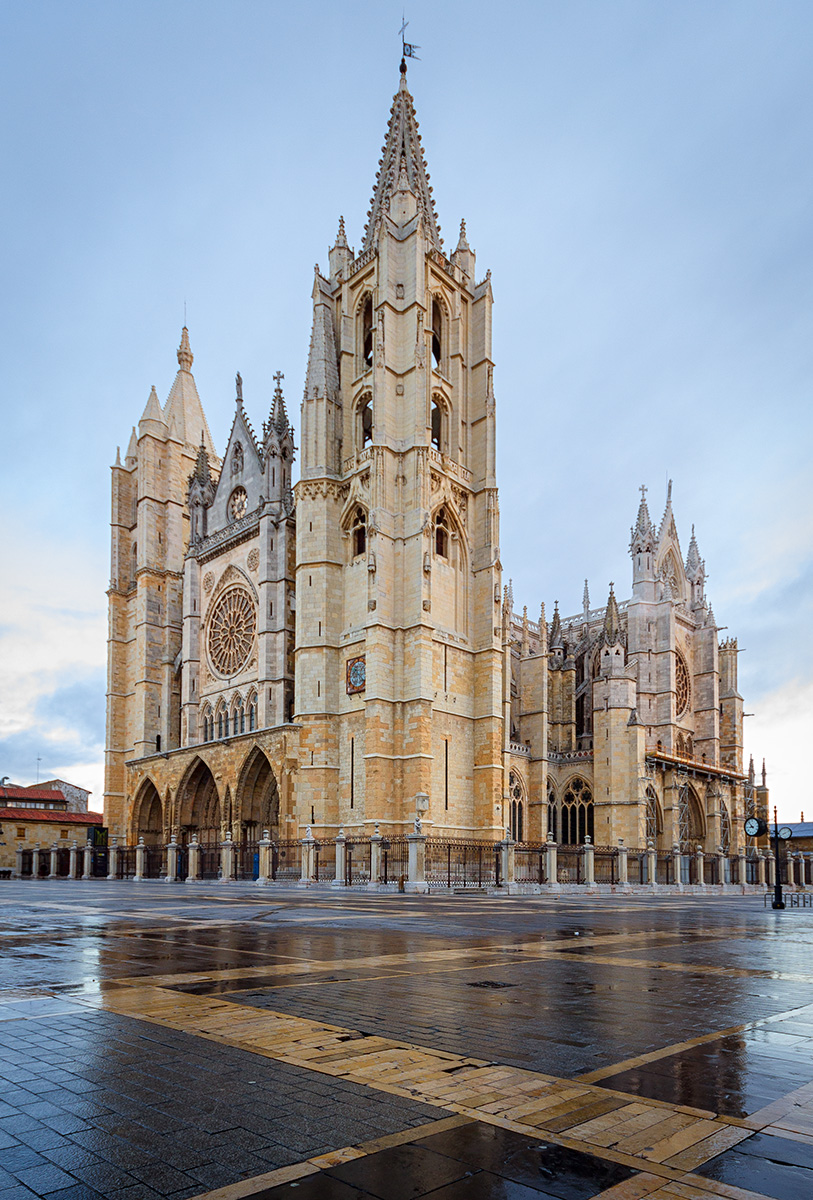
Leóni katedrális
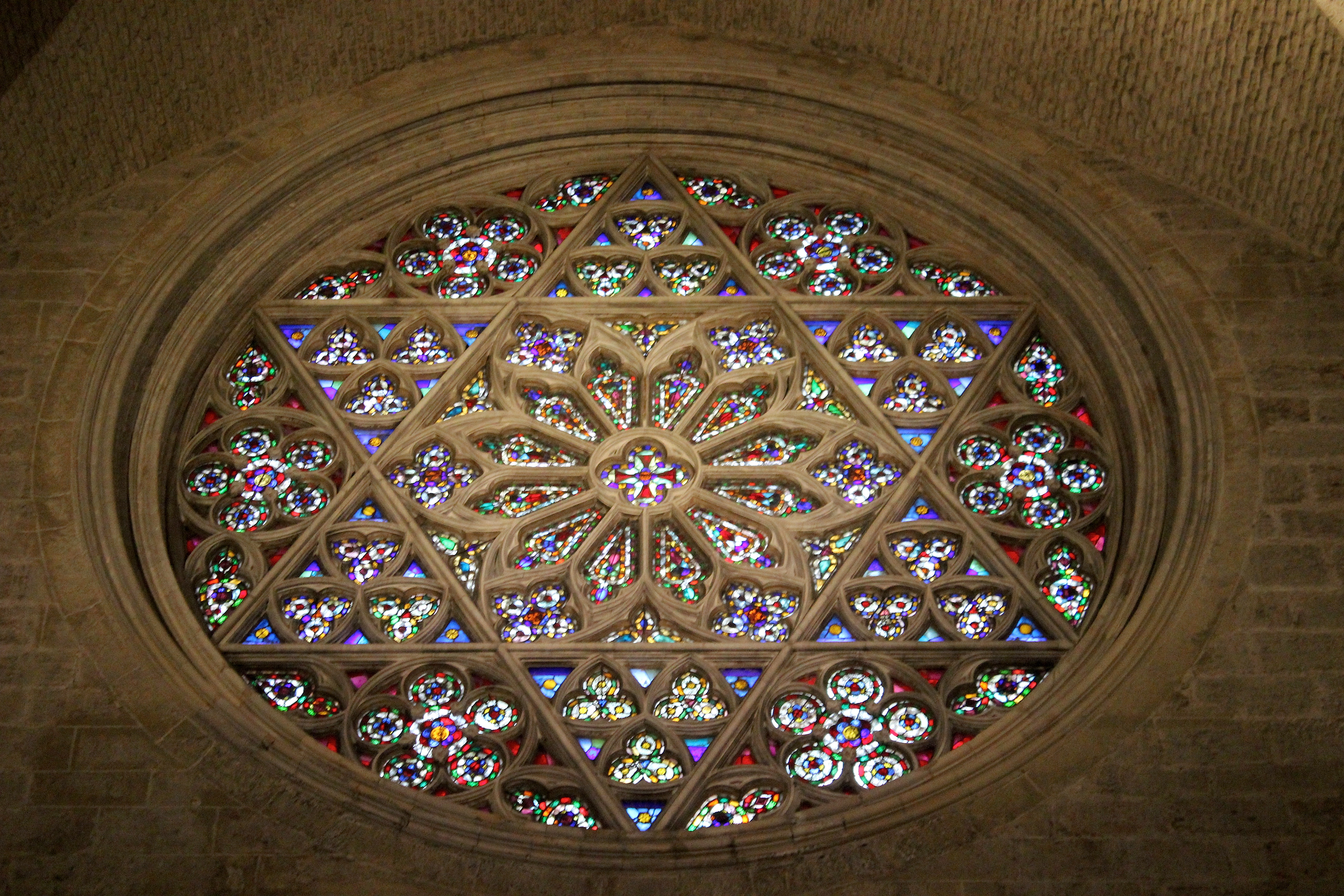
A valenciai katedrális rózsaablaka
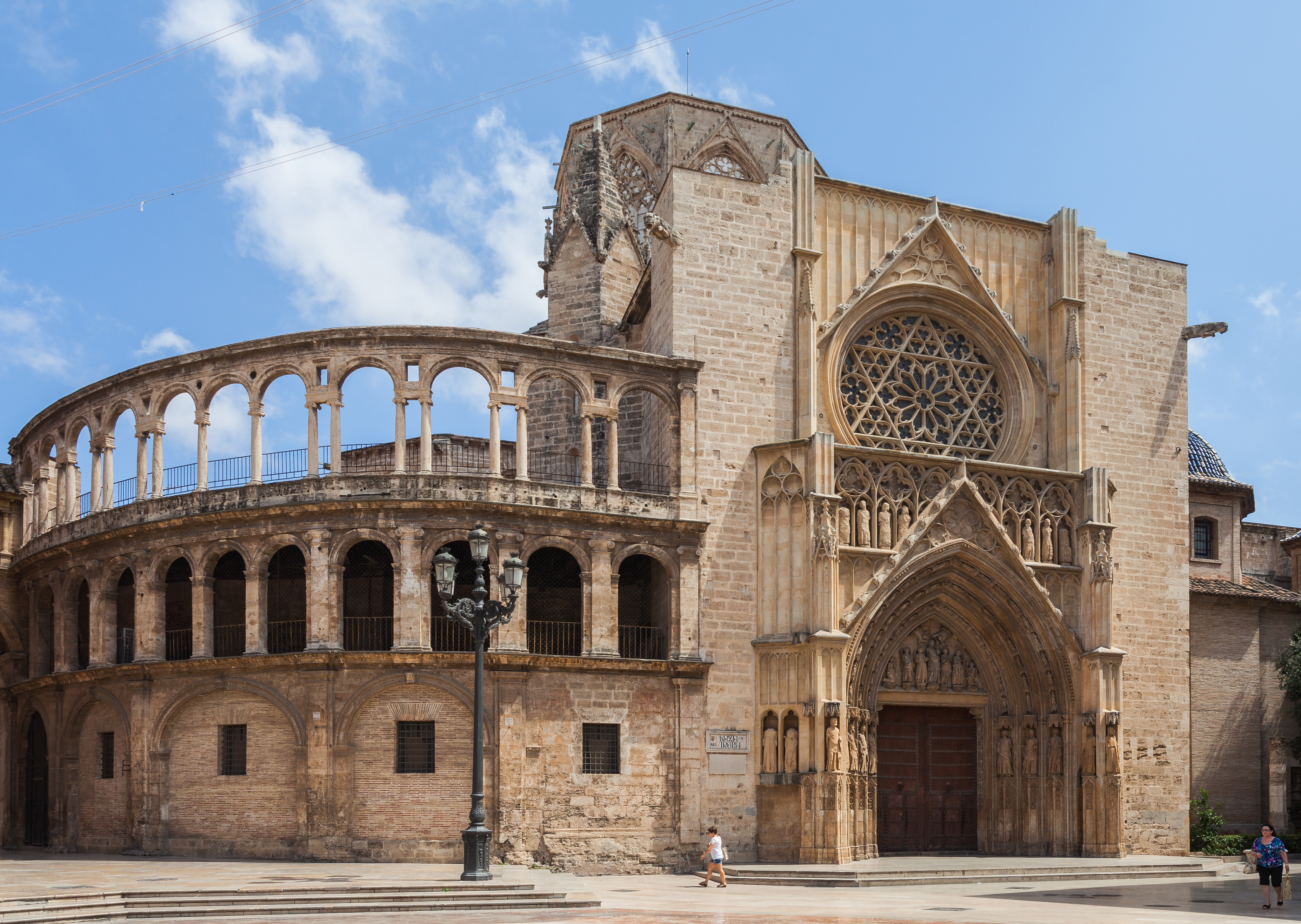
A valenciai katedrális maradványa
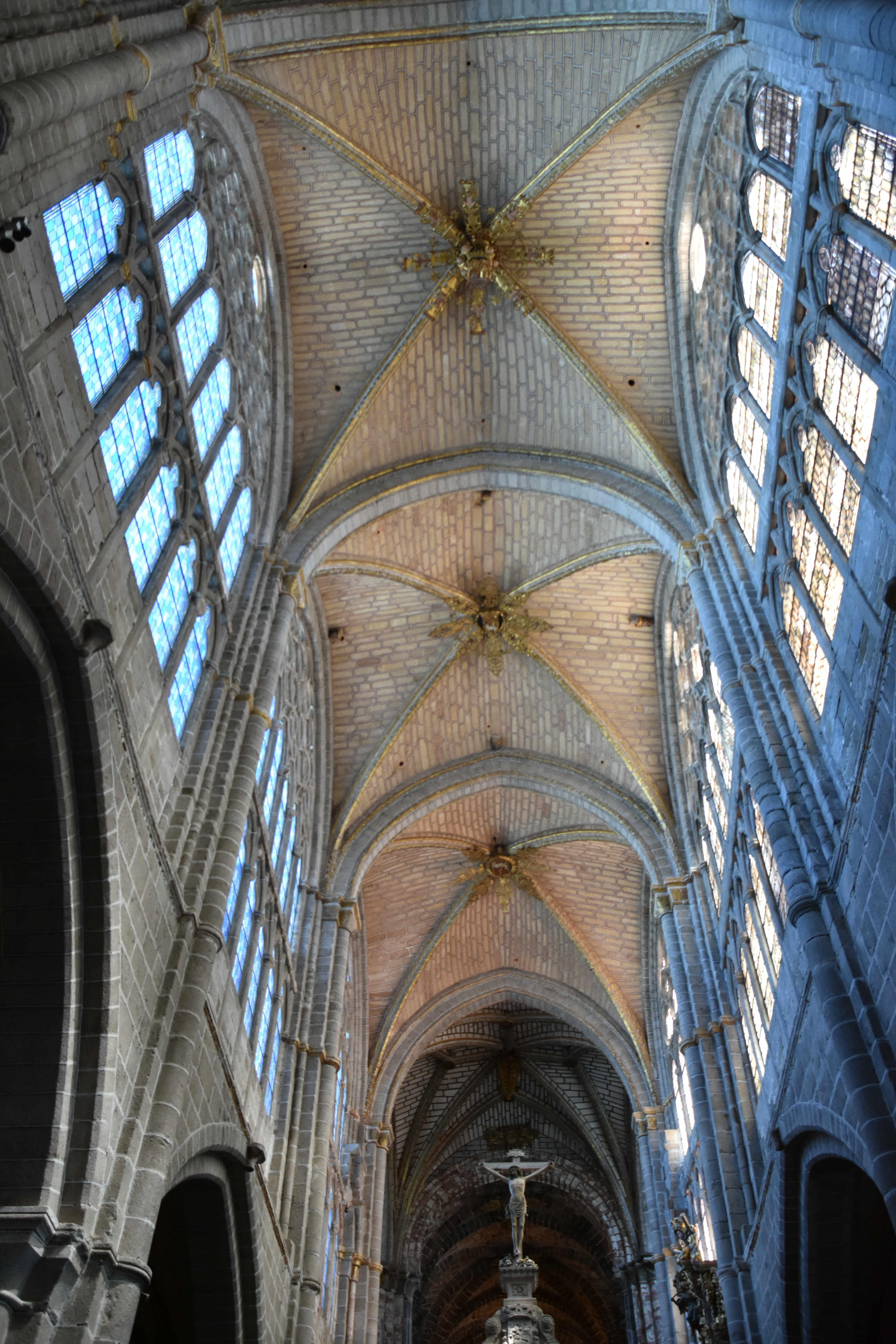
Az ávilai katedrális belseje

### Mudéjar

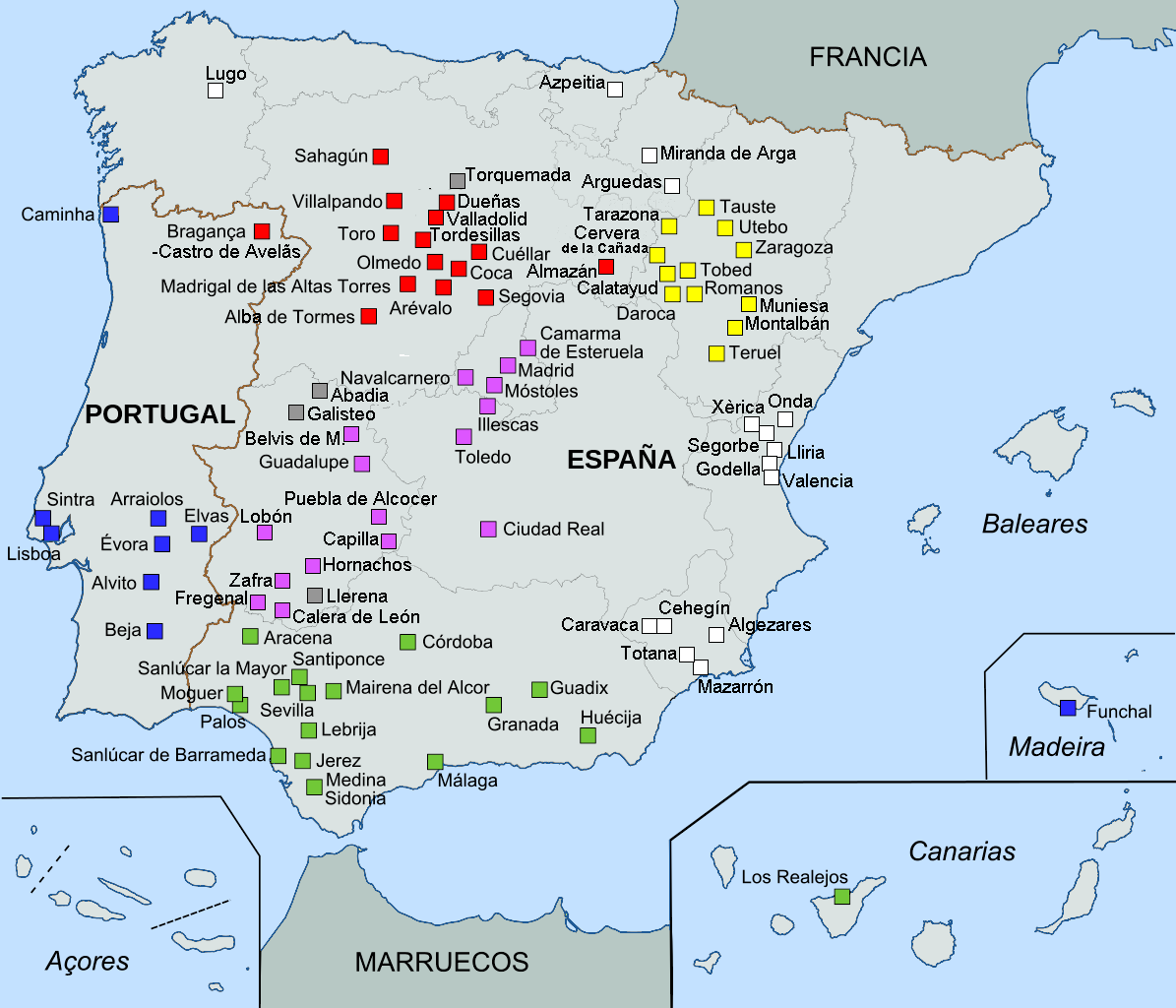
Az ibériai-félsziget mudéjar stílusú építészeti emlékei

A mórok fokozatos kiűzése után művészetük még sokáig élt (→ mudéjar stílus), elvegyülve a keresztény építészetformáival, s a 12. századtól kezdve igen sok érdekes épületet hozott létre.  A román, gótikus és reneszánsz építészeti stílusokra alkalmazták építő, díszítő és dekoratív motívumokként, amelyek az Al-Andalusba hozott vagy ott kifejlesztett motívumokból származtak.

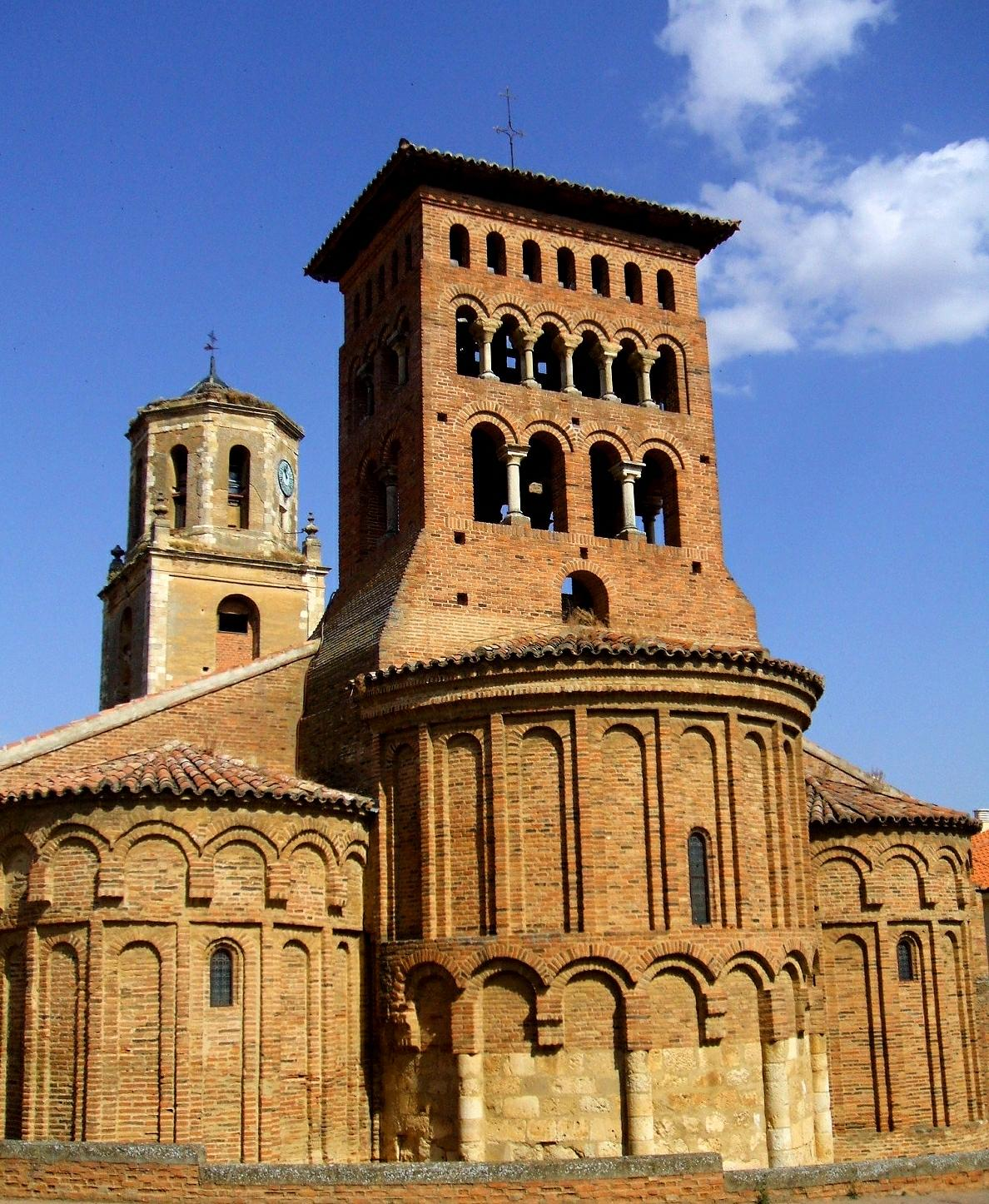
A mudéjar stílusú San Tirso templom (Iglesia de San Tirso) Sahagúnban (León)
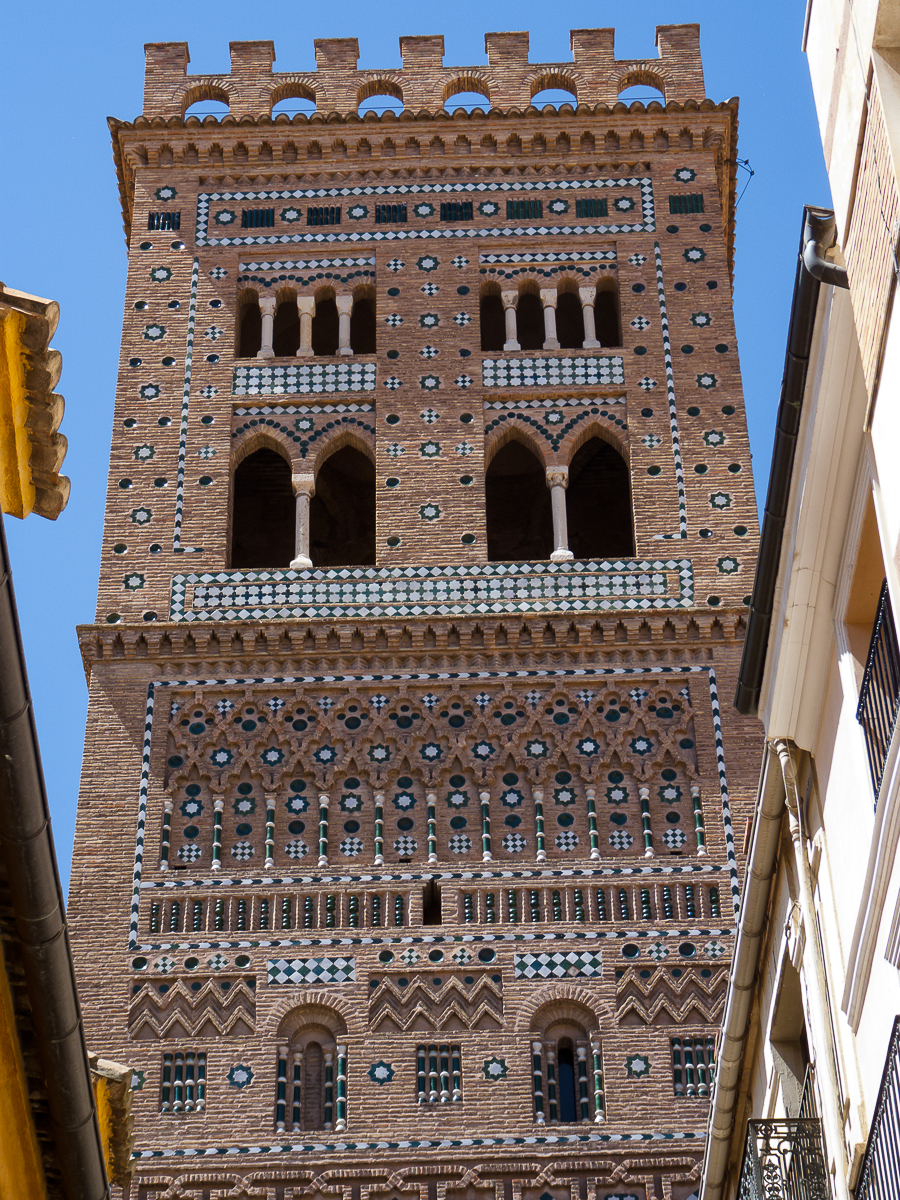
A San Salvador-templom mudéjar stílusú tornya, Teruel, Aragónia
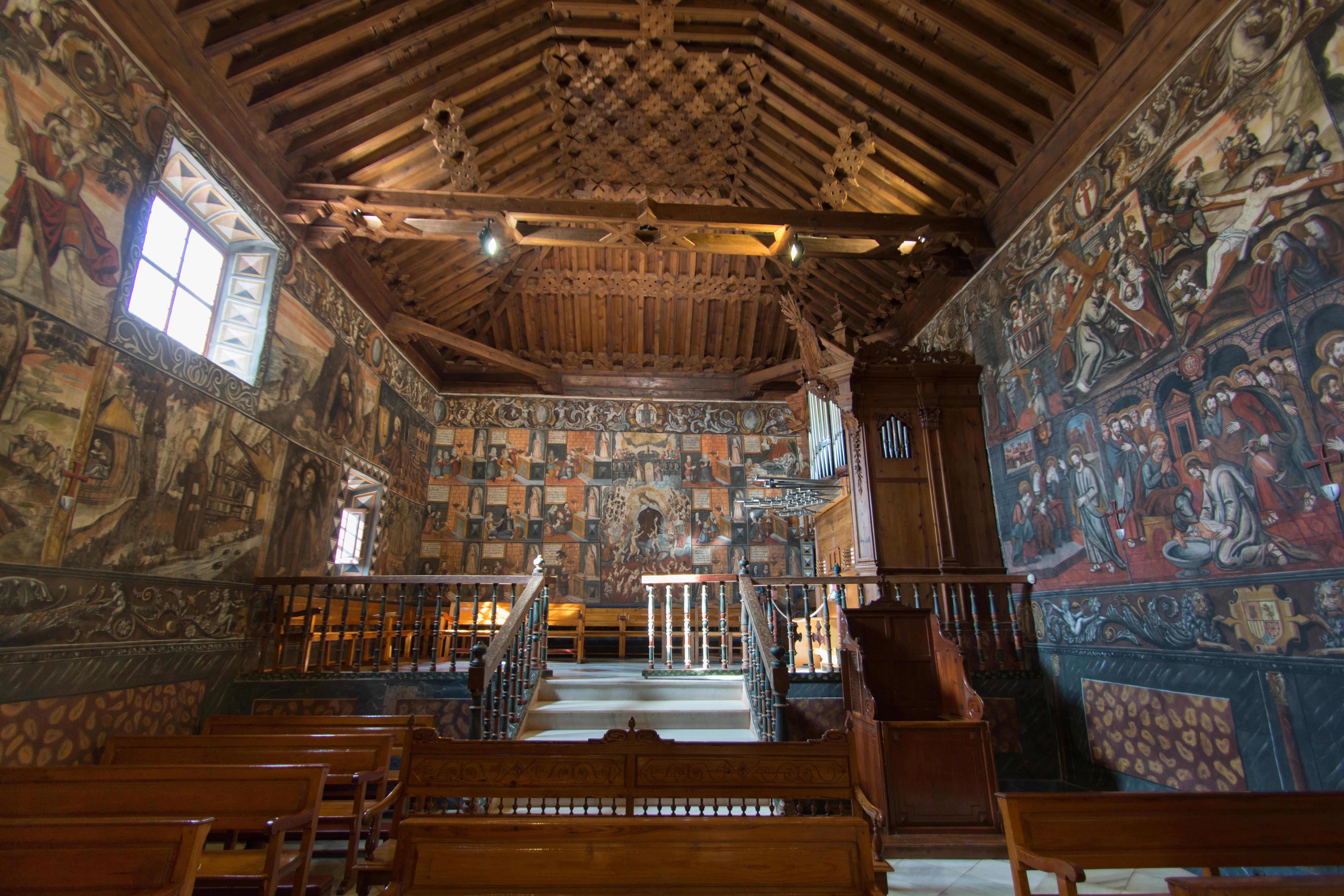
Mudéjar stílusú templombelső, Santa Eulalia-templom, Totana
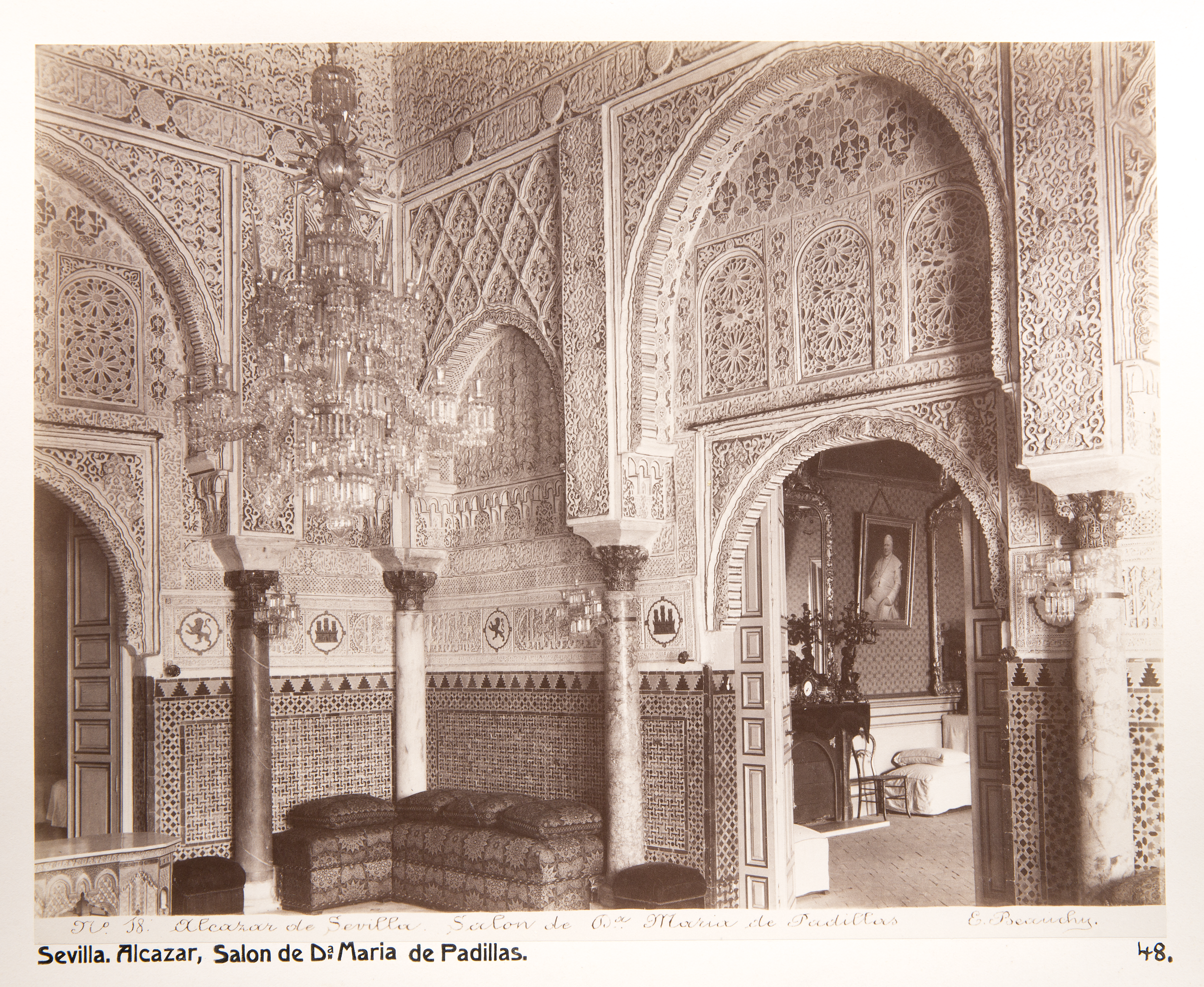
A sevillai alcázar mudéjar stílusú belseje

## Reneszánsz
A 15. század vége felé és mielőtt Latin-Amerikát befolyásolta építészetével, Spanyolország maga is kísérletezett a reneszánsz építészettel, amelyet főként a helyi építészek fejlesztettek ki. 
A reneszánsz újabb elemekkel gazdagította a spanyol építészet formakincsét. Obra del romano-nak nevezték ezt az olasz földről beáramló, valójában soha népszerűvé nem tett művészetet, amelynek formai elemeit sokáig anélkül használták föl, hogy lényegét megértették volna. Finom, sőt filigrán módon kezelték a dekoratív formákat, akár az aranyművesek, a platerók (→ platereszk stílus). A mesterek nagy része ez időben külföldi volt.
A reneszánsz első alkotásai a toledói dóm belga születésű mesterétől, Foastól származnak, akinek művészete egyébként még a késői csúcsíves művészetben gyökerezik. Érettebb terméke a reneszánsznak V. Károly granadai kastélya, Pedro Machuca műve. Kiváló mestere volt az új művészetnek Diego de Silóé, a burgosi iskola feje.
Sevilla reneszánsz nagymestere Diego de Riano volt; ő építette a nemes városházát és a székesegyház egyes részeit (Sacristia Mayor, Sala Capitular). Egyéb említésre méltó emlékei a spanyol reneszánsznak Baeza és Jerez városházai, a valenciai Audiencia, szép artesonado-famennyezetes termeivel, a salamancai egyetem homlokzata és az alcalái kollégium, Covarrubias műve.
Kiemelkedő reneszánsz építész Juan de Herrera.

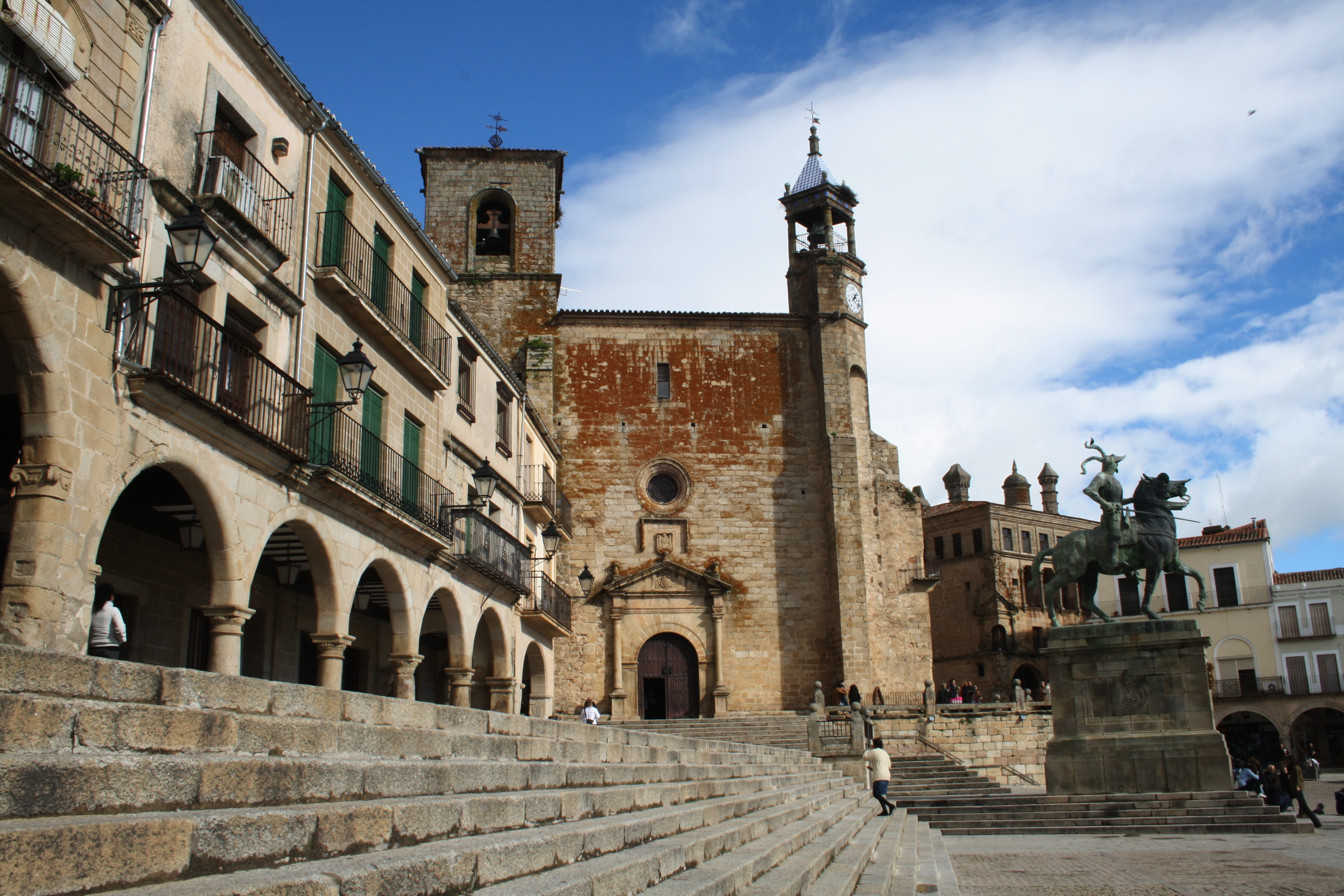
Trujillo reneszánsz tere
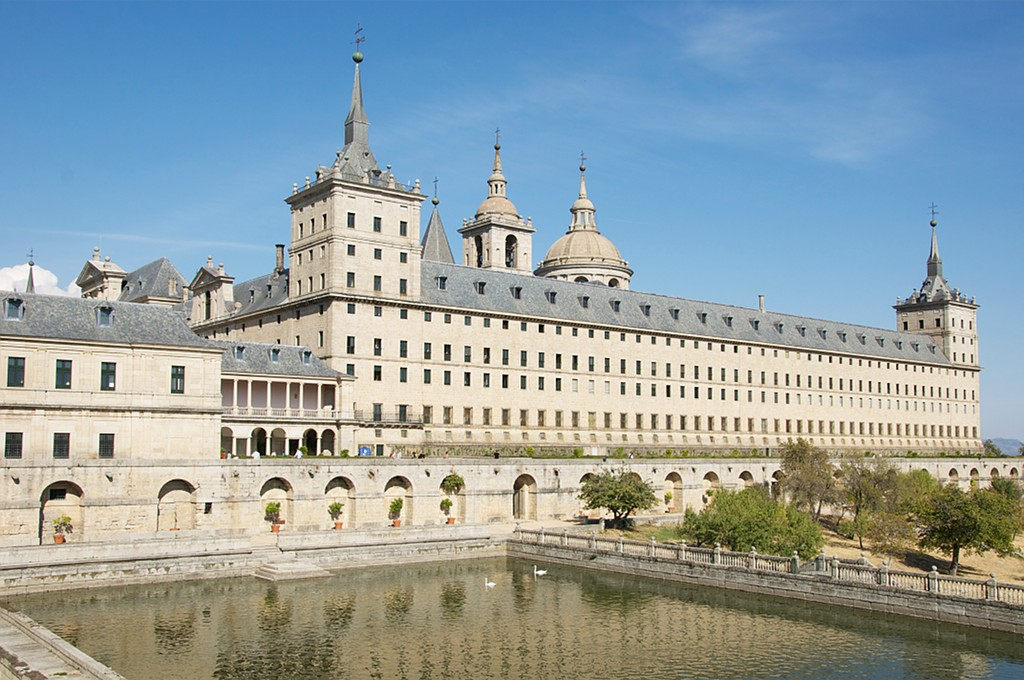
El Escorial-i királyi kolostor
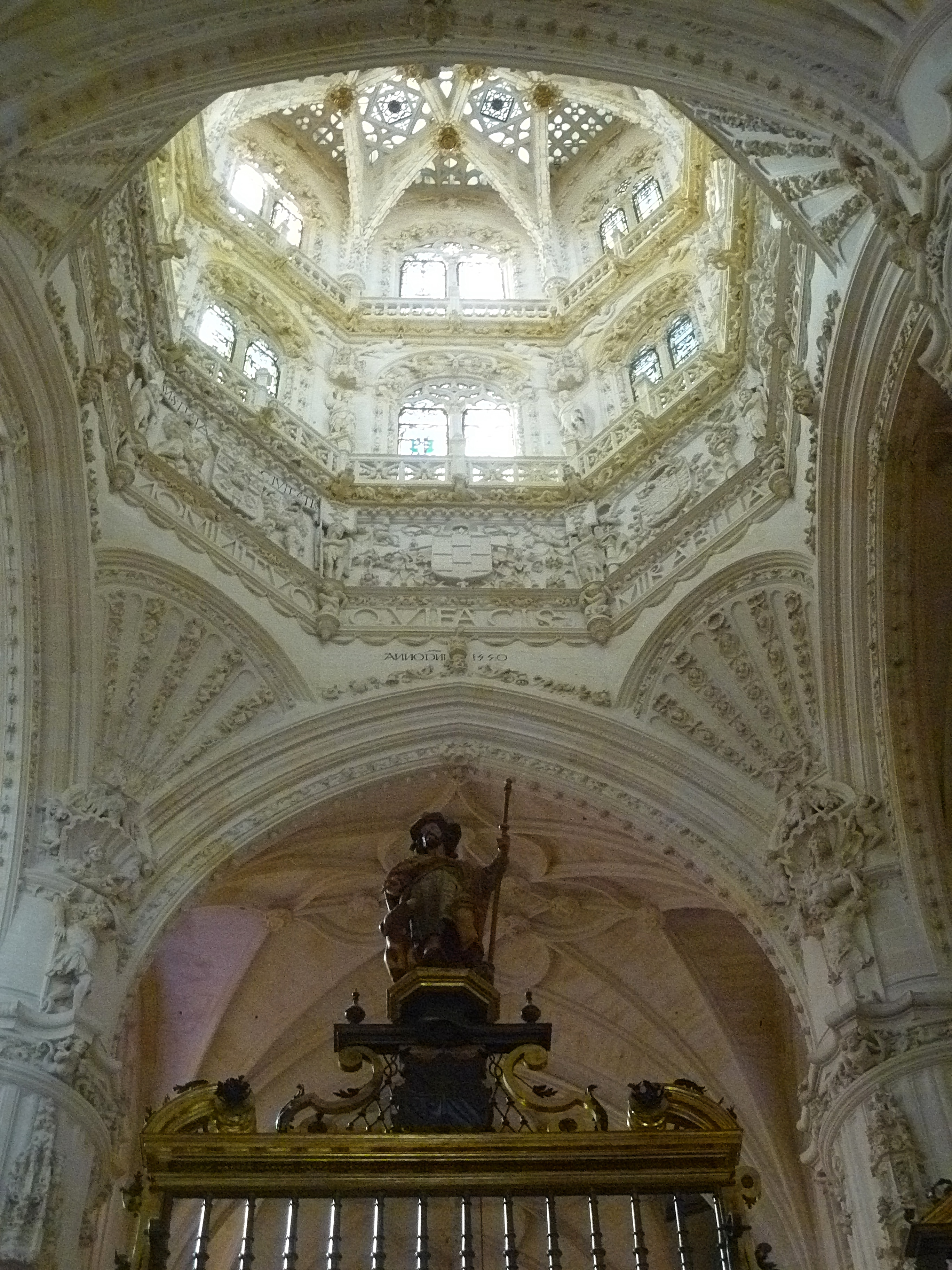
Burgosi katedrális
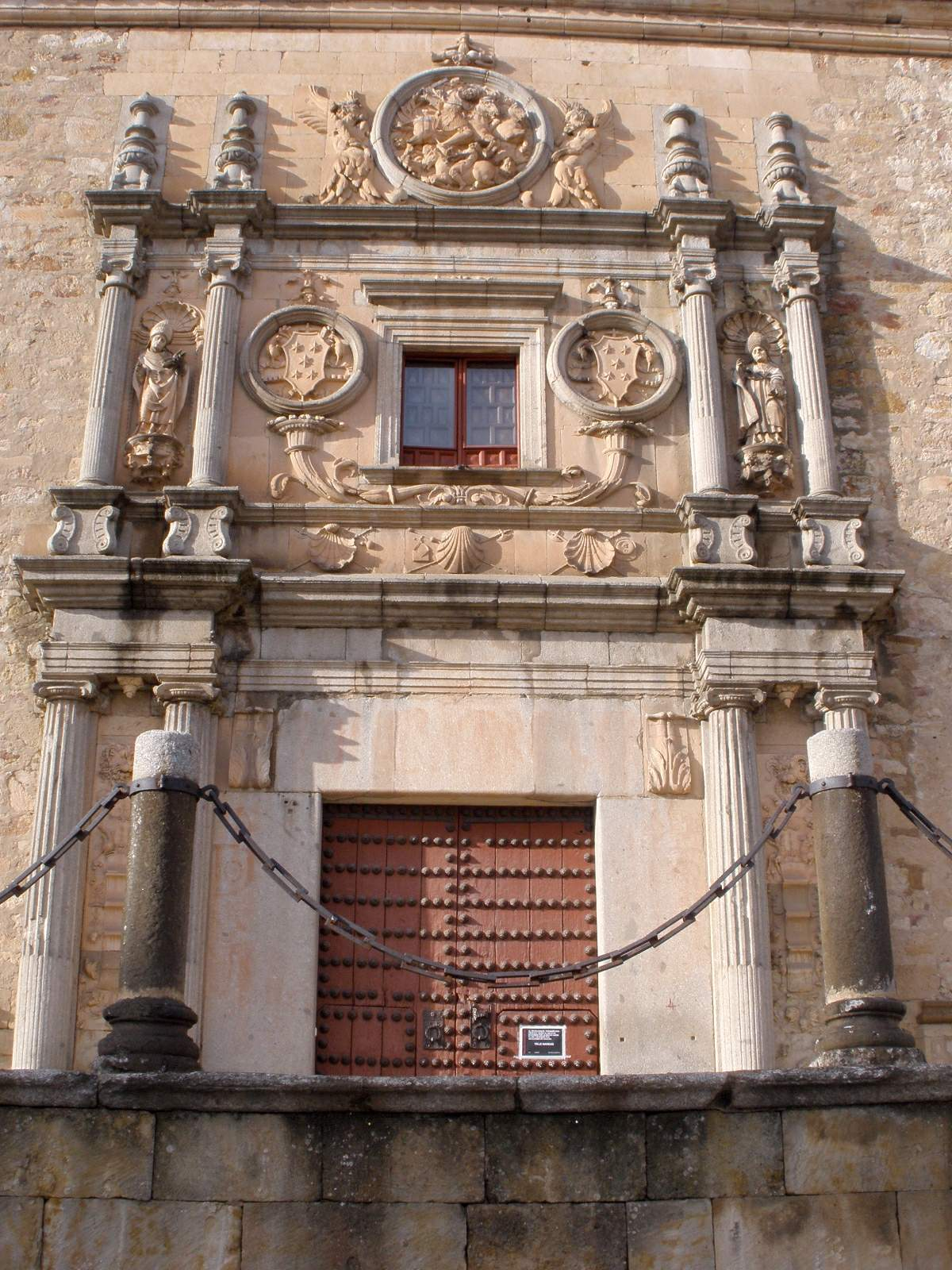
Colegia del Arzobispo Fonseca,  Salamanca
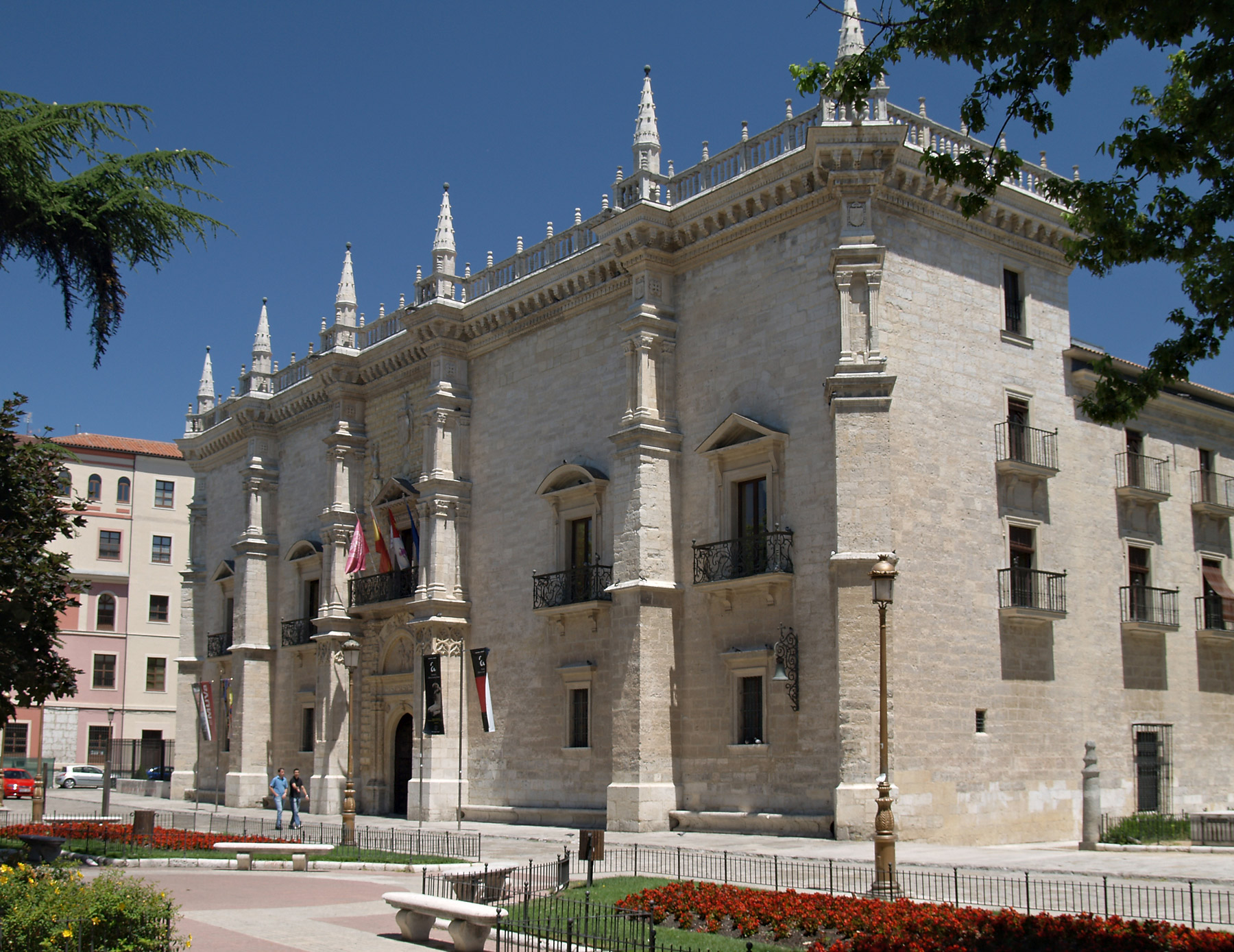
A 15. sz.-i valladolidi Santa Cruz-palota

## Barokk

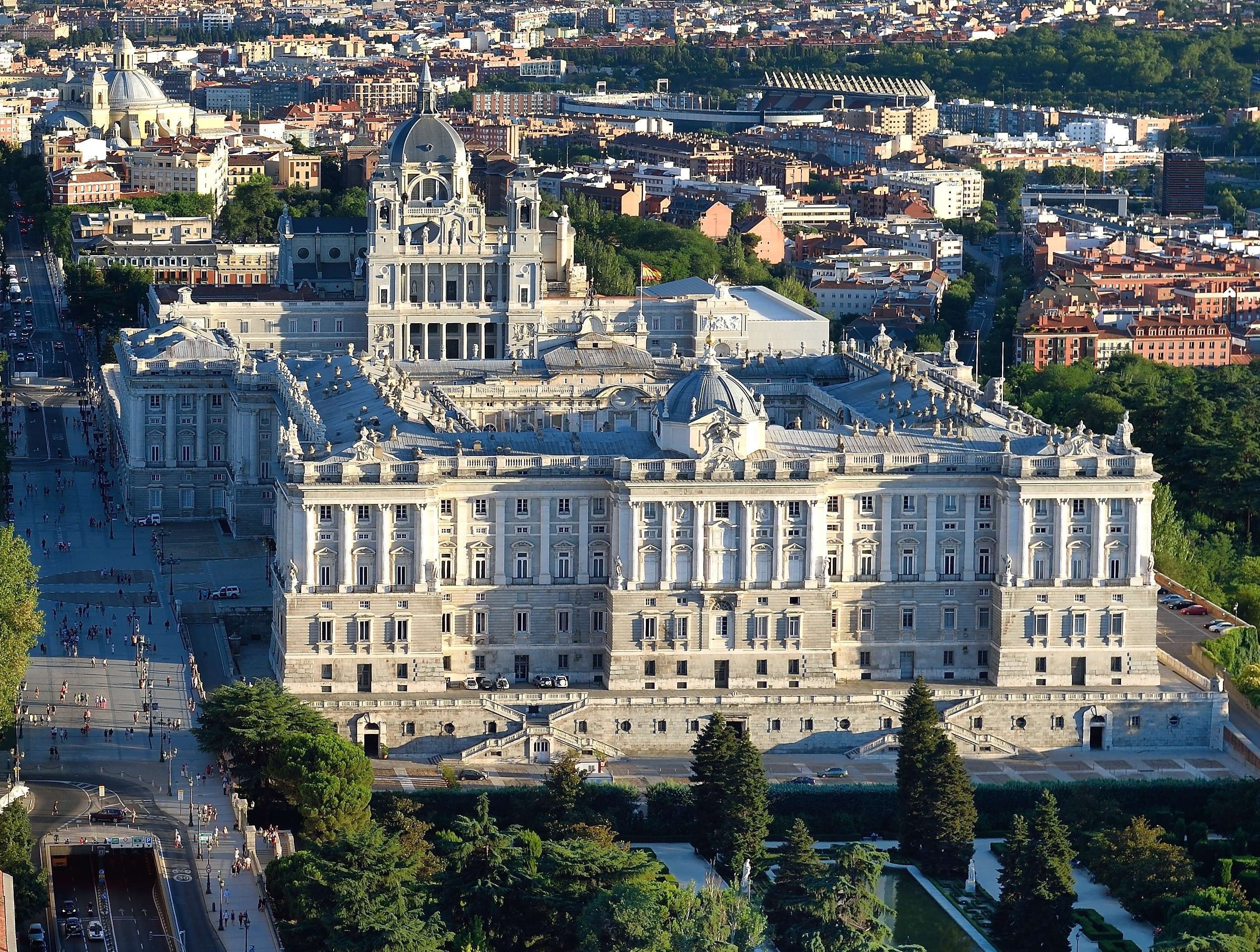
A barokk és klasszicista stílusú madridi királyi palota (Palacio Real de Madrid)

A spanyol barokkra Franciaország és Itália klasszicista áramlatai és a dinamikusan mozgalmas itáliai építészet gyakorolt hatást, különösen Bernini és Borromini művei.
A spanyol barokkot az általánostól megkülönböztette a bőséges churriguereszk dekoráció és a Herrera-stílus , mindkettő külön alakult ki a nemzetközi befolyásokból. 
A 18. század nagy műve a nemes architektúrájú, nyugodt vonalú madridi királyi palota (Palacio Real vagy Palacio de Oriente), amely Juvara tervei alapján Sacchetti vezetése mellett.
A rokokó legszebb emlékei a murciai, santiagói székesegyházak és a valenciai székesegyház nyugati homlokzata (El Obradoiro). A profán művek közül Marqués de Dos Aguas palotája Valenciában, festői, gazdag portáljával (Vergara műve).
A korszak túlburjánzó ornementikájának nagymestere José Churriguera. Róla és testvéreiről kapta a nevét a churriguereszk stílus. 
A spanyol barokk kisugárzott a spanyol gyarmatbirodalomra, ahol felépítették a monumentális, kéttornyú barokk katolikus templomokat, hogy a bennszülötteket lenyűgözzék és könnyebben megtérítsék. A churriguereszk stílus elérte az Újvilágot is, ahol antiklasszikus barokk (barroco anticlásico) néven lett ismert.
A barokk szakrális építészet egyik fő alkotása a szülőföldön a Santiago de Compostela-i Szt. Jakab katedrális (átépítve a korábbi román stílusú templom). 
A kor fontosabb építészei: ifj. Francisco de Herrera, Juan Gómez de Mora, Fernando de Casas y Novoa és José Churriguera.

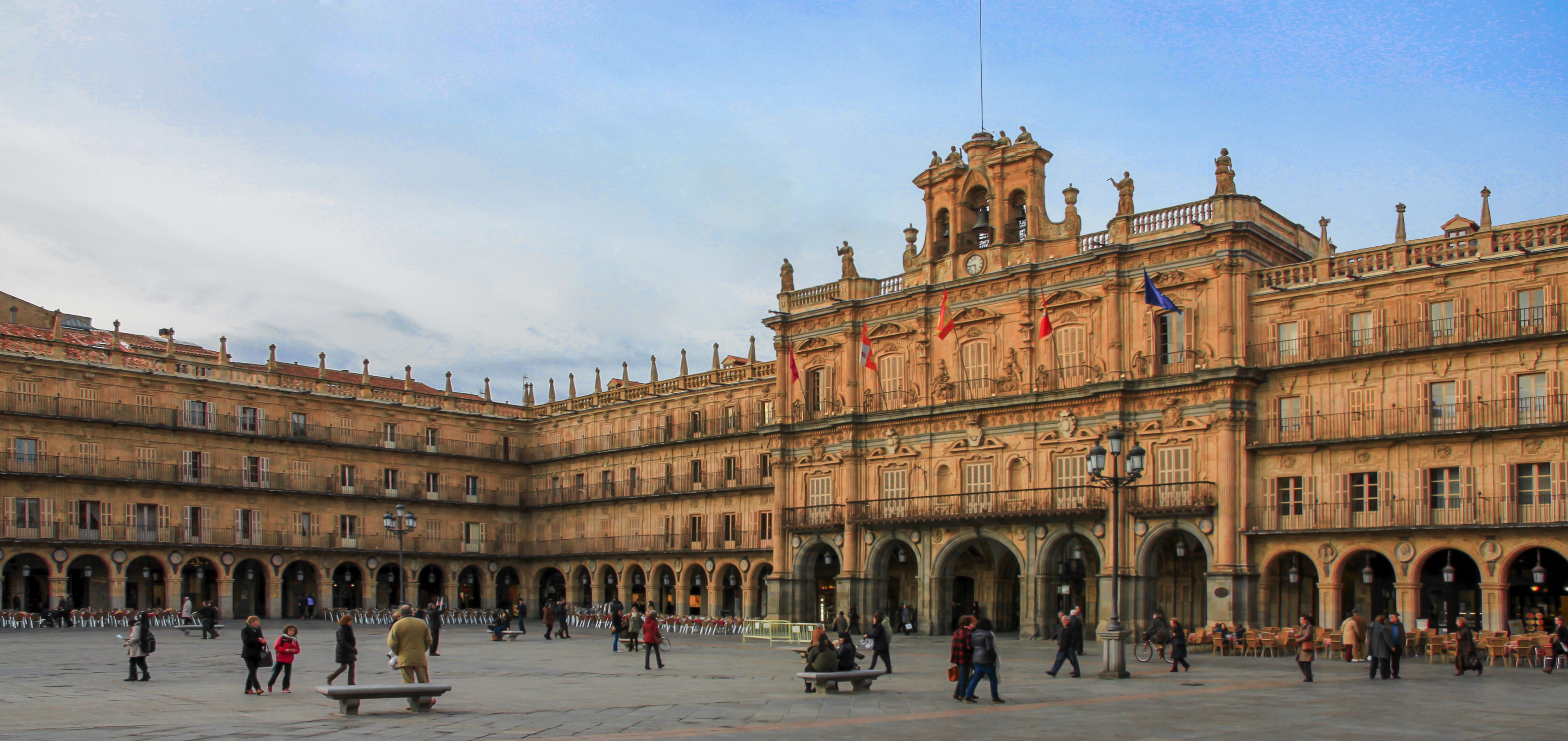
A salamancai városháza
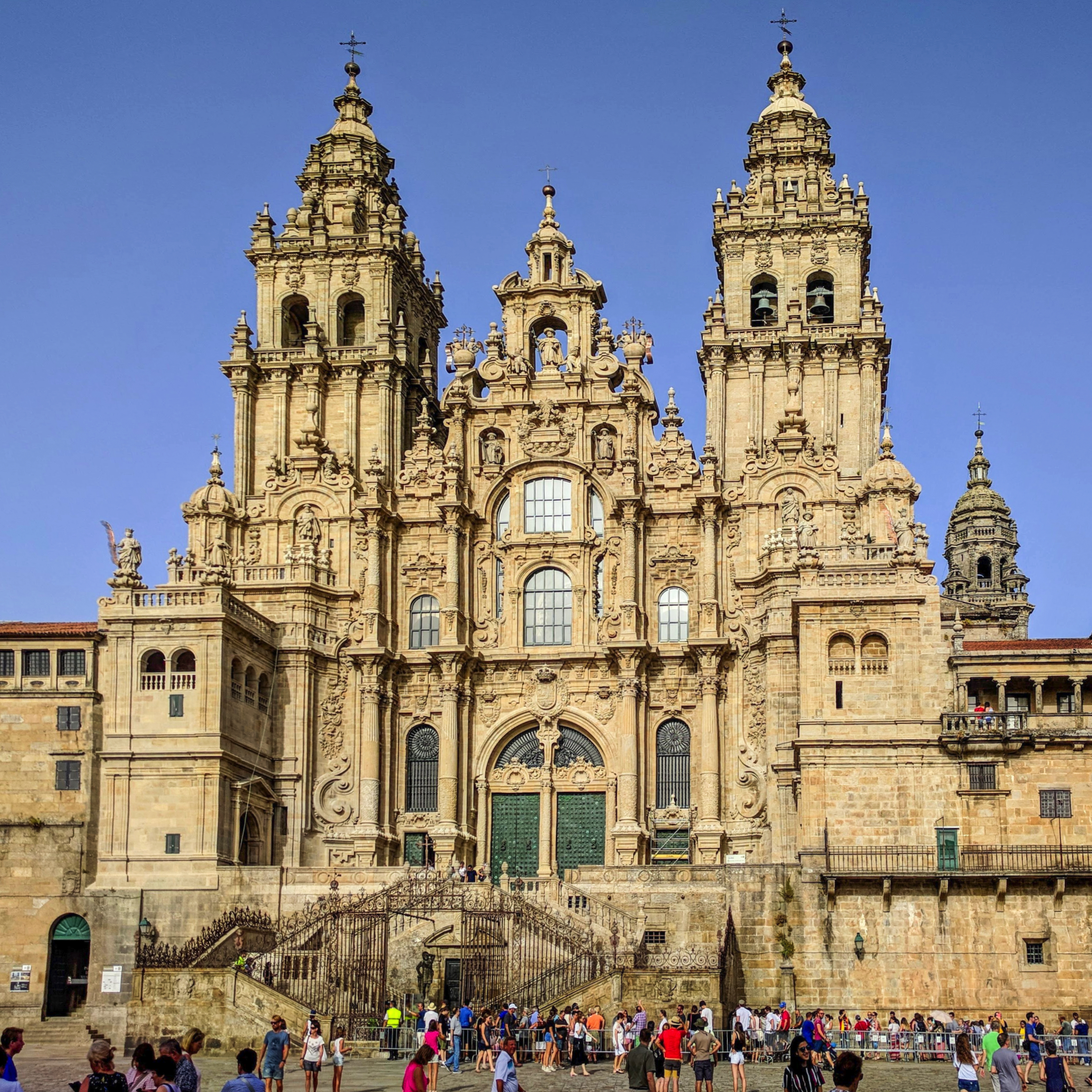
A Santiago de Compostela-i Szt. Jakab katedrális
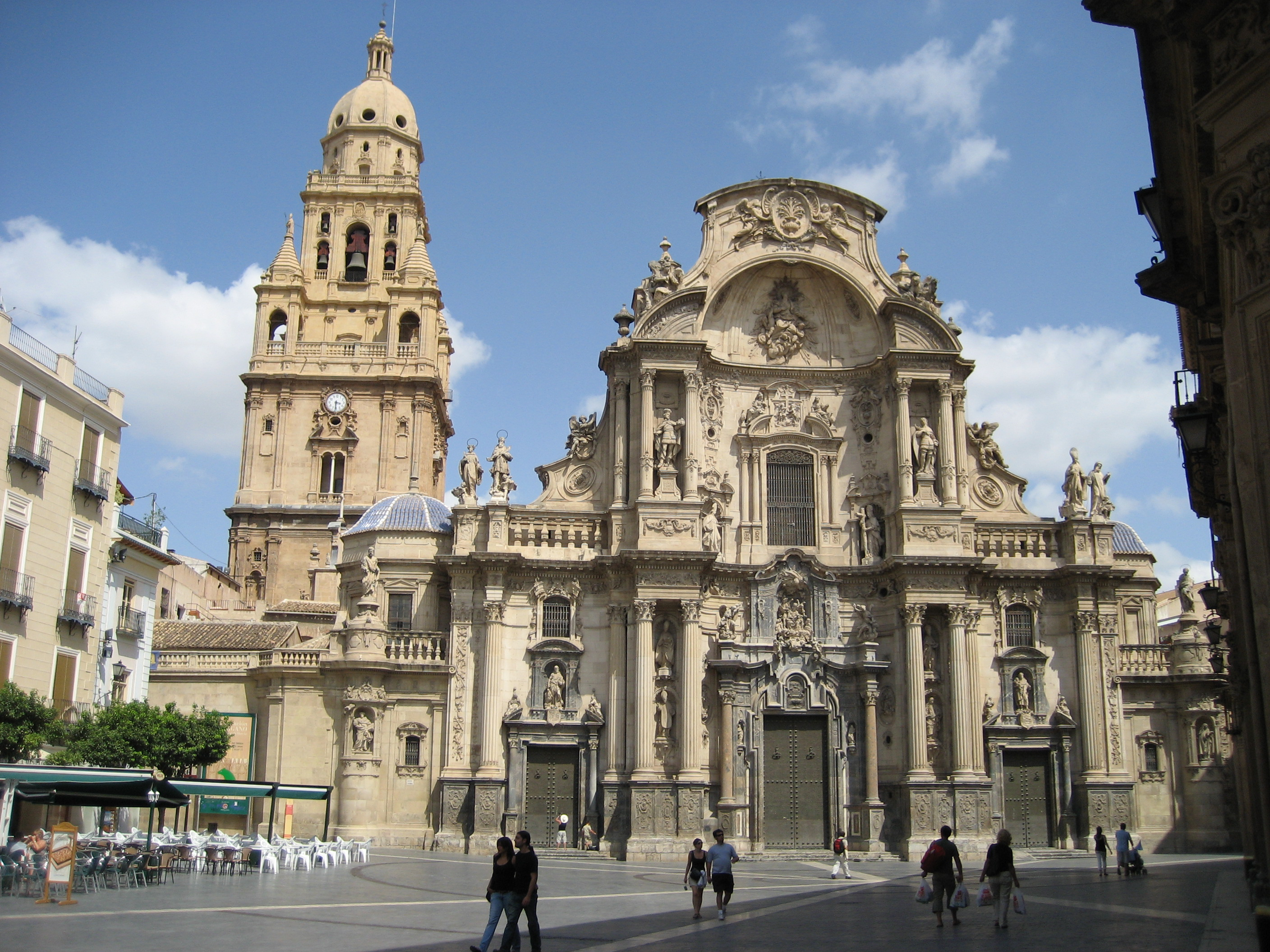
Murcia katedrálisa
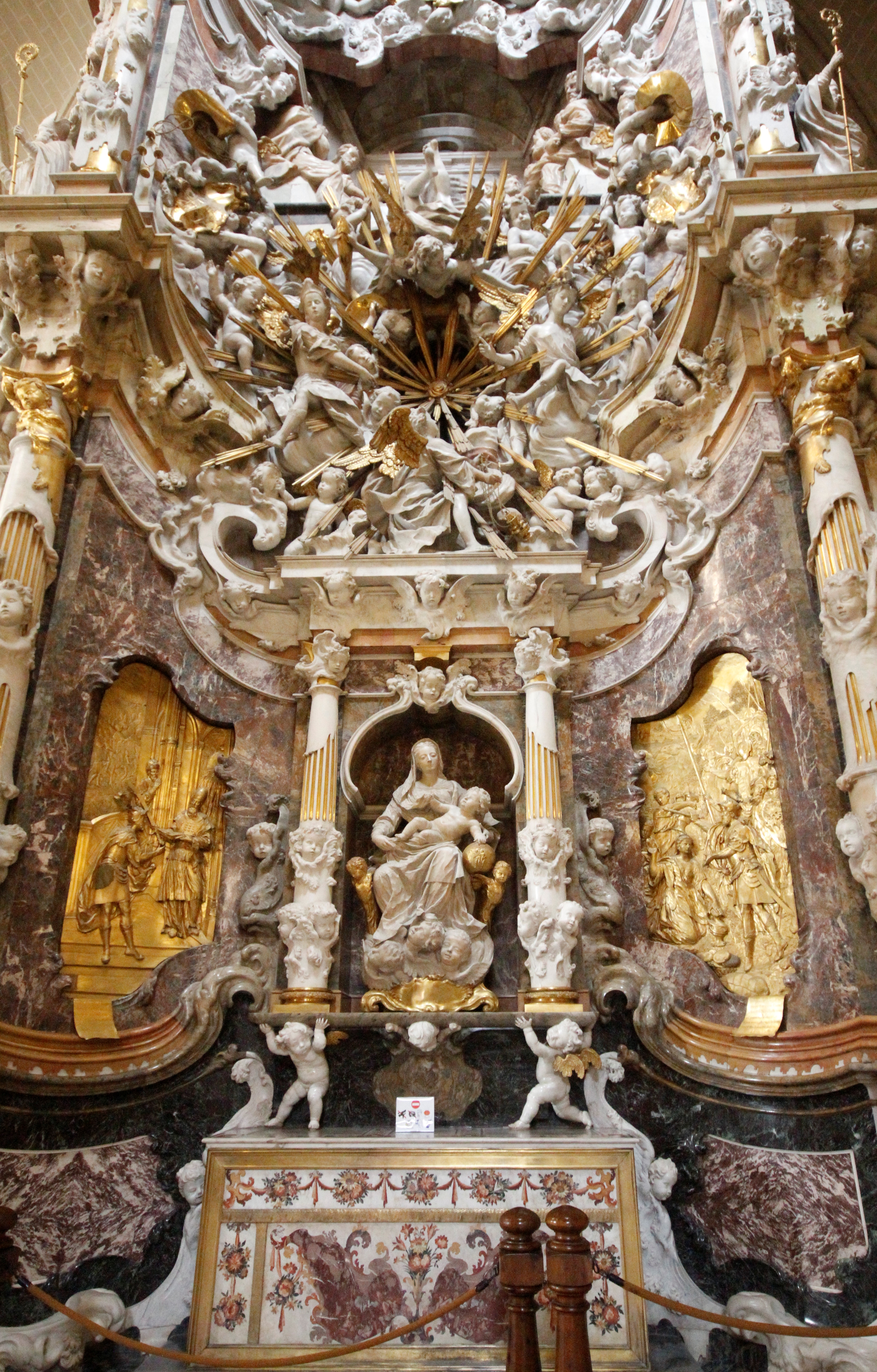
A toledói katedrális retablója
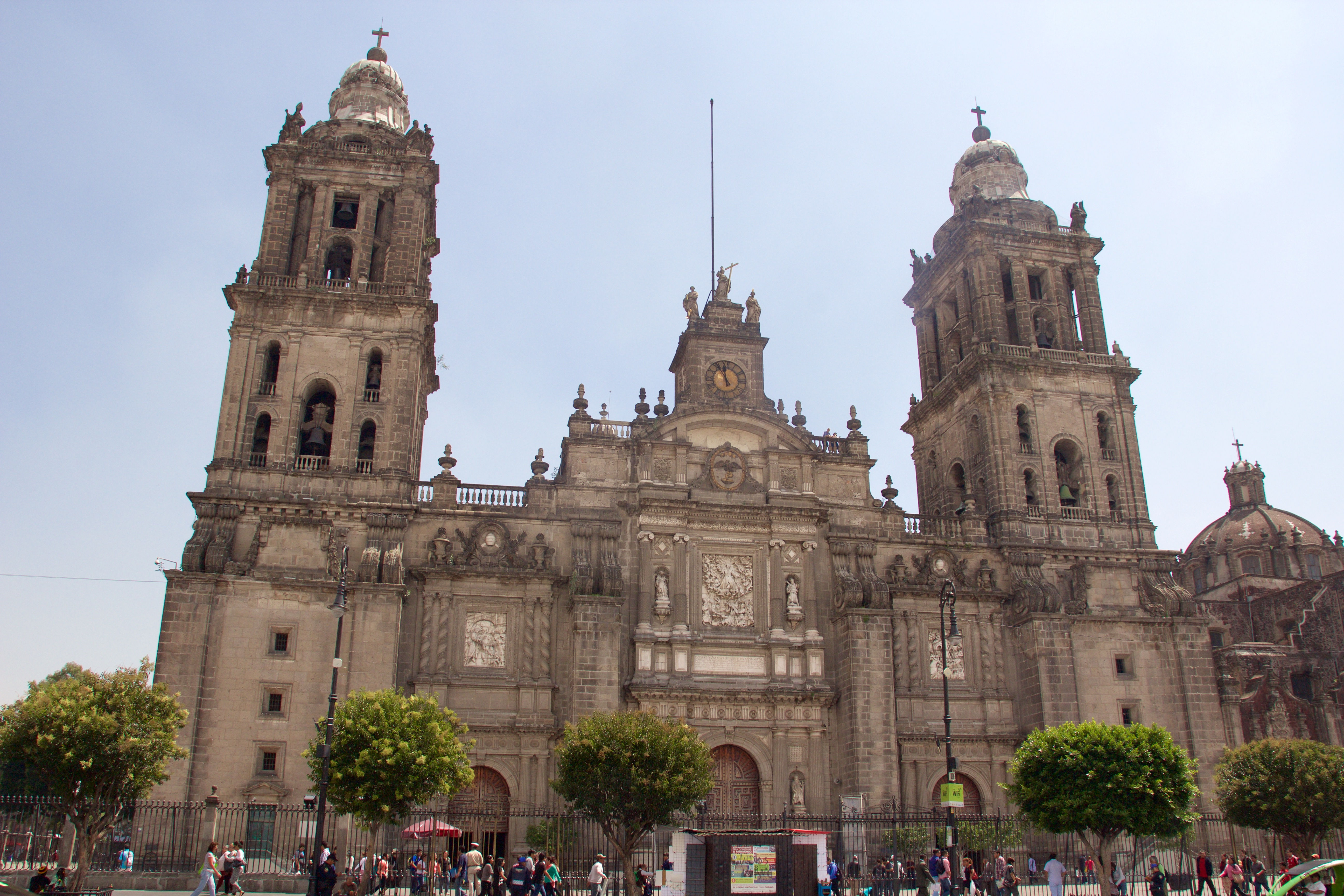
A spanyol barokk stílusú mexikóvárosi katedrális
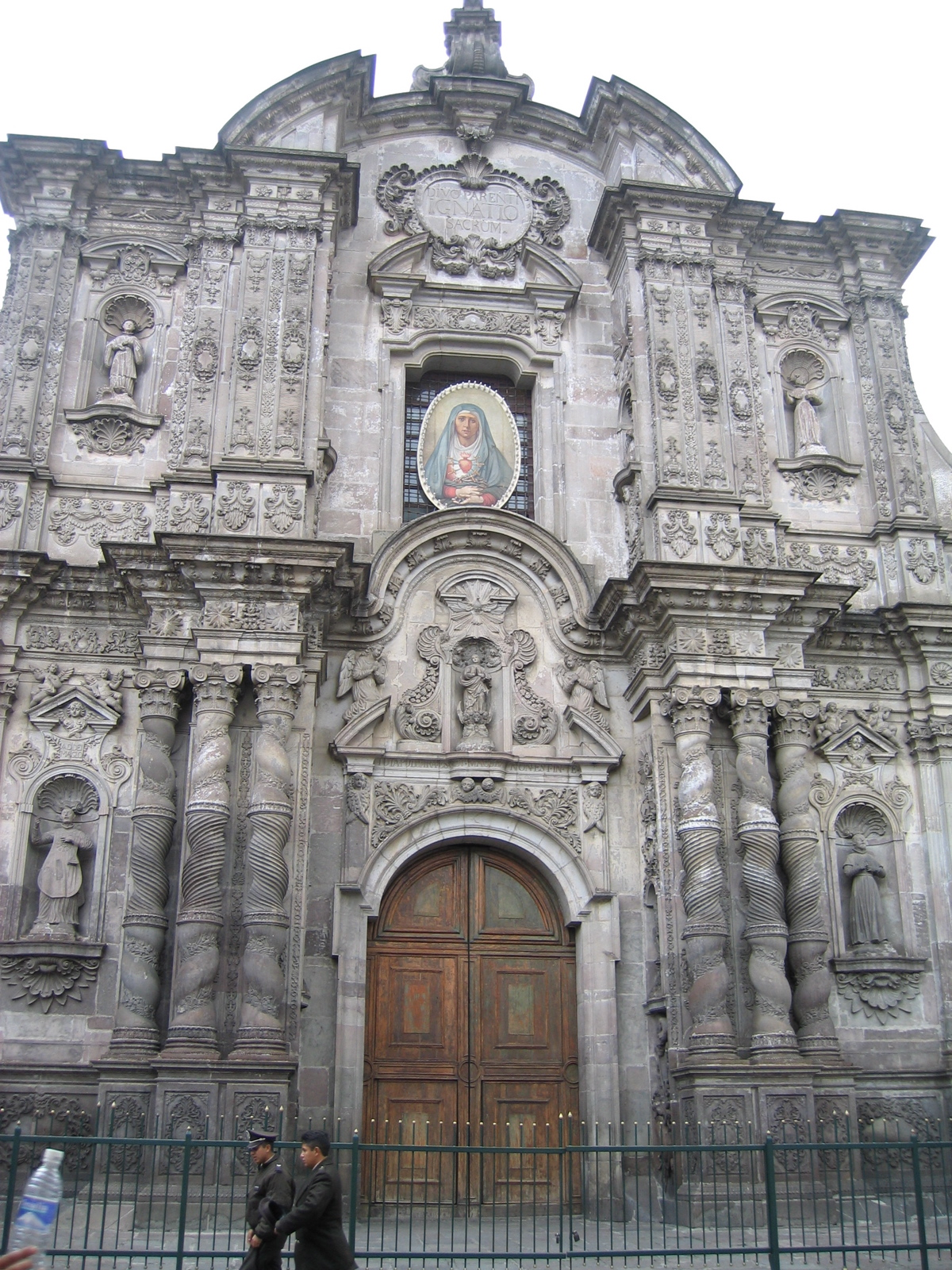
La Compañía-templom (1605) Quito, Ecuador

## Neoklasszikus
A neoklasszicizmus építményei kevésbé látványosra sikerültek Spanyolországban, mint a sokkal kifejezőbb barokk. A spanyol neoklasszicizmust az 1752-ben alapított San Fernando Királyi Képzőművészeti Akadémia terjesztette. 
Klasszicizáló a még 1785-ben megkezdett madridi Prado, Juan de Villanueva alkotása, s ugyancsak Madridban a Toledo-kapu, amelyen barokkos elemek is előfordulnak.
A neoklasszicizmus a csúcspontját Juan de Villanueva (1739–1811) Juan de Villanueva és tanítványai munkájában érte el.

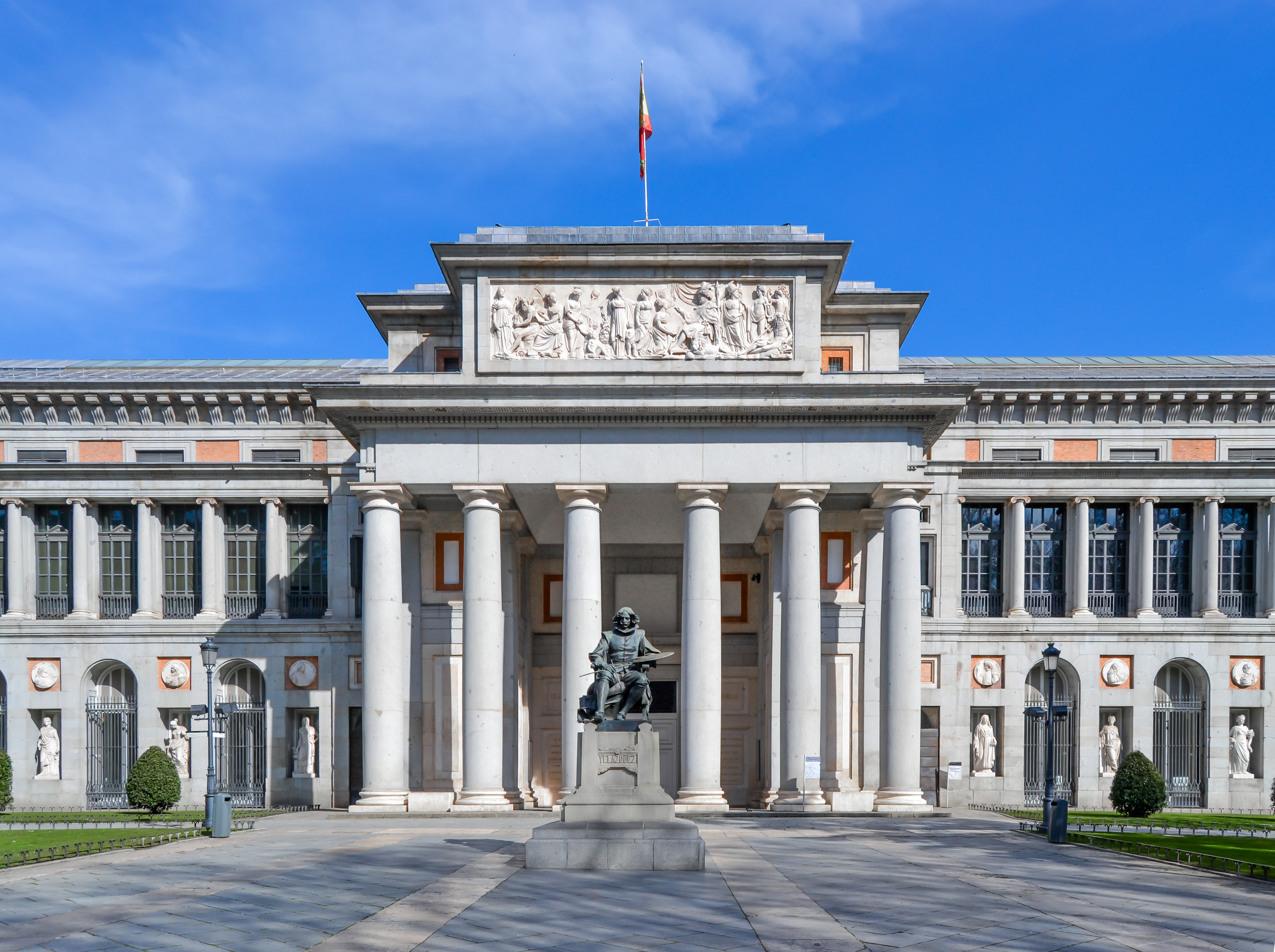
Prado Madridban
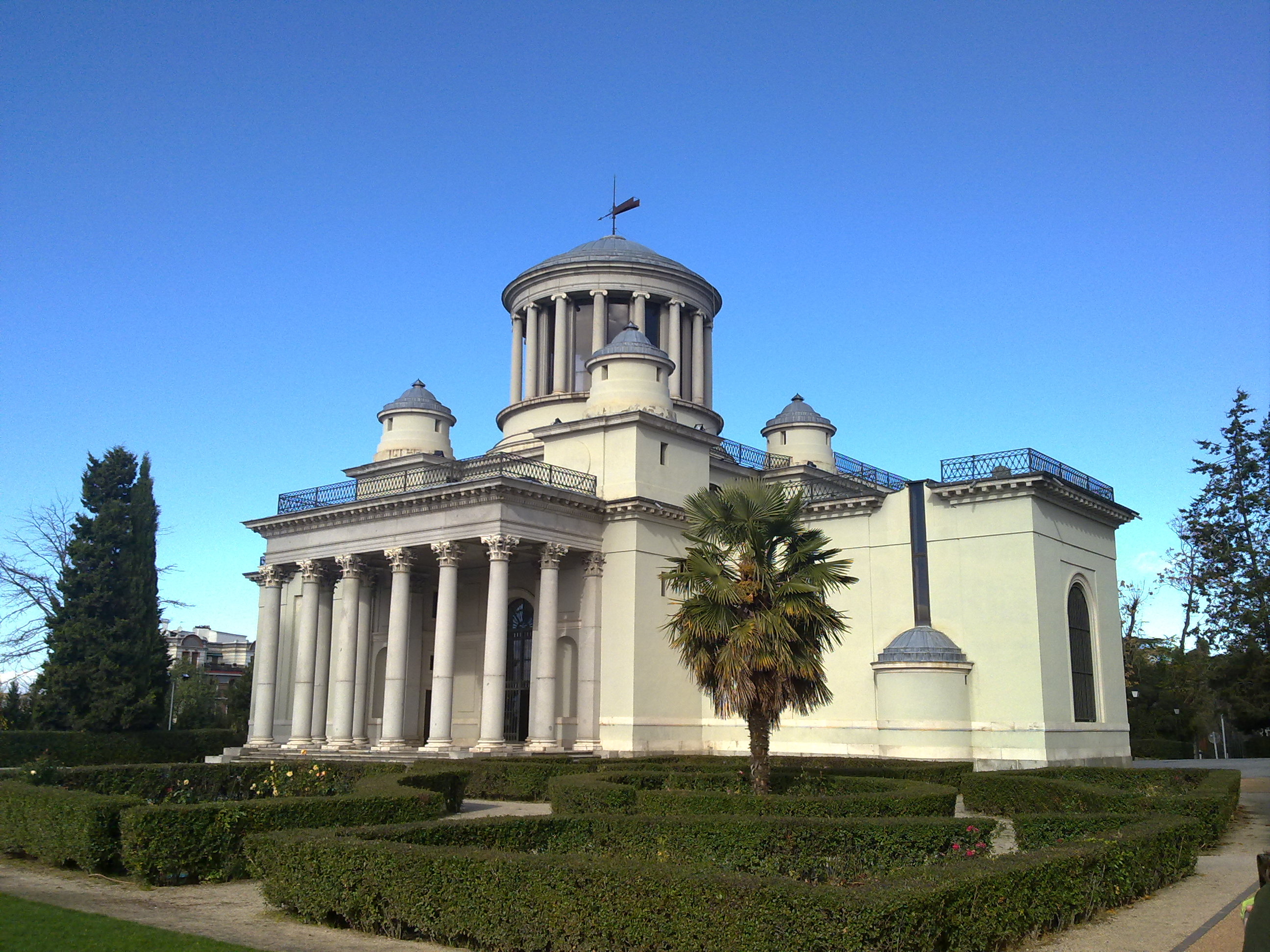
Observatorio Astronómico, Madrid
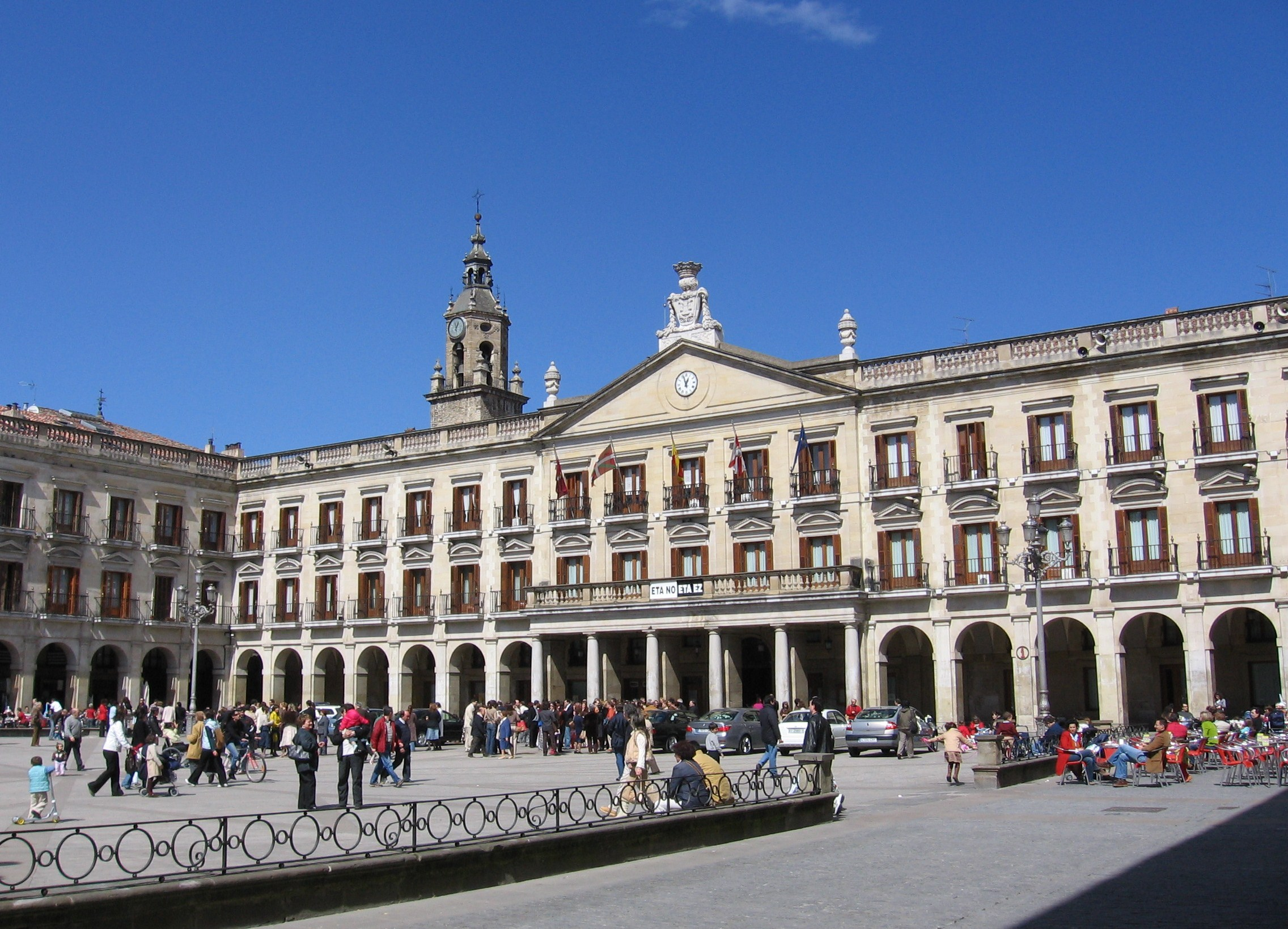
Plaza de España, Vitoria
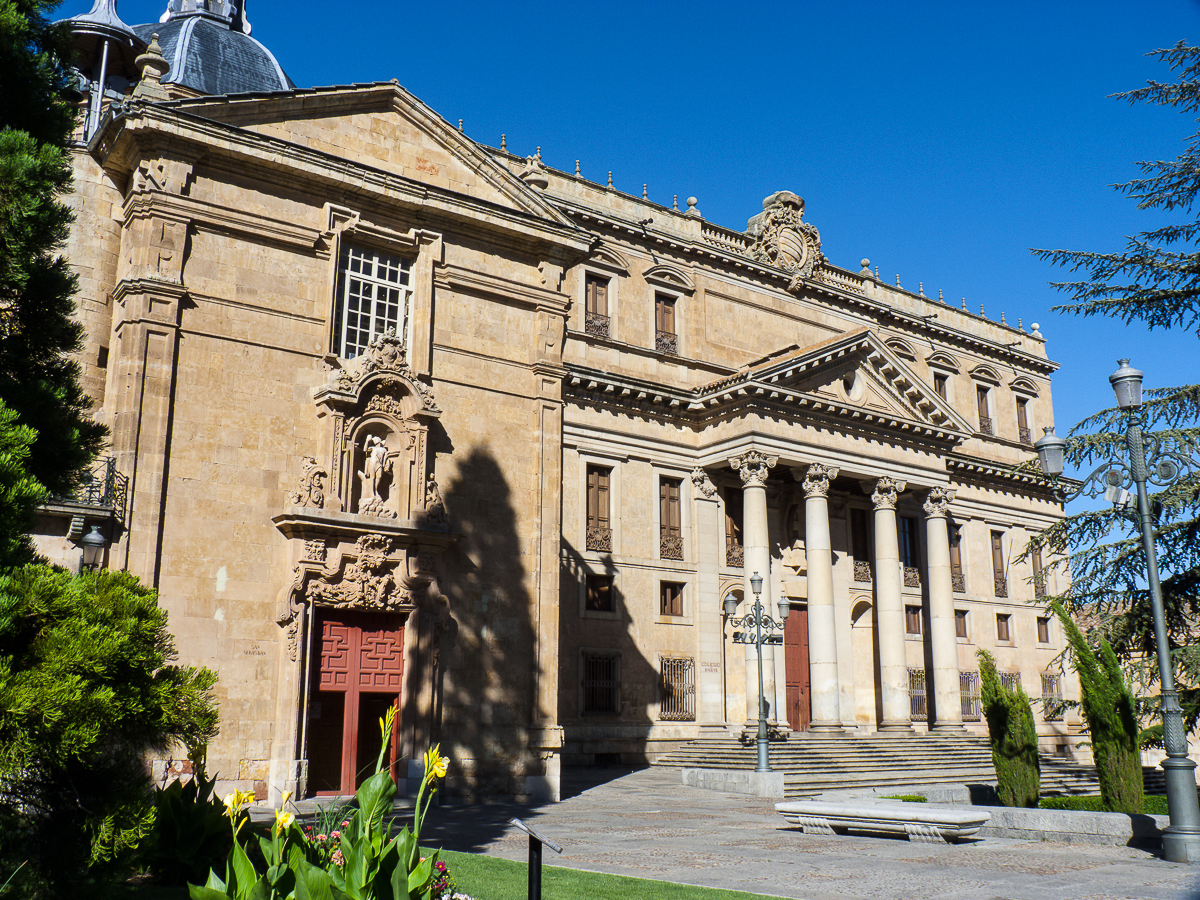
Colegio Mayor de San Bartolomé, Salamanca, 1760

## Gyarmati építészet
A spanyol gyarmati építészet a Spanyol Birodalomban épült spanyol építészet különféle stílusaira utal, kezdve Amerika 1492-es felfedezésével.
A spanyol gyarmati építészet stílusa dominált Amerika spanyol területein és a Fülöp-szigeteken is.
Az 1496-98-ban alapított Santo Domingo gyarmati települése az Újvilág legrégebbi nyugati városa, és egyik jó példája ennek a stílusnak.

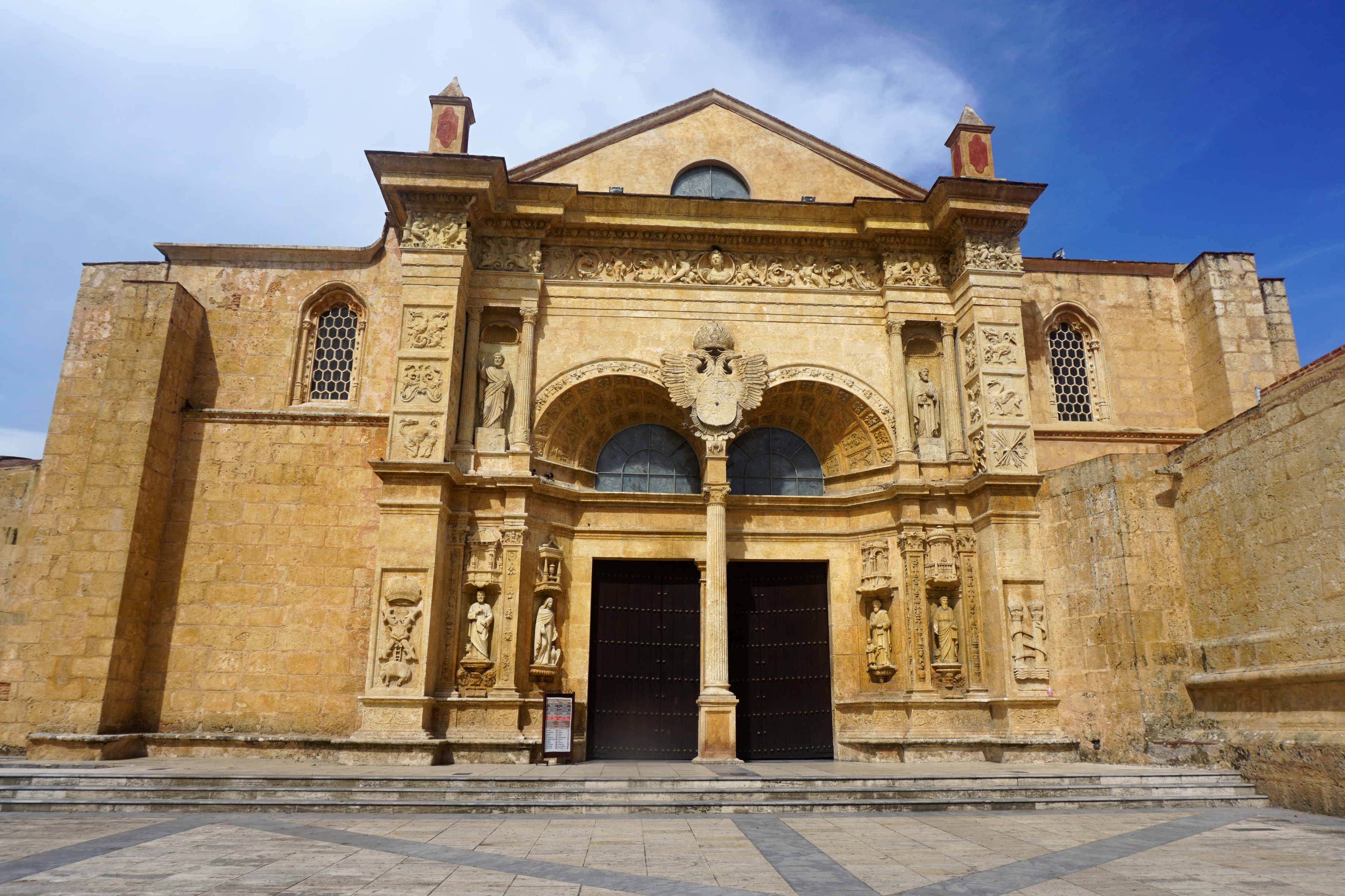
A Santo Domingo-i katedrális főhomlokzata
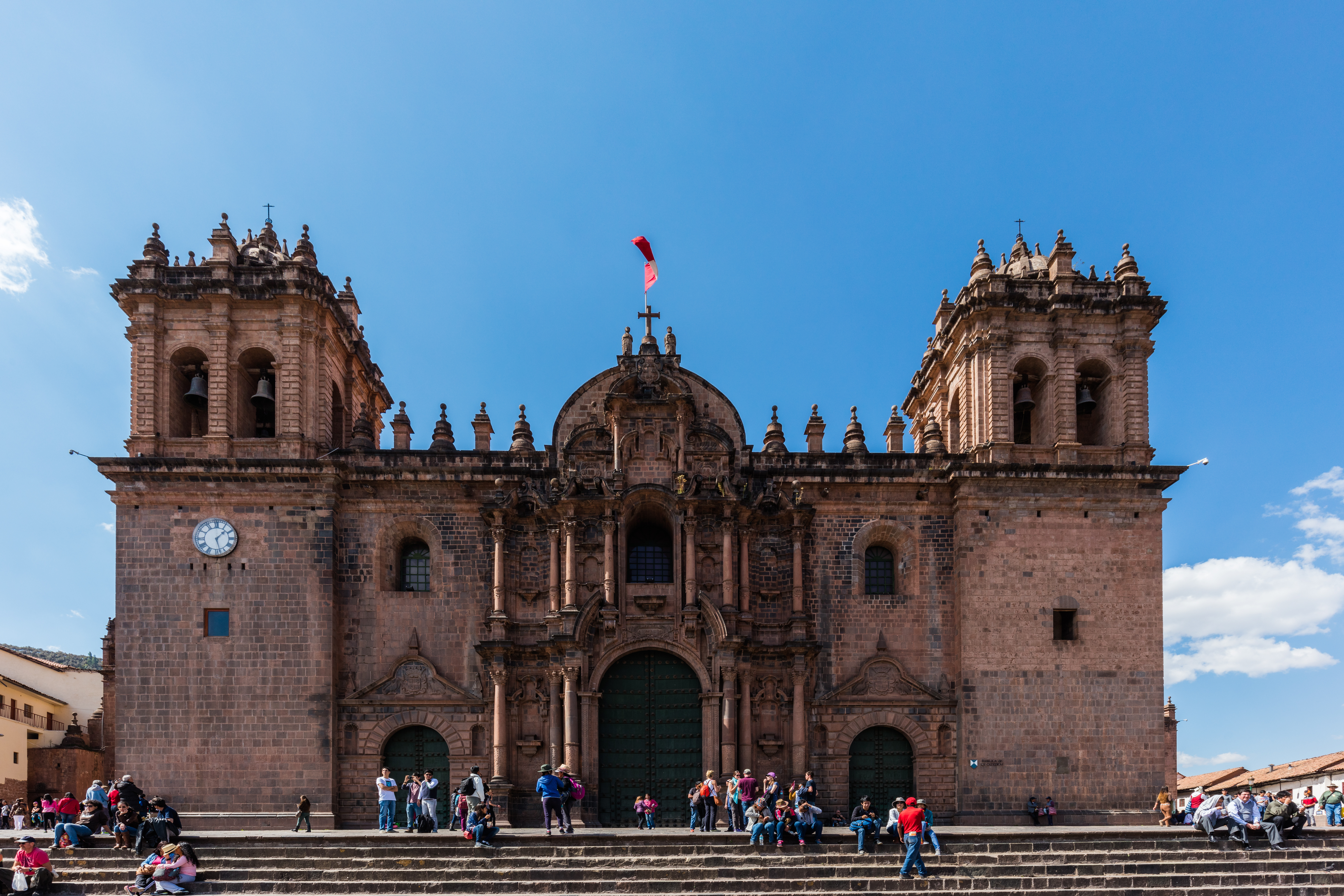
Cuzco székesegyházának főhomlokzata
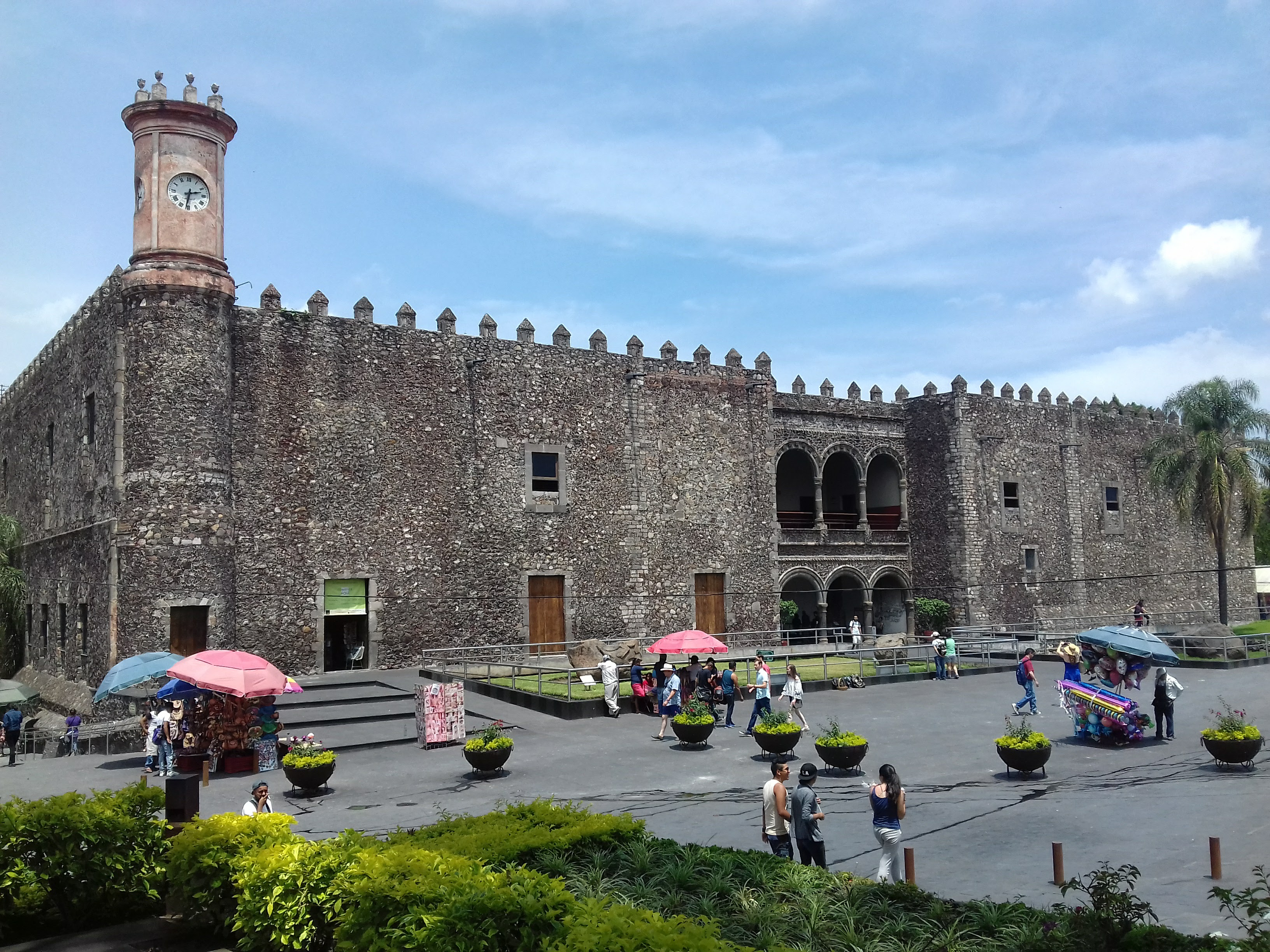
Cortes-palota Cuernavacában, Mexikóban
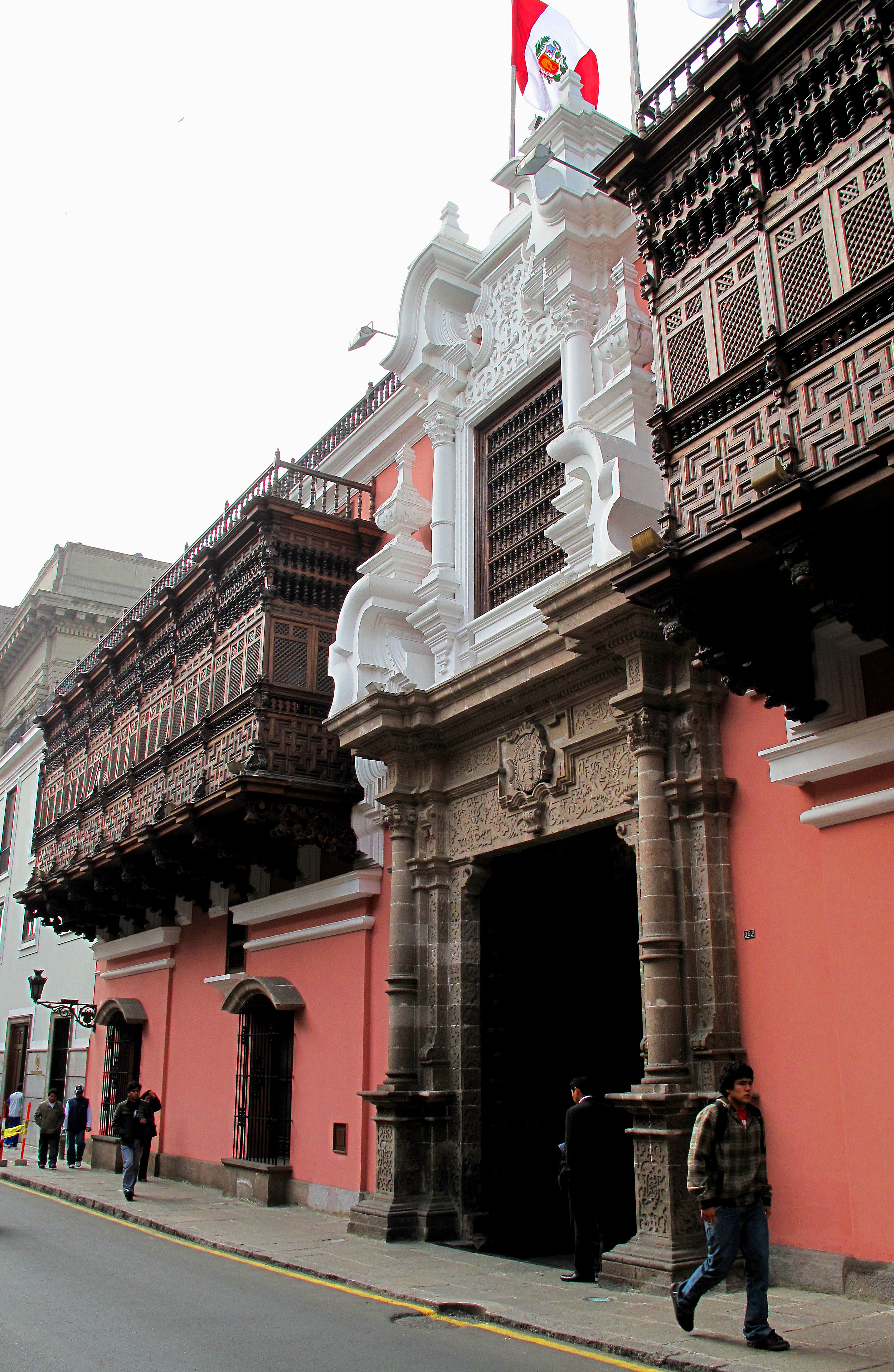
A Torre Tagle-palota erkélyei Limában, Peruban
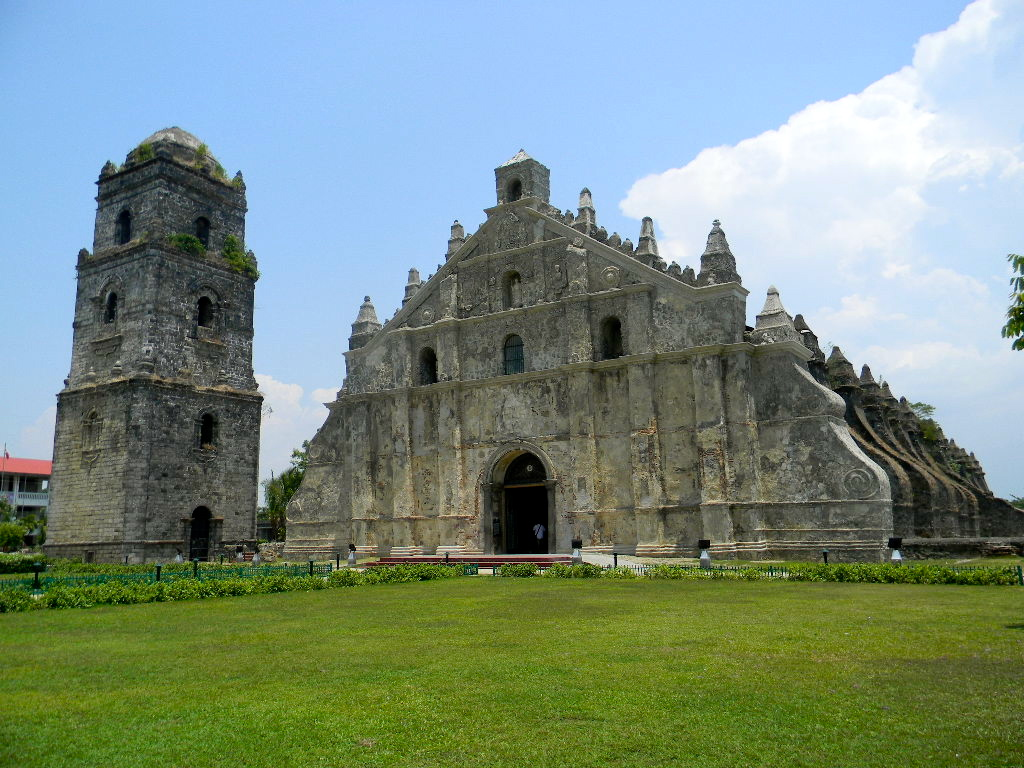
San Agustín-templom, Páoay (Fülöp-szk.)
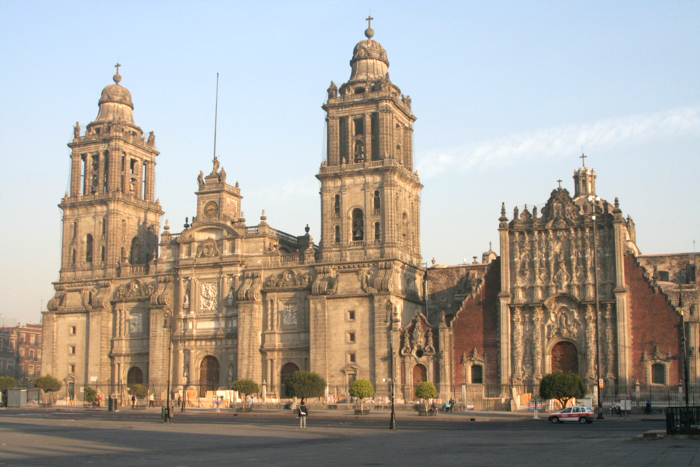
Mexikóvárosi katedrális
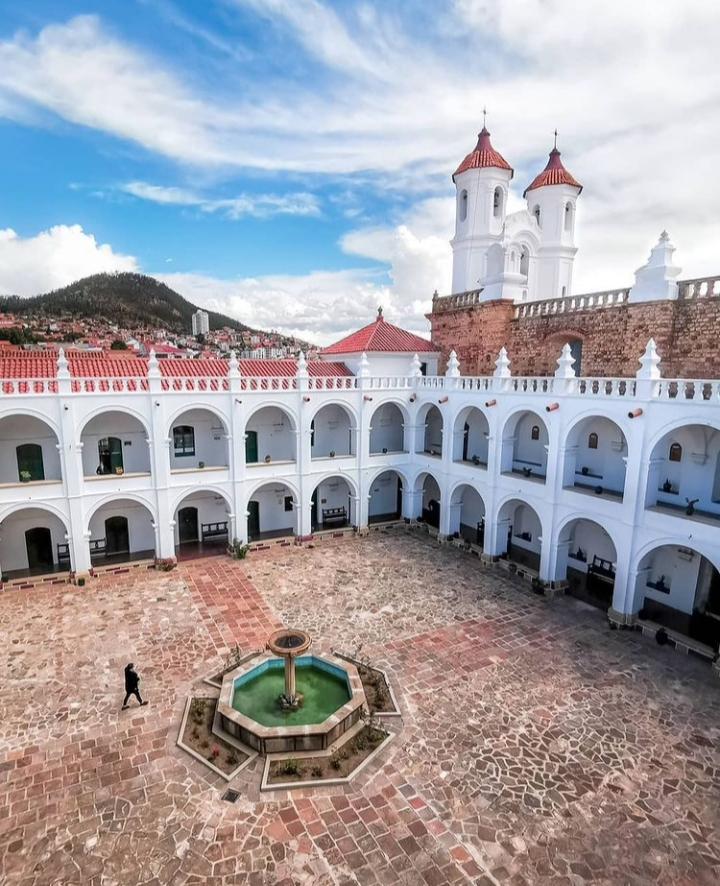
Convento de San Felipe de Neri (Sucre, Bolívia)

## Modern építészet
A 19. századbeli spanyol építészet részint a klasszicizmus szellemében, részint a francia neoreneszánsz hatása alatt fejlődött.

### Eklektika és regionalizmus
A 19. század második felében a neostílusok uralták a színteret Európában és így történt Spanyolországban is. Az építészek arra összpontosítottak, hogy melyik a leginkább megfelelő történelmi stílus. A neoklasszicizmus megnyitotta a kapukat a neobizánci, neogótikus, neoreneszánsz, neobarokk, neomudéjar stb. stílusok előtt.
Ez egy sajátos új stílushoz is vezetett, amely több régi stílus keverékéből állt ugyanabban a konstrukcióban: az eklektika. 
A 20. század első felében az építészeti mozgalmak újabb hulláma jelent meg, főként az 1929-es sevillai Iberoamerikai Kiállítás után: a regionalizmus. Ekkor a különböző regionális népi építészet jellemzői vették a főszerepet.

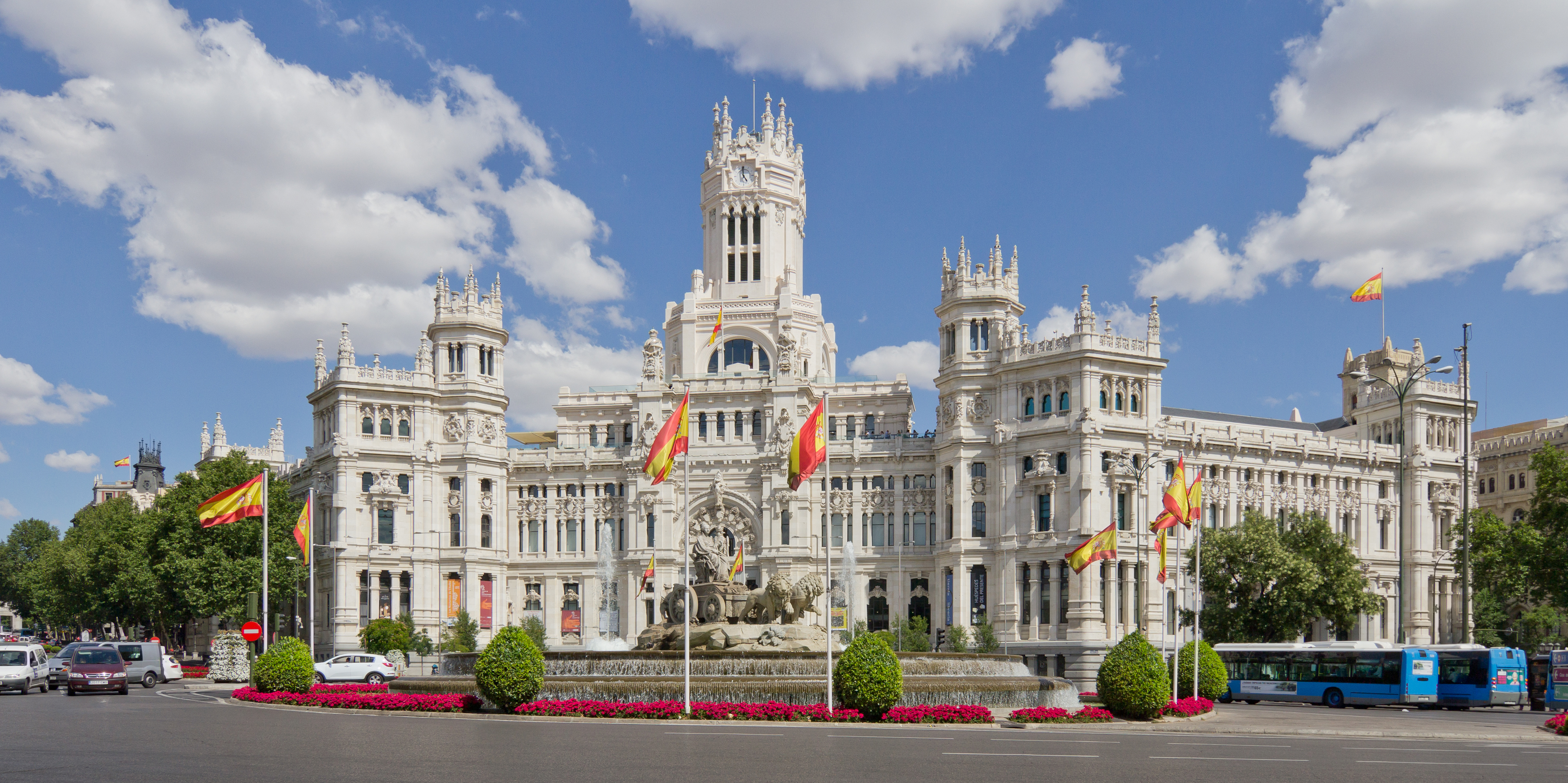
A kommunikációs palota Madridban
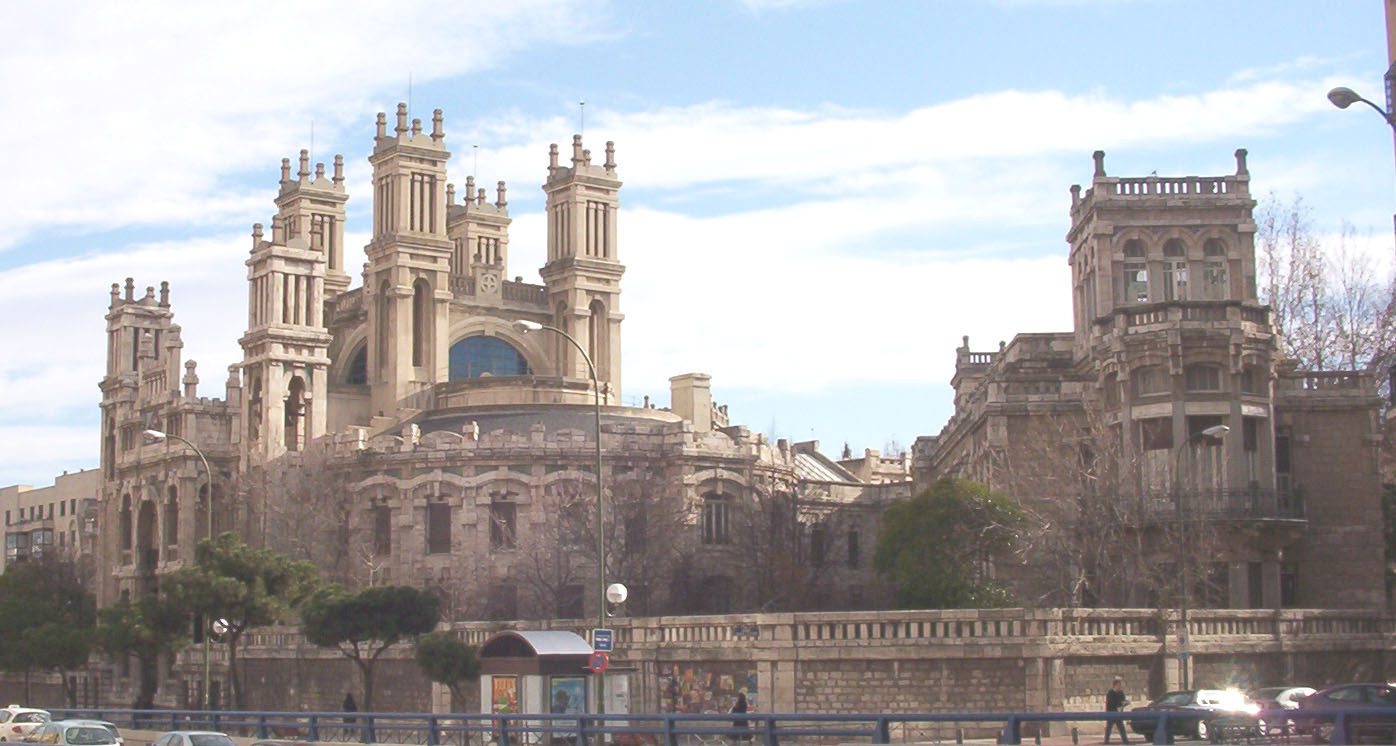
Maudes Kórház Madridban
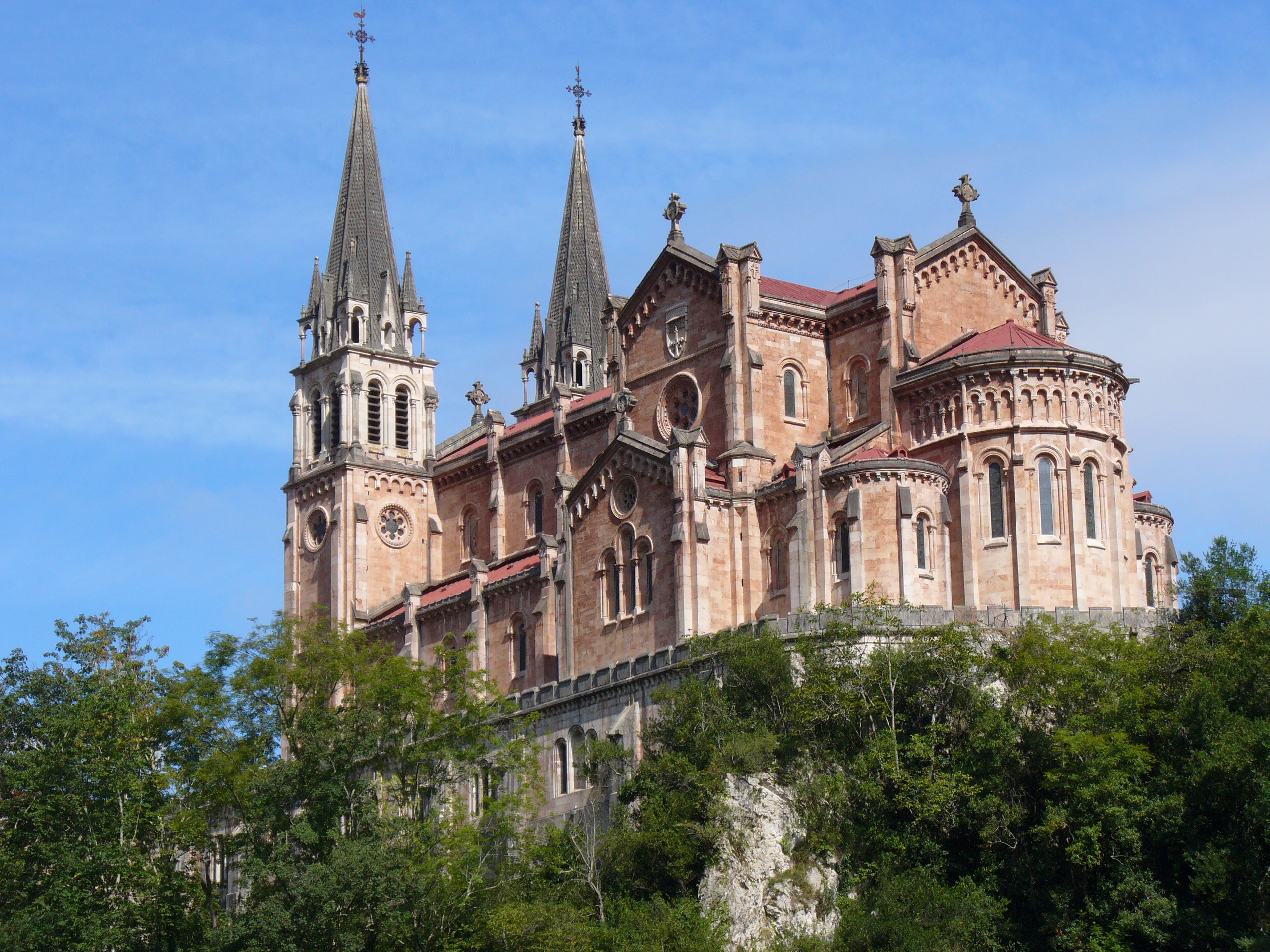
Basílica de Santa María la Real (Covadonga), 1901, neoromán

### Neomudéjar
A 19. század végén egy új építészeti mozgalom jelent meg Madridban a mudéjar építészet újjáélesztéseként. A neomudéjar hamarosan átterjedt az ország más régióira is. Az ókori stílus egyes jellegzetességeit, patkóíveket és az absztrakt formájú tégla-ornamentumot a homlokzatokon felhasználva kezdtek el épületeket készíteni. Népszerű stílus lett a köztéri építményeknél, de a lakásépítéseknél is.
A neomudéjart gyakran kombinálták neogótikus elemekkel.
Neoudéjar formákban épült a madridi bikaviadal-aréna (Plaza de Toros, Ayusoés Capratervei szerint), s a toledói pályaudvar.

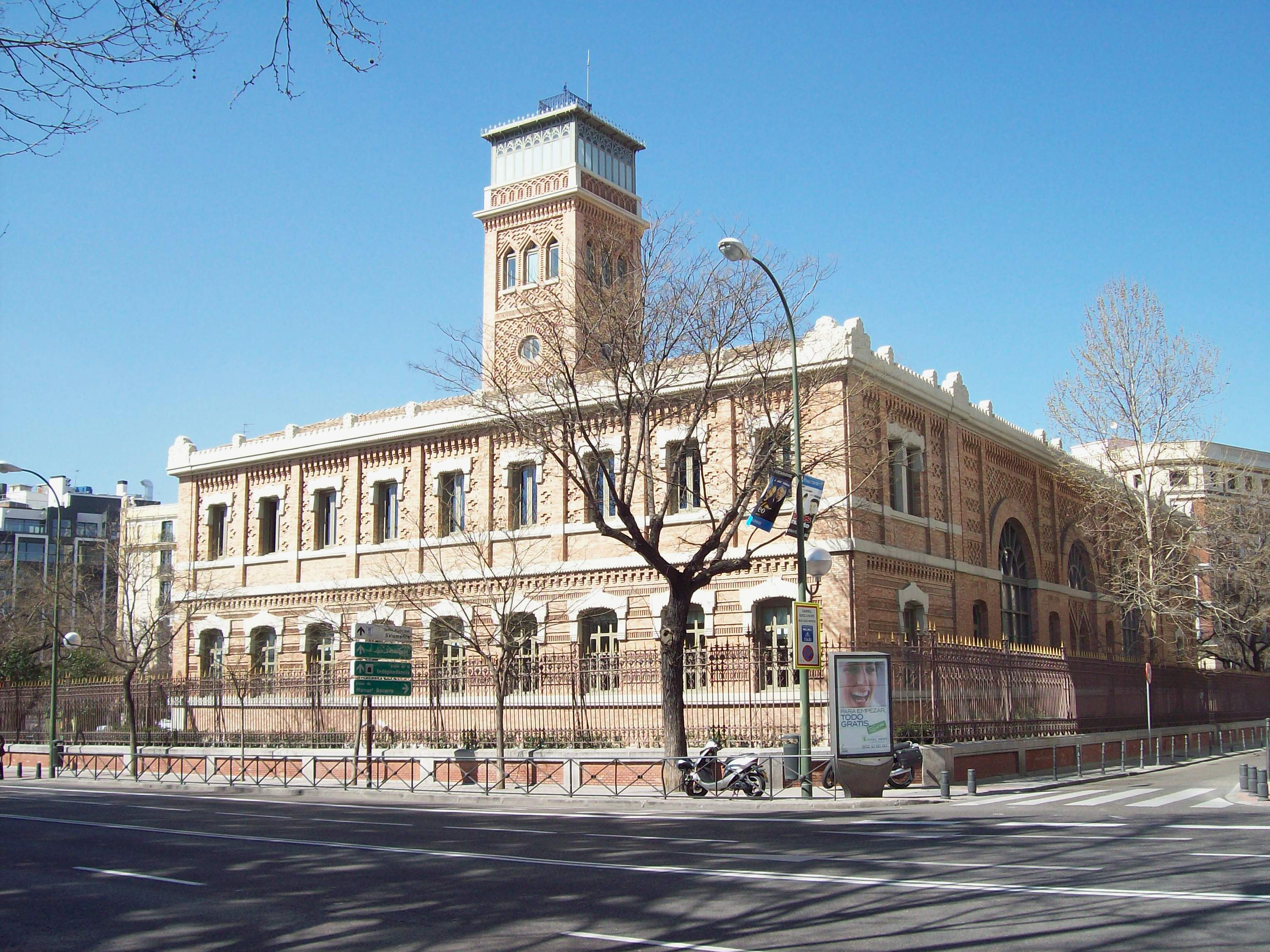
A neomudéjar Aguirre Iskola (ma Casa Árabe) Madridban
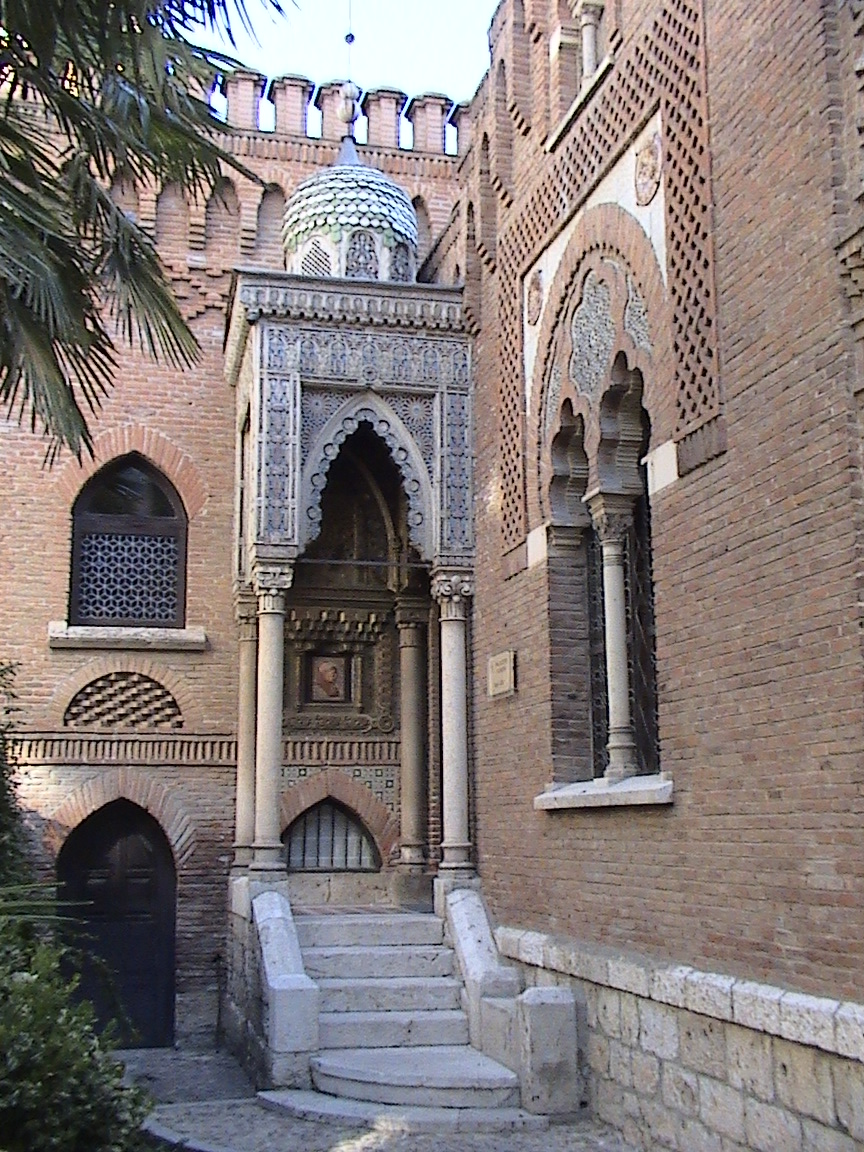
Palacio Laredo, Alcalá de Henares, 1884
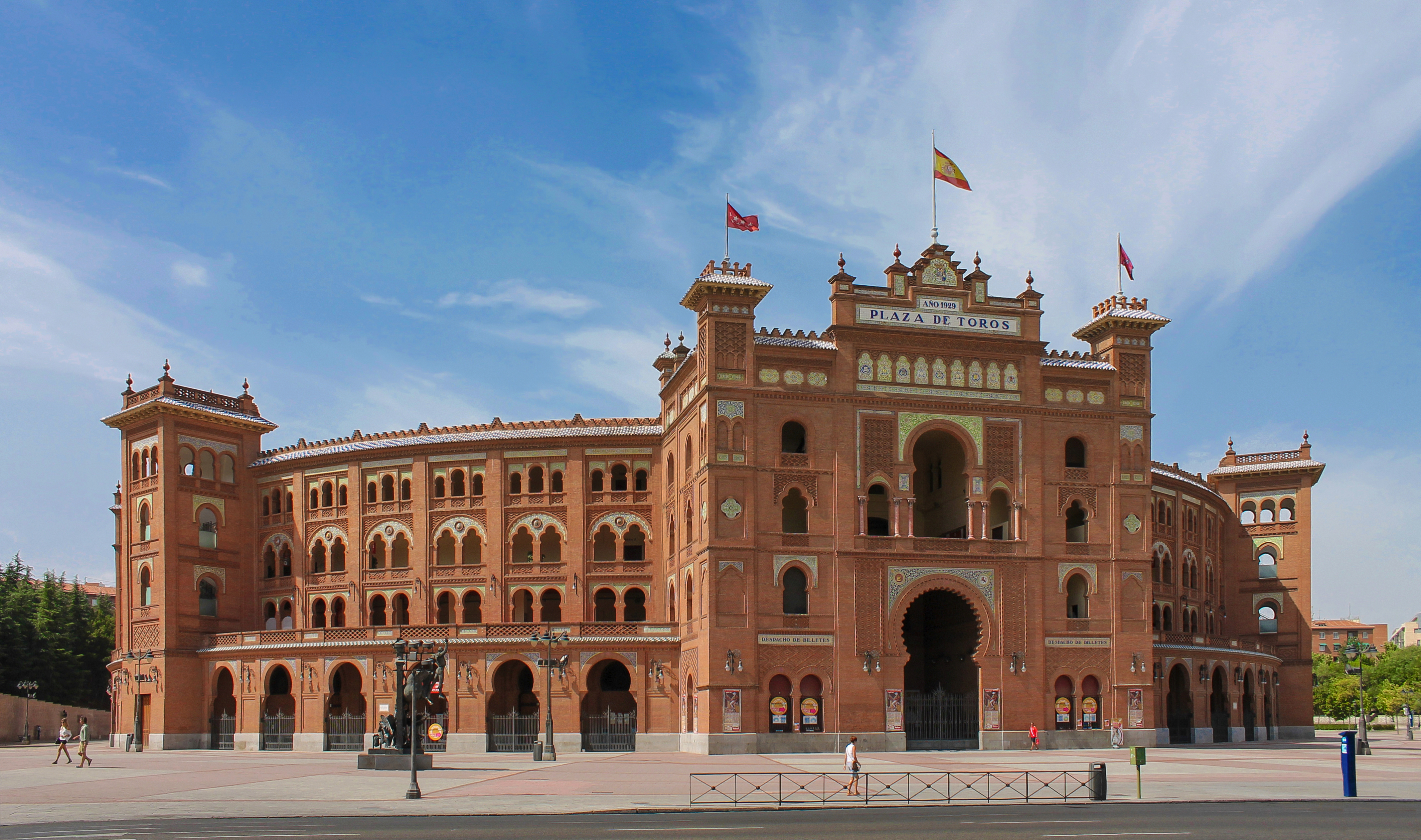
A madridi bikaviadal arénája
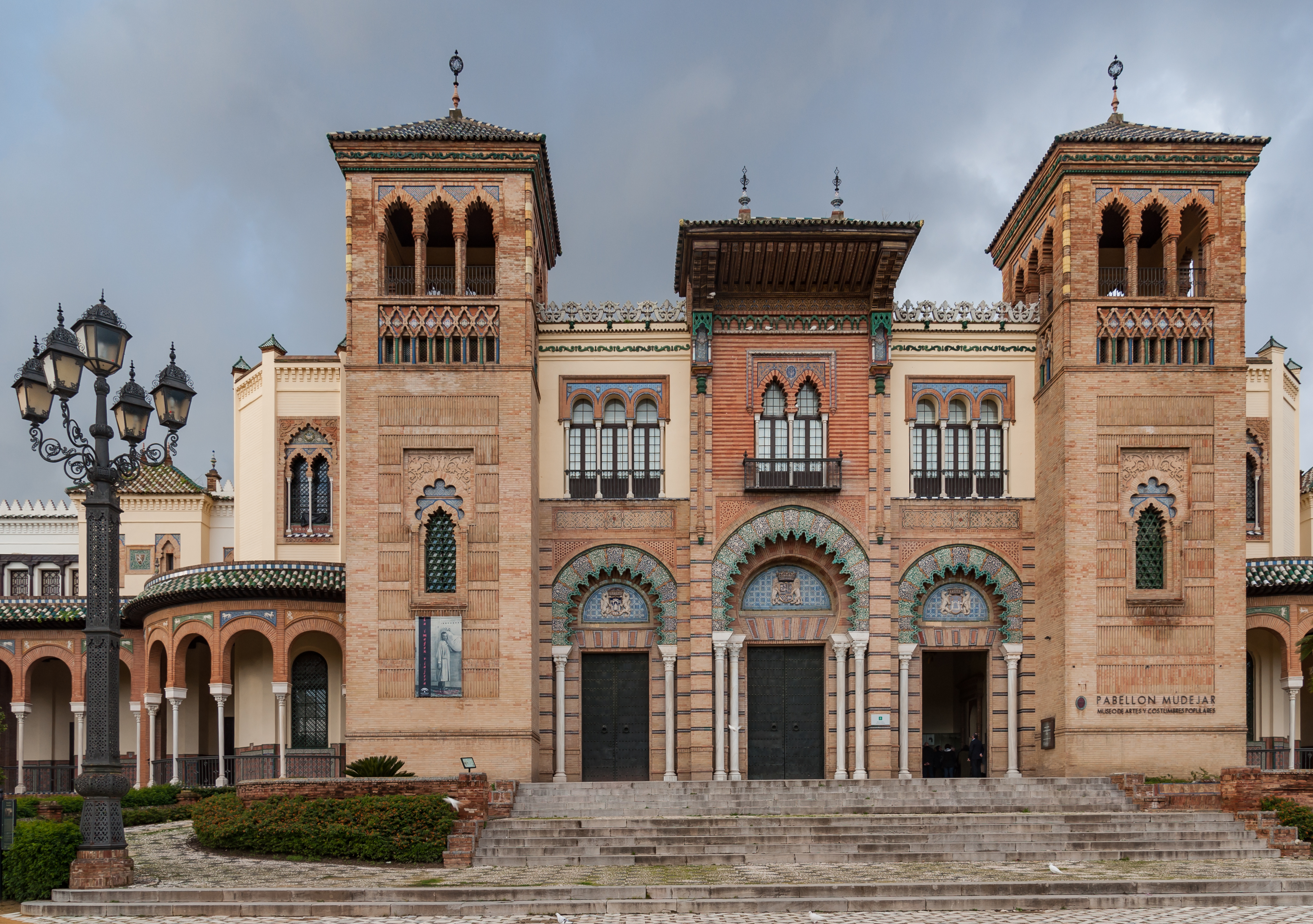
Mudéjar Pavilon, Művészeti és Hagyományok Múzeuma, Sevilla, 1914

### Üveg és vas építészet
A 19. századi vas és üveg tömeggyártása  új ötleteket adott az építészeknek az épületek tervezéséhez. 1851-ben a londoni „kristálypalota” megnyitása lerakta az alapjait az újfajta építkezésnek. Évtizedekkel később rendezték meg a barcelonai világkiállítást (1888), amely ezt a mozgalmat olyan alkotásokkal népszerűsítette Barcelona városában, mint a Kolumbus-emlékmű, az Umbráculo vagy a Hivernáculo. Az új építési formának azonban a legfigyelemreméltóbb példái a Borne piac épülete (1876) vagy a San Antonio piac (1882) Barcelonában, a Retiro Kristálypalota (1887) és az Arganzuela Kristálypalota (1924) Madridban.

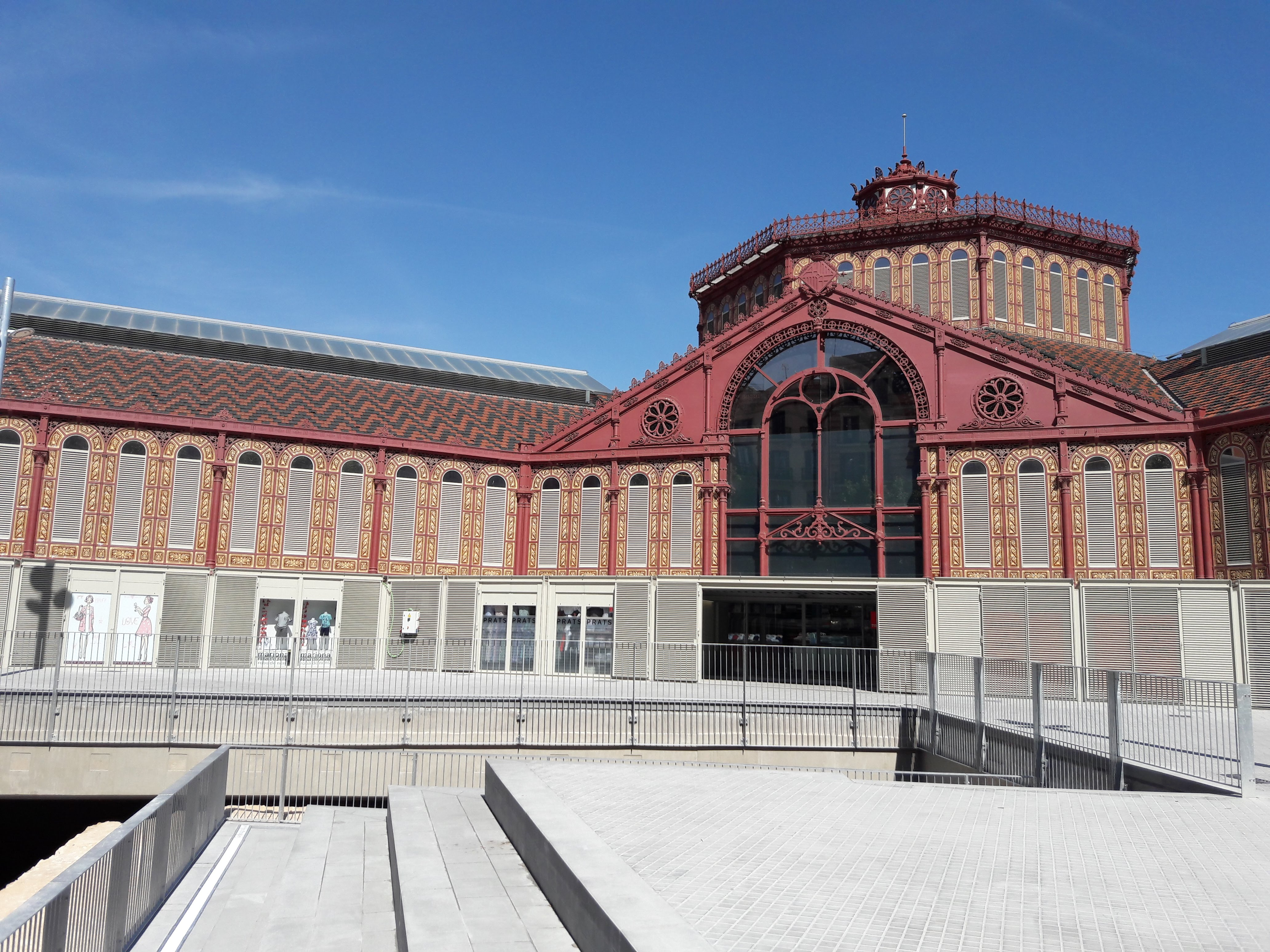
San Antonio piac épülete
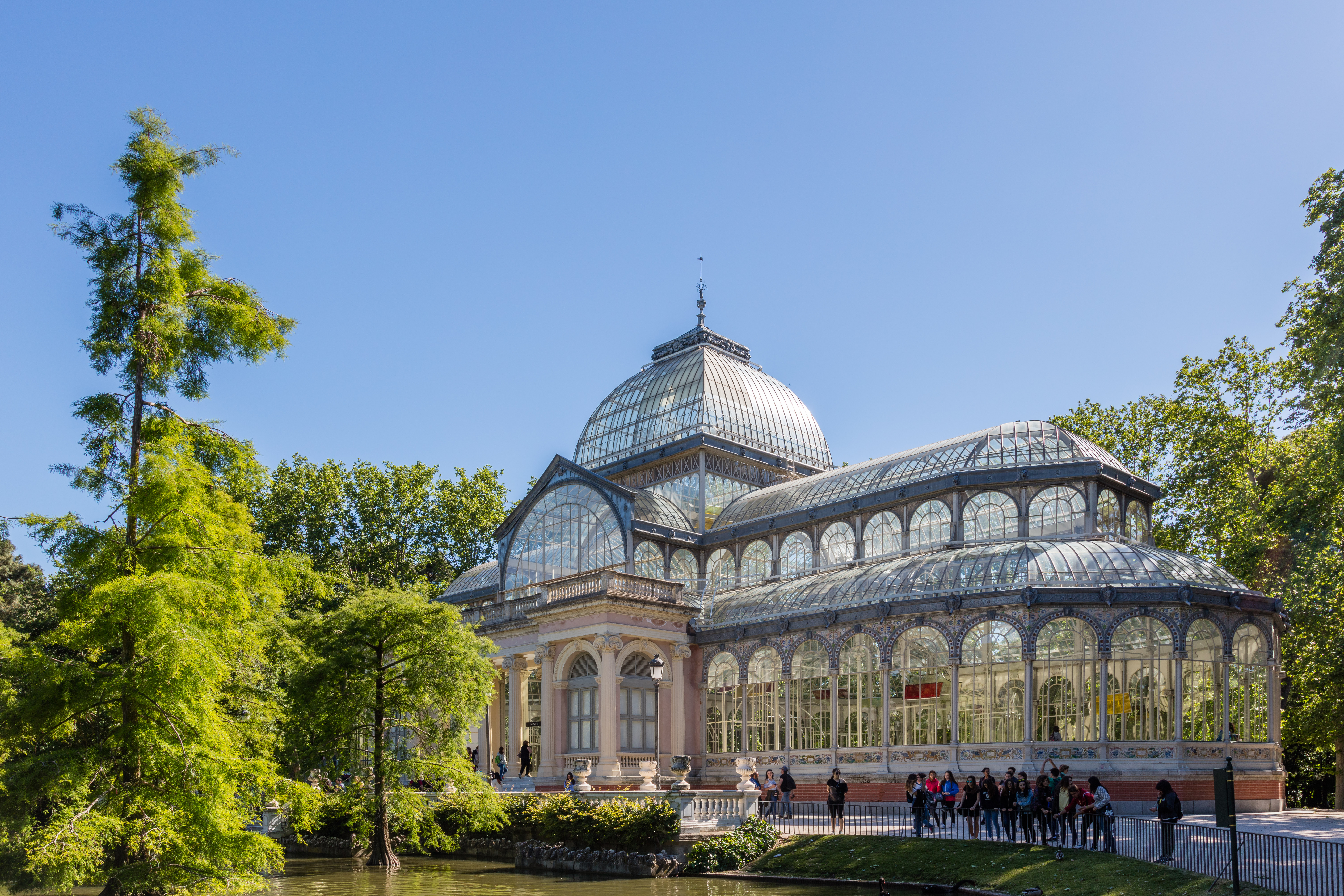
Retiro Kristálypalota, Madrid
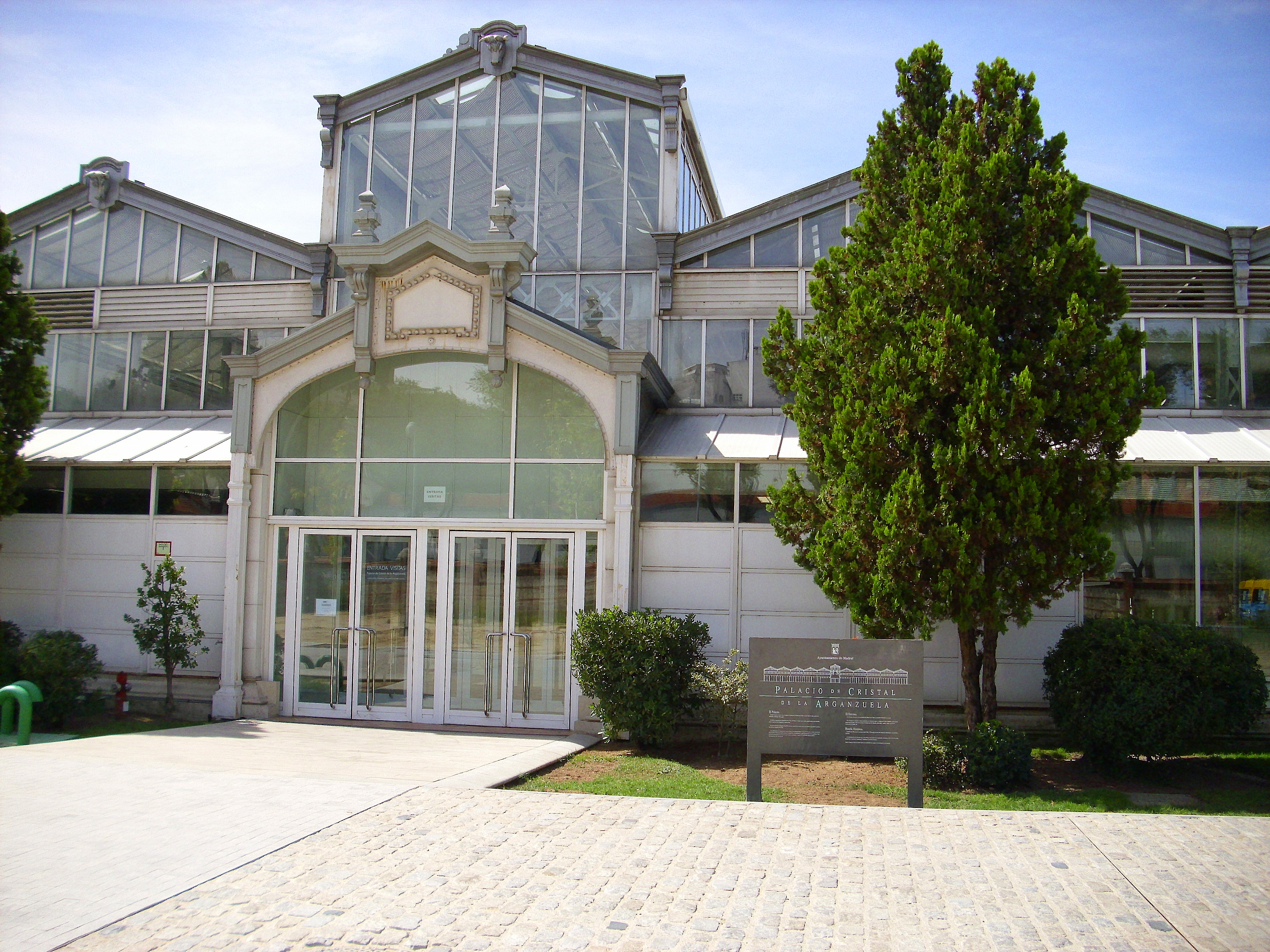
Arganzuela Kristálypalota, Madrid

## 20. század

### Katalán modernizmus
Sajátságos hajtása a modern spanyol építészetnek Barcelonában és vidékén kifejlődött, erősen dekoratív és festői neokatalán stílus.
A modernizmus szakított a múlt stílusaival, és az organikus formákat használta inspirációként ugyanúgy, mint a párhuzamos szecessziós és jugendstil mozgalmak Európa többi részén. Nagy mesterei közül a leghíresebb Antoni Gaudí, akinek munkái Barcelonában, de Katalónia más részein, továbbá León és Kantábria területén is elterjedtek , a hagyományos építészeti stílusokat az újjal keverve, a modern építészet előfutára volt. 
Fő műve a gótikus alapgondolatú, de szabad és fantasztikus felfogású Sagrada Família-templom Barcelonában, amely mindmáig befejezetlen; lakóházai közül a nyugtalan és bizarr barcelonai Casa Milá. Egyéb fő művei: a Güell-palota, a Güell-kripta, a Casa Vicens, a Casa Batlló.
A korszak további jelentős katalán építészei közé tartozik Lluís Domènech i Montaner és Josep Puig i Cadafalch, bár a modernizmushoz való megközelítésük jórészt inkább a neogótikus formákhoz kötődött.

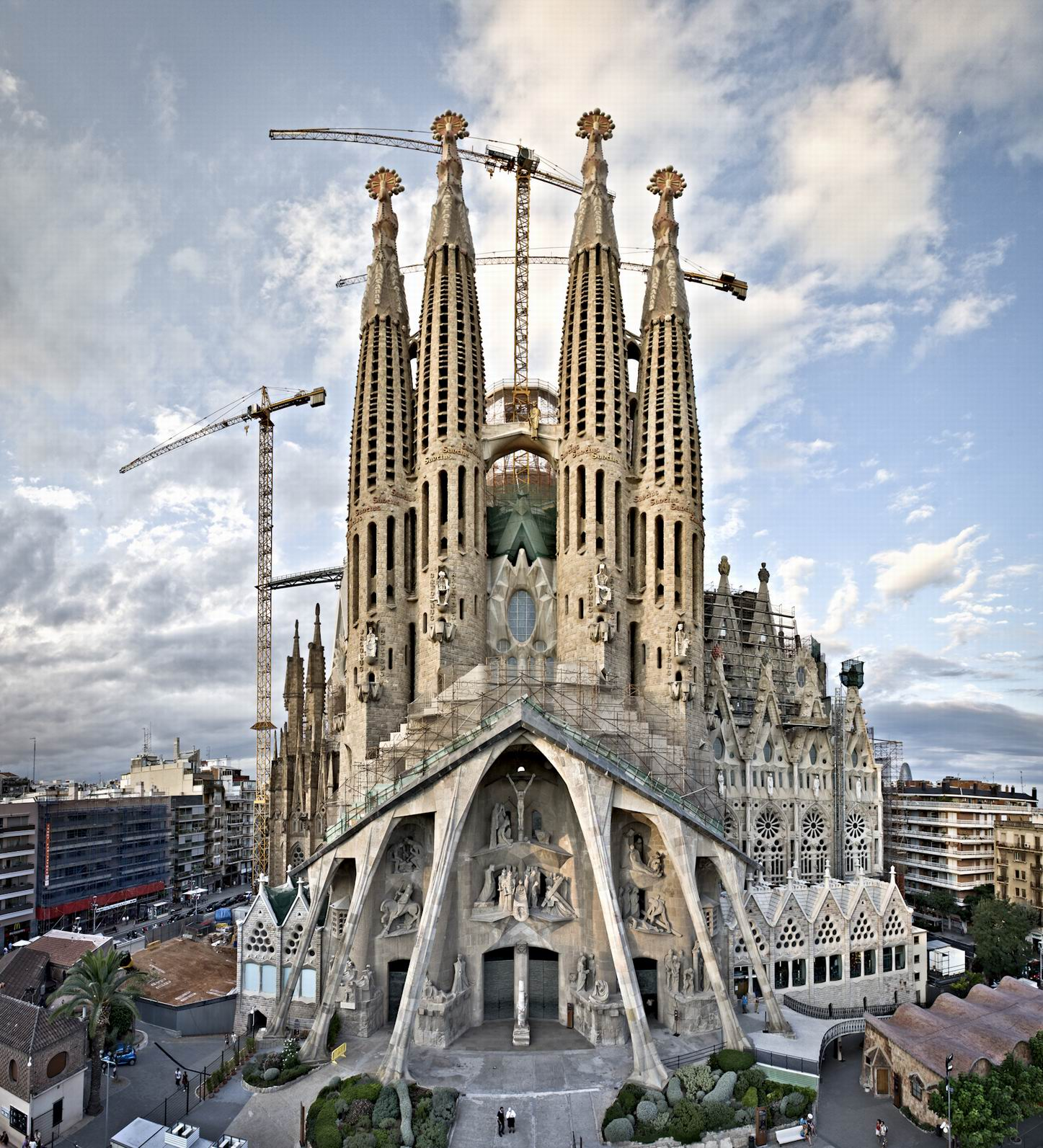
Sagrada Família-templom Barcelonában
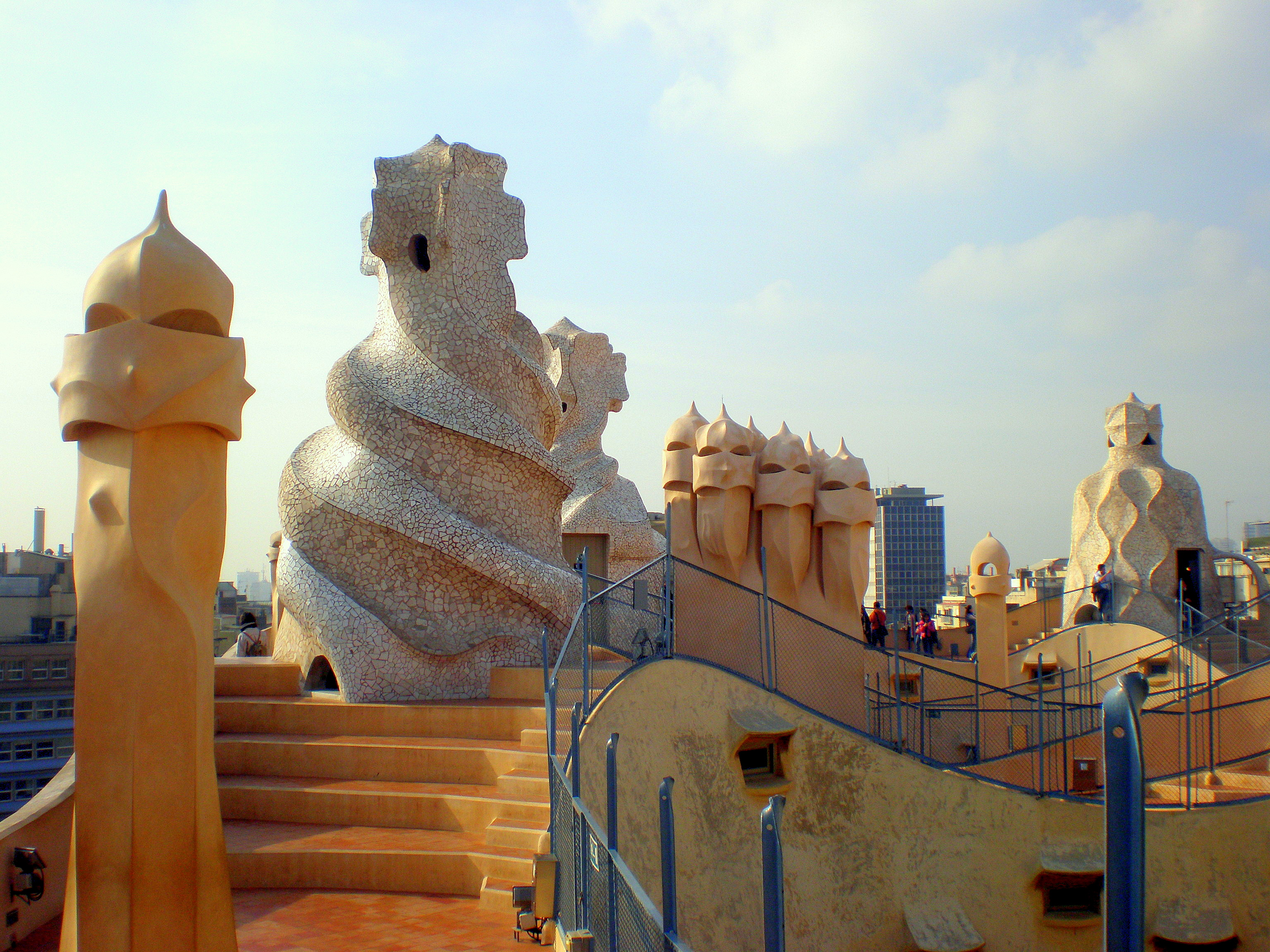
Casa Milà, Antoni Gaudí
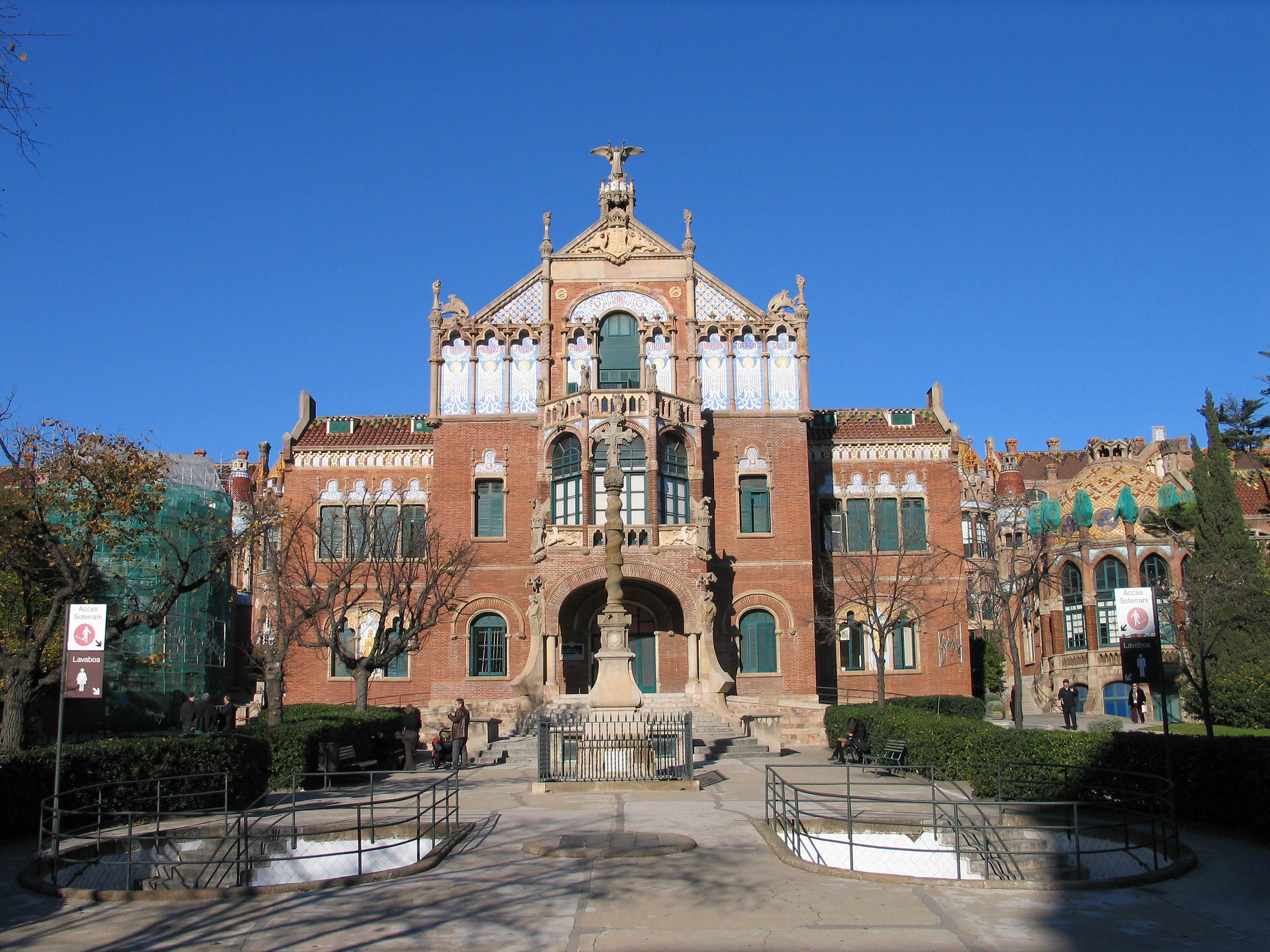
Hospital de San Pablo, Barcelona, Lluís Domènech i Montaner

### Kortárs építészet
A 20. századi spanyol építészek jelentős része már a legújabb európai és nemzetközi építészet szellemében dolgozott.
A 20. századi kortárs építészet kiemelkedő épületei: Barcelonában a Barcelona Pavilion, Tenerifén a Auditorio de Tenerife, Valenciában a Művészetek Városa, Bilbaóban a Guggenheim Múzeum.

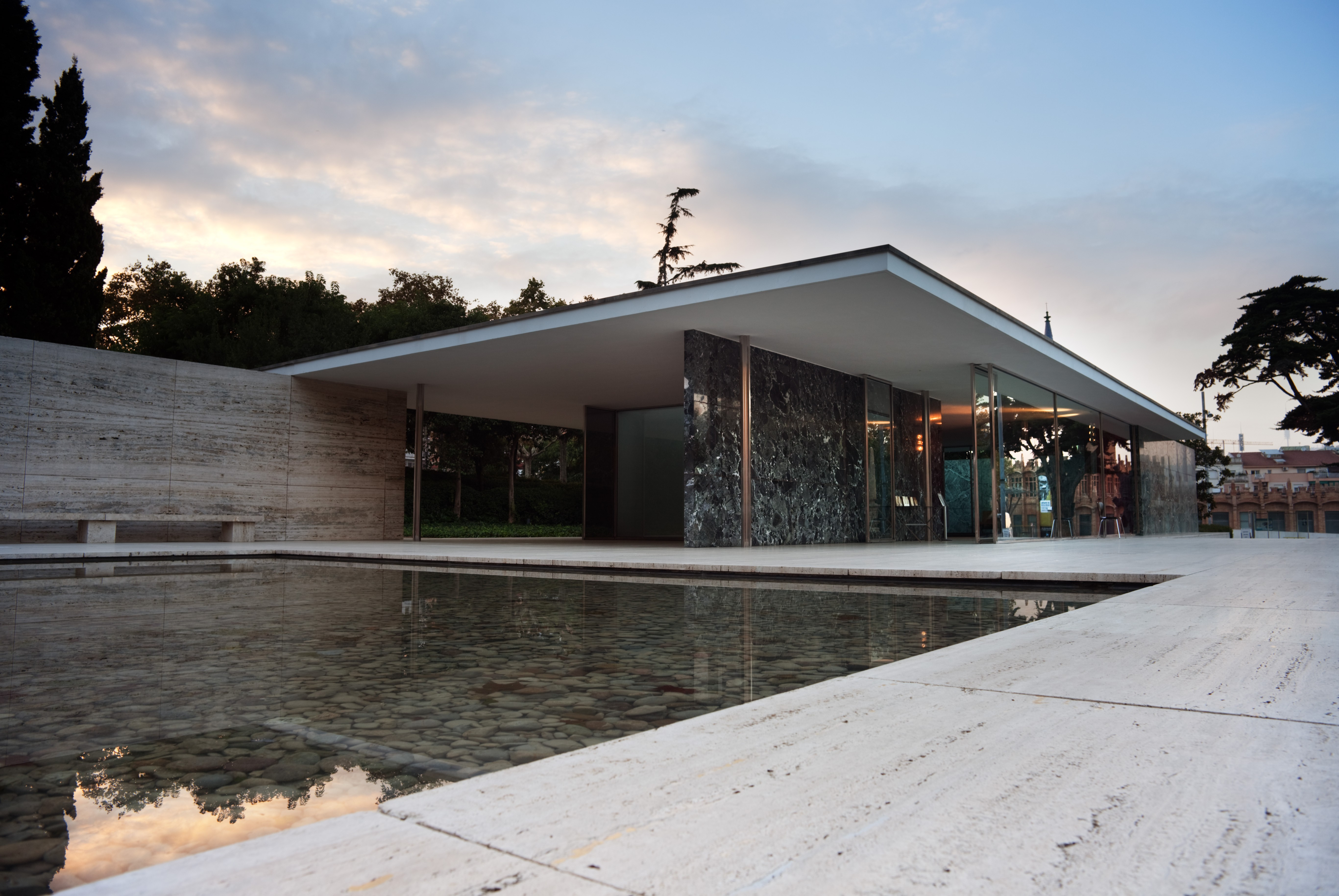
Barcelona Pavilion
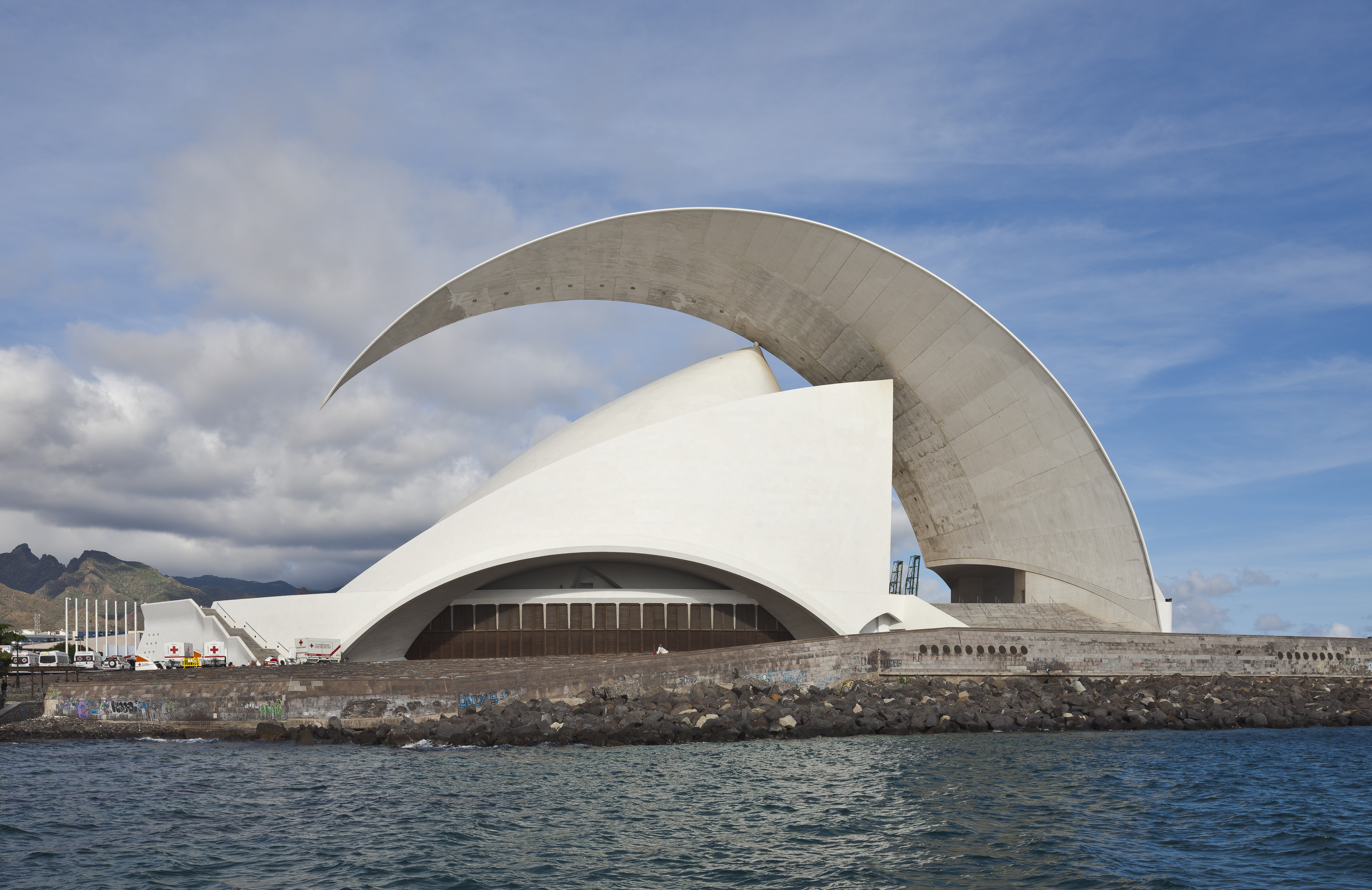
Auditorio de Tenerife
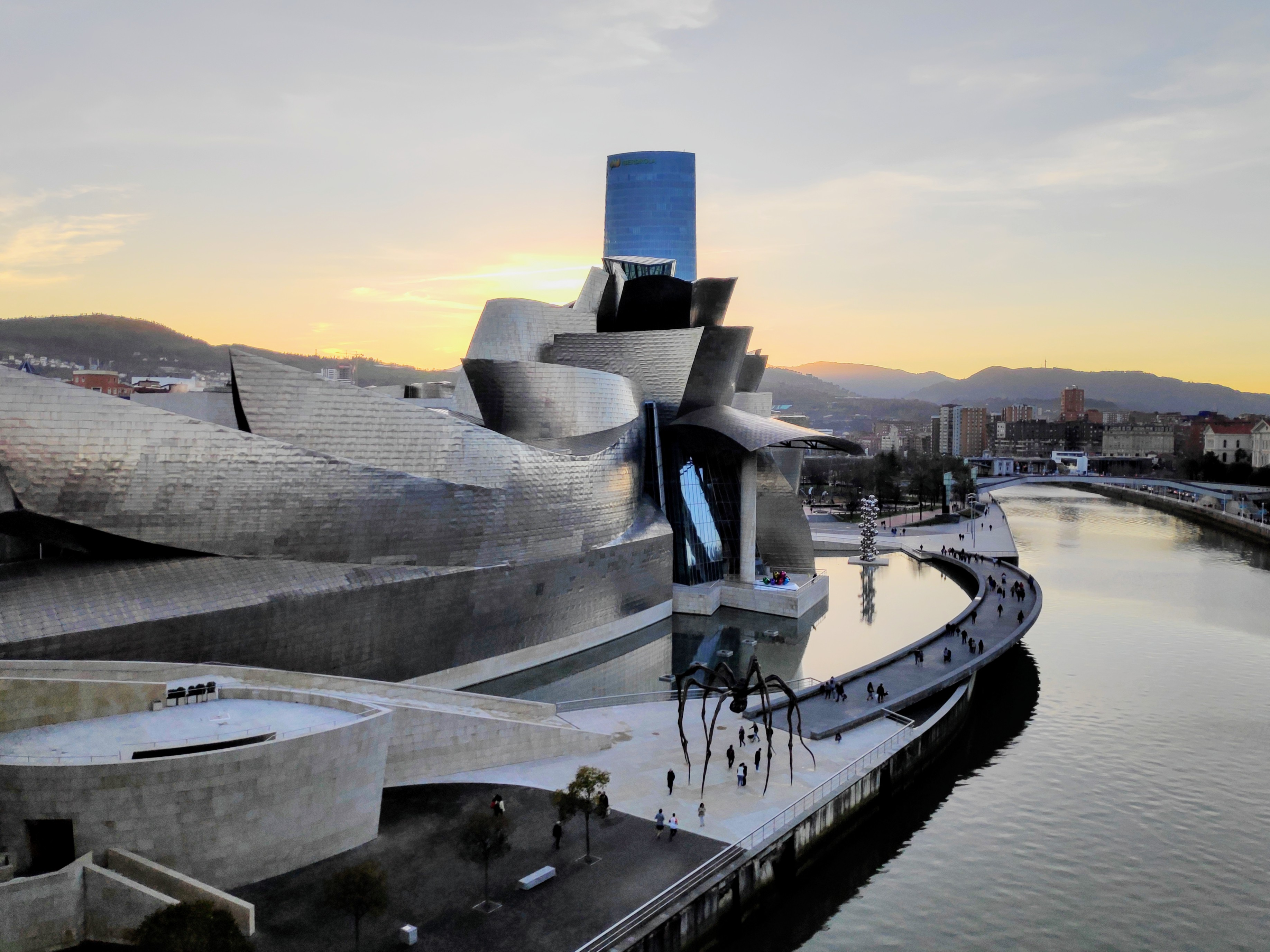
Guggenheim Múzeum
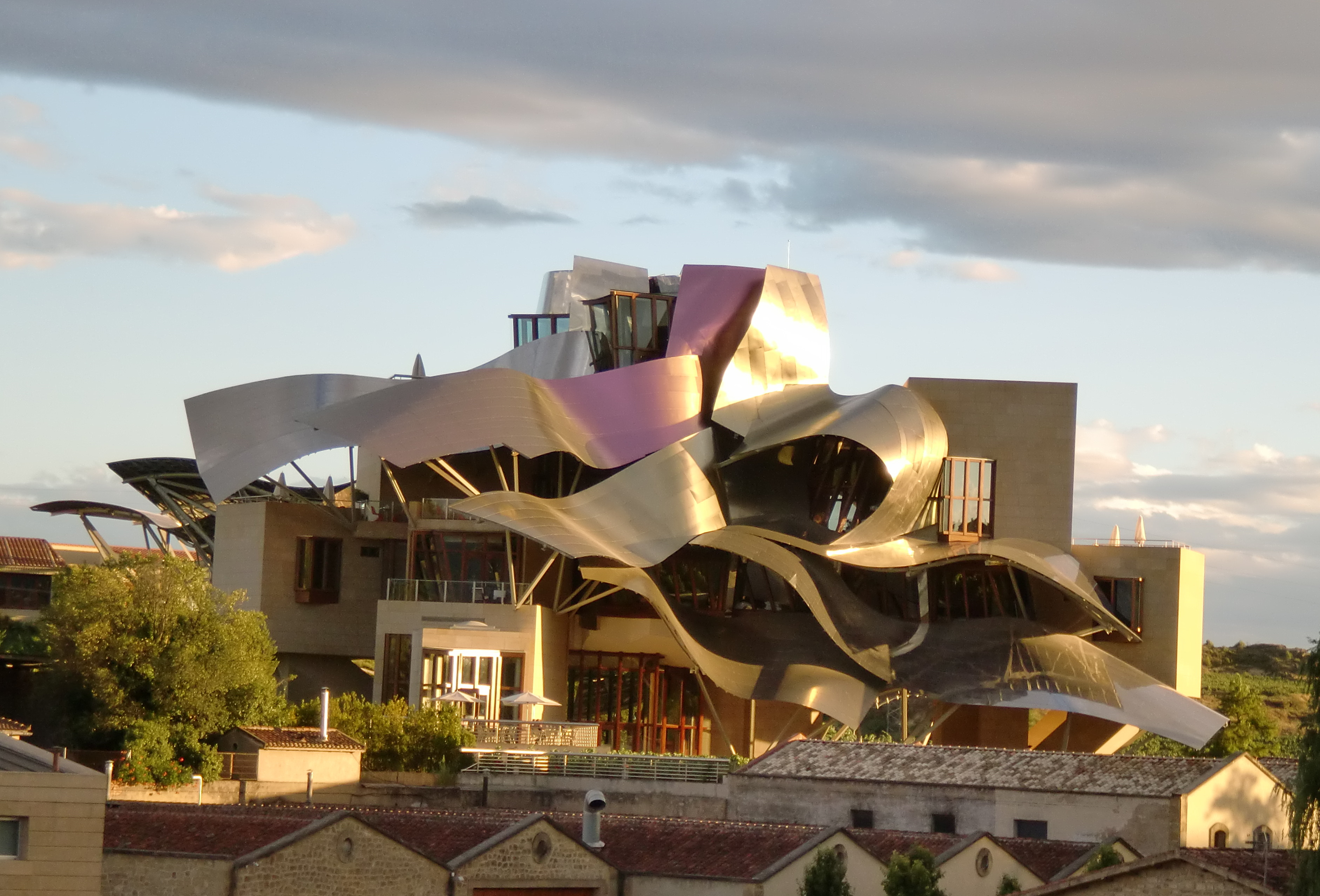
Marqués de Riscal Hotel, Elciego
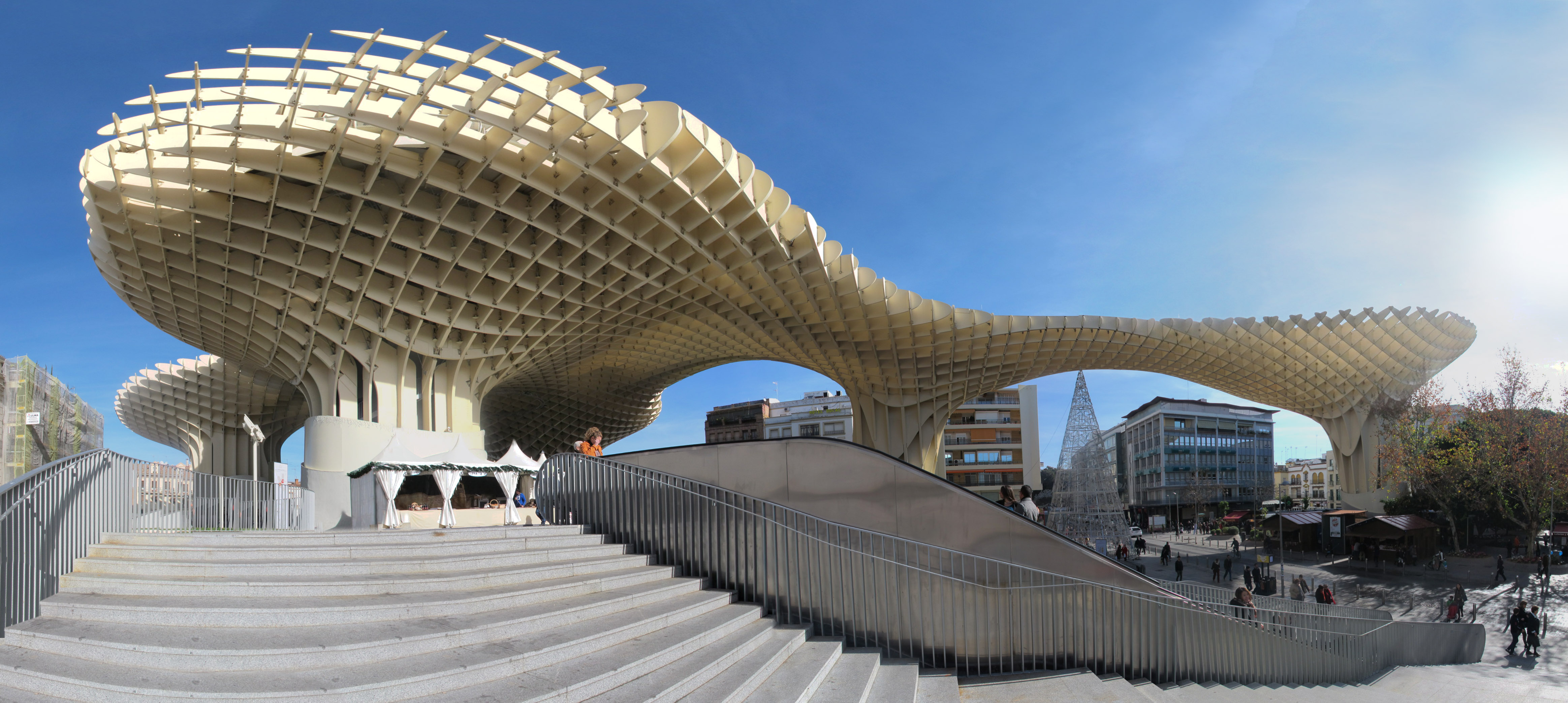
Metropol Parasol, Sevilla
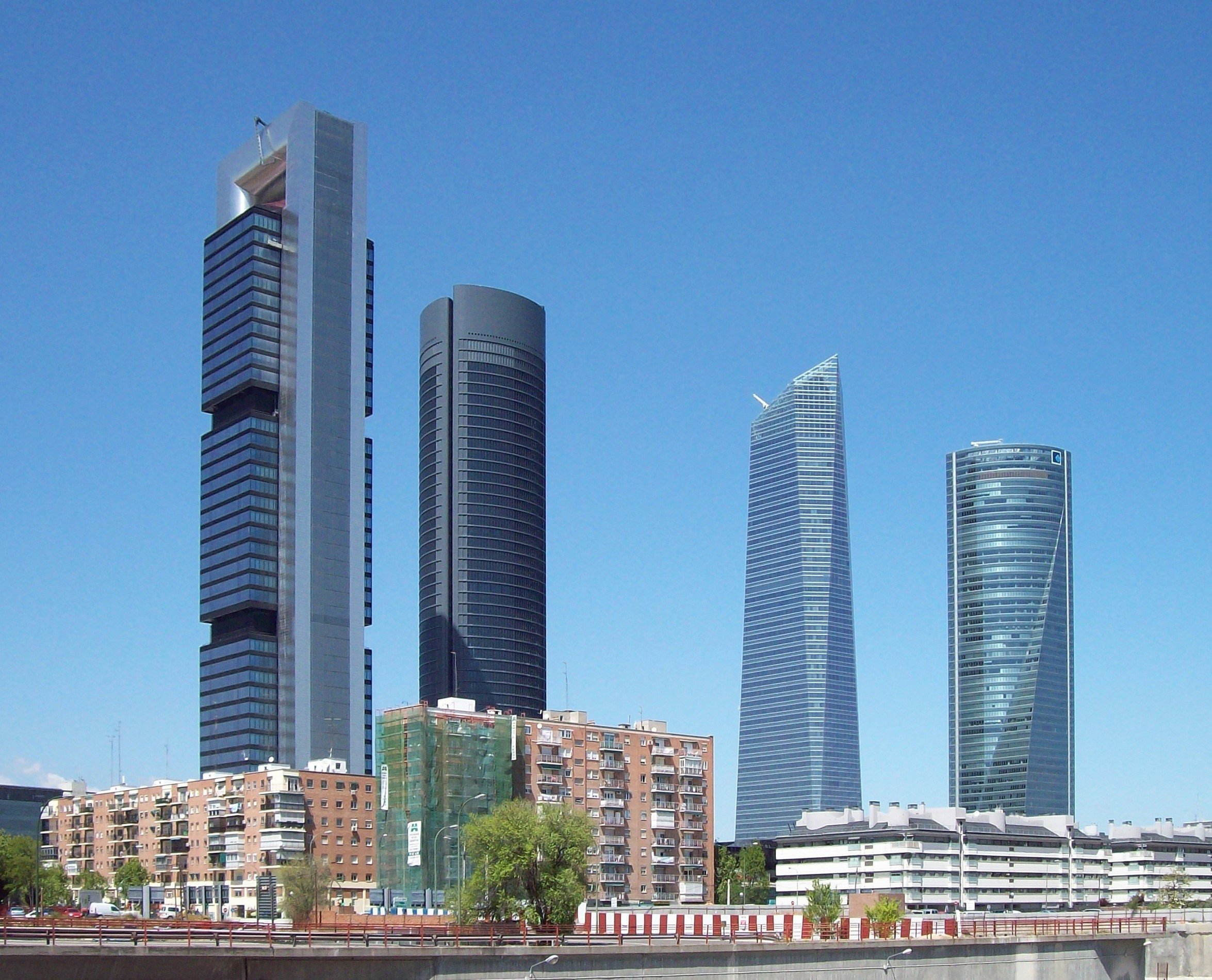
Madrid felhőkarcolói

## Építészek

### Leghíresebb építészek
A spanyol újkori építészet leghíresebb spanyol képviselői: Juan de Herrera (1530–1597), José Churriguera (1665–1725), Ventura Rodríguez (1717–1785) és Juan de Villanueva (1739–1811). 
Az organikus építészet meghatározó egyénisége: Antoni Gaudí (1852–1926) katalán építész. 
A modern, 20-21. századi építészet kimagasló alakjai: Rafael Moneo, Ricardo Bofill, Josep Lluís Sert és Santiago Calatrava.

### További híres építészek
- Lluis Domenech i Montaner (1850–1923)
- Secundino Zuazo (1887–1971)
- Antonio Palacios (1874–1945)
- Casto Fernández-Shaw (1896–1978)
- Josep Lluis Sert (1902–1983)
- Josep Antoni Coderch (1913–1984)
- Luis Gutiérrez Soto (1890–1977)
- Alejandro de la Sota (1913–1996)
- Miguel Fisac (1913–2006)
- Francisco Javier Sáenz de Oiza (1918–2000)
- Julio Cano Lasso (1920–1996)
- Fernando Higueras (1929–2008)
- Mariano Bayón (1942)
- Alberto Campo Baeza (1946)
- Adolfo Moran (1953)
- Enric Miralles (1955–2000)
- Mansilla+Tuñón
- Alejandro Zaera (1963)

## Világörökségi helyszínek
Számos spanyol építményt a művészi jelentősége miatt, beleértve a városok egész részeit is, a kulturális világörökség részévé nyilvánították.

## Fordítás
- Ez a szócikk részben vagy egészben  a   Spanish architecture című angol Wikipédia-szócikk fordításán alapul.  Az eredeti cikk szerkesztőit annak laptörténete sorolja fel. Ez a jelzés csupán a megfogalmazás eredetét és a szerzői jogokat jelzi, nem szolgál a cikkben szereplő információk forrásmegjelöléseként.